# Cathédrale Saint-Maclou de Pontoise
La cathédrale Saint-Maclou de Pontoise est une cathédrale catholique située à Pontoise dans le département français du Val-d'Oise en région Île-de-France.
L'église, consacrée au XIIe siècle, a été élevée à la dignité de cathédrale par le pape Paul VI en 1966 à l'époque de la création du département du Val-d'Oise et à la suite de la création du diocèse de Pontoise dont elle est le siège. L'actuelle cathédrale est classée monument historique depuis 1840.

## Localisation
La cathédrale Saint-Maclou se situe en France, dans le département du Val-d'Oise et l'agglomération de la ville nouvelle de Cergy-Pontoise, dans la partie haute du centre ancien de la ville de Pontoise. La façade septentrionale (Nord) donne sur la place du Petit-Martroy, place où se situait l'ancien hôtel de ville ; la façade occidentale (Ouest) également ainsi que sur la rue de la Coutellerie ; la façade méridionale (Sud) achève la perspective de la rue Thiers et de son escalier monumental ; le chevet donne sur la rue de l'Hôtel-de-Ville qu'il surplombe grâce à un haut soubassement ; et le croisillon Nord du transept enfin donne sur la place du Grand-Martroy. Y existe un portail secondaire, ainsi que dans le croisillon Sud, accessible par un escalier flanquant le chevet au Sud et montant depuis la rue de l'Hôtel-de-Ville.

## Histoire

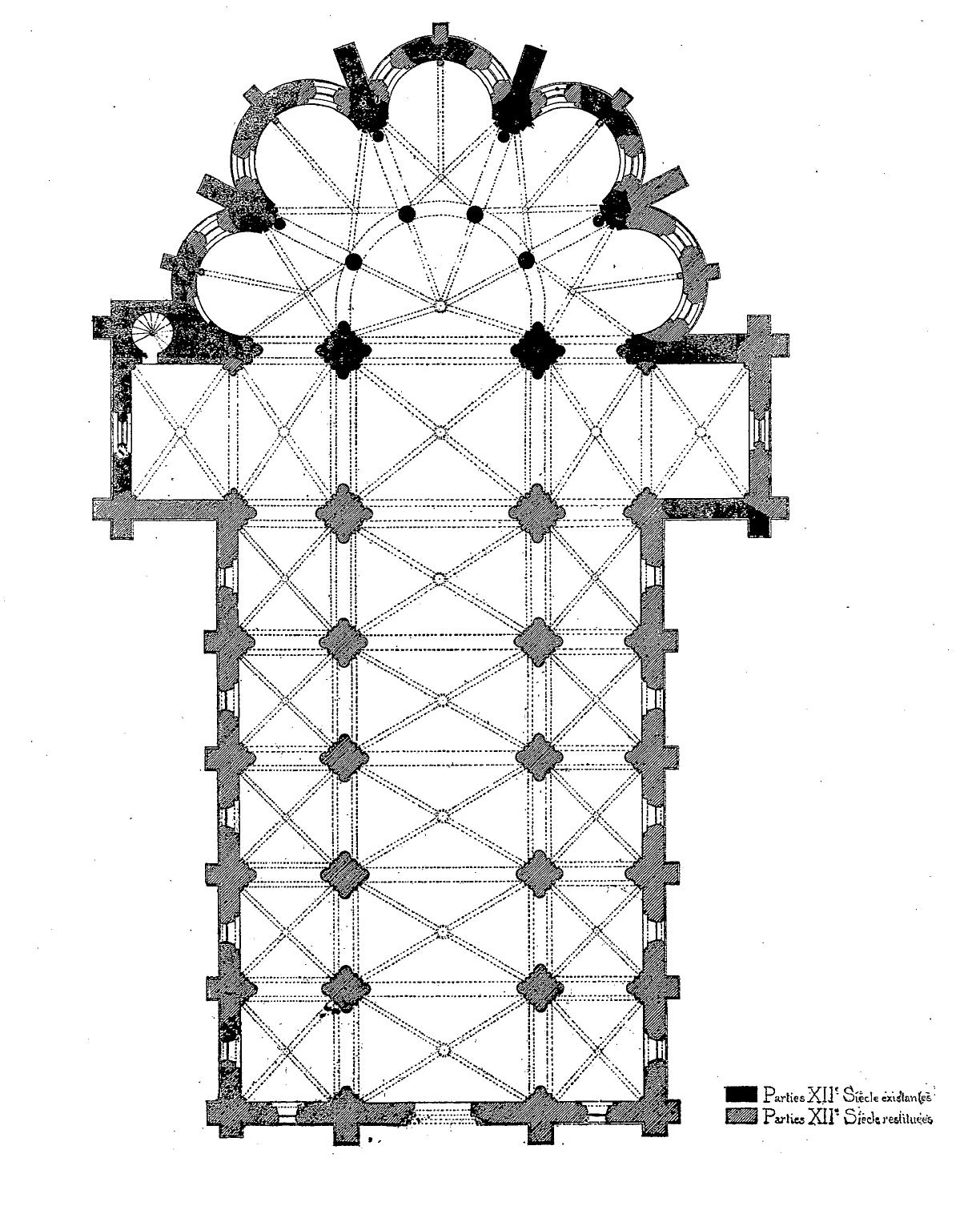
Plan schématique à la fin de la construction.

L'église Saint-Maclou n'a pas été bâtie en tant que cathédrale, mais comme église paroissiale du secteur Nord de la ville de Pontoise, autour du milieu du XIIe siècle. Son premier curé se nommait Robert et vivait en 1165.
Une paroisse Saint-Maclou n'est toutefois pas attestée avant 1213, et elle était dotée d'une double cure jusqu'en 1736, particularité pouvant s'expliquer par l'existence antérieure d'une chapelle Saint-Eustache ayant cohabité un temps avec Saint-Maclou, ou par la division d'un héritage seigneurial comportant des revenus d'autel. Cette seconde possibilité est plus plausible, car la chapelle fondée en 1110 seulement était desservie par des vicaires de la paroisse Saint-Mellon, et n'était peut-être qu'une chapelle latérale d'une première église Saint-Maclou connue depuis 1090.
C'est la création du département du Val-d'Oise qui entraîne la fondation d'un diocèse de Pontoise en date du 9 octobre 1966, et l'érection de la principale église de la ville épiscopale au rang de cathédrale en même temps[réf. souhaitée].
En dehors du petit cercle de cathédrales construites comme telles sur le territoire de l'actuelle région Île-de-France, l'église Saint-Maclou peut être considérée comme l'un des édifices les plus importants, tant pour ses dimensions que pour sa valeur architecturale, avec la collégiale Notre-Dame de Mantes-la-Jolie, la collégiale Notre-Dame-du-Fort d'Étampes et la collégiale Saint-Martin d'Étampes. La première étude paraît par ailleurs dès 1587,, et c'est l'un des cinq premiers sur le territoire de l'actuel département du Val-d'Oise à être classé monument historique par liste de 1840.
Aucun document d'époque ne subsiste pour attester la période de construction exacte de l'église Saint-Maclou, mais elle paraît postérieure à la basilique de Saint-Denis terminée en 1144. Il s'agissait d'une église de plan cruciforme se composant d'une nef de cinq travées accompagnée de deux bas-côtés simples ; d'un transept saillant dont chaque croisillon comportait deux travées successives, au nord et au sud ; d'un clocher central se dressant au-dessus de la croisée du transept et d'un chœur d'une unique travée en hémicycle, entouré d'un déambulatoire avec cinq chapelles rayonnantes.
Des éléments significatifs de cette église primitive subsistent, même si leur caractère initial s'est perdu au gré des remaniements. Il s'agit du chœur et du déambulatoire, dont toutes les baies ont été repercées ; des murs Est et Ouest du croisillon méridional, des murs Est et Nord du croisillon septentrional, avec sa tourelle d'escalier rectangulaire ; et de cinq arcs formerets en haut du mur Nord de la nef,.
L'église primitive garda sa physionomie d'origine pendant un siècle et demi environ, jusqu'au 30 octobre 1309, quand un ouragan fit chuter le clocher central, entraînant la destruction partielle de la nef avec l'effondrement de son dernier pilier côté Sud. La réparation de la nef fut prise en charge par les bouchers de la ville et terminée en 1325. À partir du milieu du siècle suivant, l'église fut agrandie par l'adjonction de deux travées supplémentaires à la nef et aux bas-côtés à l'Ouest, allant de pair avec l'élévation d'une nouvelle façade occidentale et la construction d'un nouveau clocher à gauche de cette dernière. Les travaux se poursuivirent avec la réfection des voûtes et des fenêtres du chœur et du déambulatoire, pour se terminer dans un premier temps en 1477 avec la construction d'une sacristie sur deux niveaux à l'emplacement de la première chapelle rayonnante au Sud du chœur.

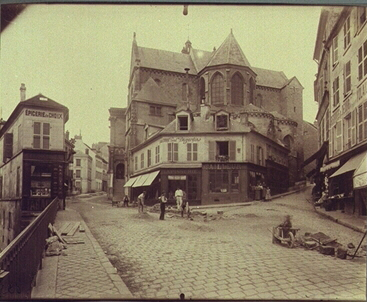
Chevet au début du XXe siècle, entouré de maisons accolées.

Pendant le second quart du XVIe siècle, en 1530, l'agrandissement de l'église Saint-Maclou entra dans une deuxième phase, entraînant davantage que la première le remplacement de structures d'origine. Le bas-côté Nord initial fut démoli pour être remplacé par un double bas-côté flanqué d'une rangée de chapelles sur toute sa longueur. On procéda par reprise en sous-œuvre, laissant subsister la partie haute du mur de la nef tout en procédant à la construction de nouvelles arcades en dessous, ce qui explique la survivance des cinq formerets du XIIe siècle.
La dernière chapelle à l'Est fut reliée à une travée supplémentaire de plan irrégulier, servant de narthex au portail septentrional, au Nord du transept. Ce portail supplémentaire fut terminé en 1540. Comme l'indique une date sur l'un de ses vitraux, la chapelle de la Passion suivit à peu d'intervalle, en 1545. Cette chapelle occupe l'emplacement des deux premières travées du second bas-côté Nord avec leurs deux chapelles. Un autre ajout de la même époque n'a pas survécu ; il s'agit d'un nouveau clocher central à l'emplacement du précédent. Le marché pour sa construction et nécessairement la réfection de la voûte de la croisée du transept qui le supporte est passé en date du 28 juillet 1541 avec Jean Delamarre, maître-maçon à Saint-Denis.
Cependant, les travaux ne s'arrêtent pas là. Il ne s'agit plus d'extensions, mais de l'embellissement de l'église et de son adaptation au goût de l'époque, qui vit l’avènement de l'architecture Renaissance dans le Nord de l'Île-de-France. Un marché pour la couverture par un dôme du clocher occidental du milieu du XIVe siècle fut passé avec Pierre Le Mercier, de Pontoise, le 25 septembre 1552. Jusqu'en 1570, les voûtes de la nef, son mur méridional et le bas-côté Sud sont démolis et construits à neuf dans le style de la Renaissance. Les chapelles flanquant le bas-côté Sud sont achevées en 1578, mais bénies seulement le 15 août 1583, par Henri le Meignen, évêque de Digne, natif d'Oissery. Comme dernière mesure de cette époque, les piles occidentales de la croisée du transept, dont la voûte ne venait d'être refaite qu'une quarantaine d'années auparavant, sont rebâties en sous-œuvre en 1585.
Le 25 septembre 1743 par ordonnance du cardinal de Saulx-Tavannes, archevêque de Rouen, et par lettres patentes du Roi, les 2 titres de la paroisse sont réunis. Il n'y aura donc désormais qu'un seul curé de Saint-Maclou.
Le XVIIIe siècle fut témoin d'une série de modifications peu compatibles avec l'esprit s'installant un siècle plus tard, quand la conscience pour la valeur historique des bâtiments anciens s’éveilla. En 1739, le conseil de fabrique fit remplacer les baies hautes de la nef, et en 1742, celles de la chapelle de la Vierge.
En 1772, la décoration du sanctuaire fut adaptée à la mode de l'époque, et le dallage du sol constitué de pierres tombales fut remplacé en deux étapes en 1775 et 1783. En 1783, les chapiteaux des piles au Nord de la nef furent supprimés par l'entrepreneur Denis Belargent, et l'intérieur de l'édifice badigeonné par l'entrepreneur italien Borrani. Le pilier central du portail et le tympan sont détruits en 1784 sur ordre de M. de Monthiers[réf. nécessaire]. Un an après, le clocher central fut démoli sans être remplacé. Ensuite, la Révolution française apporta son lot d'actes de vandalisme, avec notamment le bûchage des statues du portail occidental. Cinq cloches et quatre statuettes d'argent sont fondues. À l'instar des autres églises principales de chacune des communes, Saint-Maclou est transformée en Temple de la Raison en 1793, puis en halle aux grains.
Au XIXe siècle, les travaux allèrent dans le sens de la préservation et la restauration de l'édifice, à la suite de son classement. Sous la direction de l'architecte Henri Blondel, la chapelle de la Passion fut restaurée en 1860, et celle de la Vierge en 1871. Sous la direction de l'architecte des monuments historiques Alphonse Simil, la rosace de la façade occidentale enfoncée par une tempête en 1875 fut reconstituée en 1883, ainsi que le gable du portail principal. Finalement, grâce à la générosité de l'ancien maire de Pontoise, Alexis-Désiré-Ernest Mallet, le chevet du XIIe siècle put être dégagé des maisons qui l'entouraient entre 1907 et 1911.
Du mois d'octobre 2018 au début de l'année 2021, des travaux de restauration ont été effectués sur la toiture et certaines voûtes pour un coût de plus de 2 millions d'euros, montant prise en charge par la ville de Pontoise,. Les travaux de restauration continueront à l'intérieur de l'édifice dans quelques années.

## Architecture

### Aperçu général

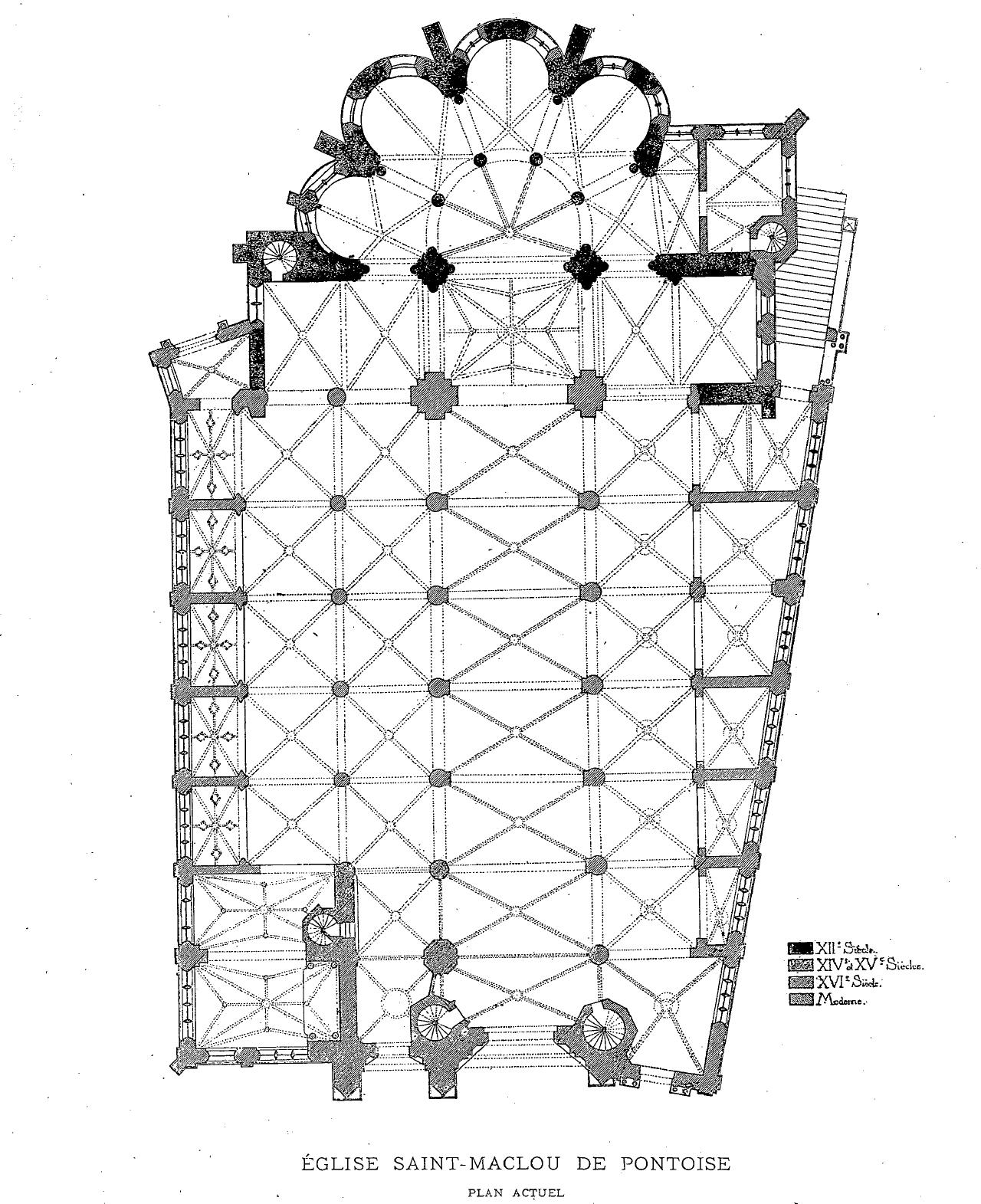
Plan schématique de l'église depuis 1585, à la suite des agrandissements.

Régulièrement orientée, la cathédrale Saint-Maclou obéit initialement à un plan cruciforme, qui à la suite des adjonctions du XVIe siècle n'est plus aussi apparent qu'à l'origine. L'édifice a notamment perdu sa symétrie du fait des restrictions imposées par le tracé des voies publiques, avec un mur méridional oblique, et le transept n'est plus saillant par rapport aux bas-côtés. Depuis 1585, l'église se compose d'une nef de sept travées ; d'un bas-côté méridional simple de sept travées également, dont la deuxième à septième se prolongent vers le sud par des chapelles dont la profondeur augmente avec l'approche du chevet ; d'un bas-côté septentrional, doublé de la troisième à septième travée, et prolongé ici vers le nord par des chapelles de dimensions identiques ; d'une chapelle de la Passion de deux larges travées devant la première et deuxième travée du bas-côté septentrional ; d'un transept de deux bras de longueur égale, se composant chacun de deux travées ; d'une chapelle servant de narthex devant le croisillon nord ; d'un chœur d'une unique travée en hémicycle ; d'un déambulatoire avec quatre chapelles rayonnantes, la cinquième ayant été remplacée par une sacristie de deux niveaux ; et d'un clocher occidental se dressant au-dessus de la première travée du bas-côté septentrional.
Les dimensions de l'édifice sont les suivantes : 
- Longueur totale : 52,3 m
- largeur totale : 32,4 m
- longueur du transept : 26,4 m
- largeur de la nef : 7,4 m
- largeur du double bas-côté nord : 10 m
- hauteur de la nef : ?
- hauteur des bas-côtés : ?

La cathédrale possède quatre portails : le portail principal au milieu de la façade occidentale ; un portail latéral à gauche du premier ; un portail méridional s'ouvrant à l'est de la dernière chapelle devant le bas-côté méridional ; et un portail septentrional s'ouvrant également à l'est, depuis le narthex déjà mentionné.

### La nef et les collatéraux

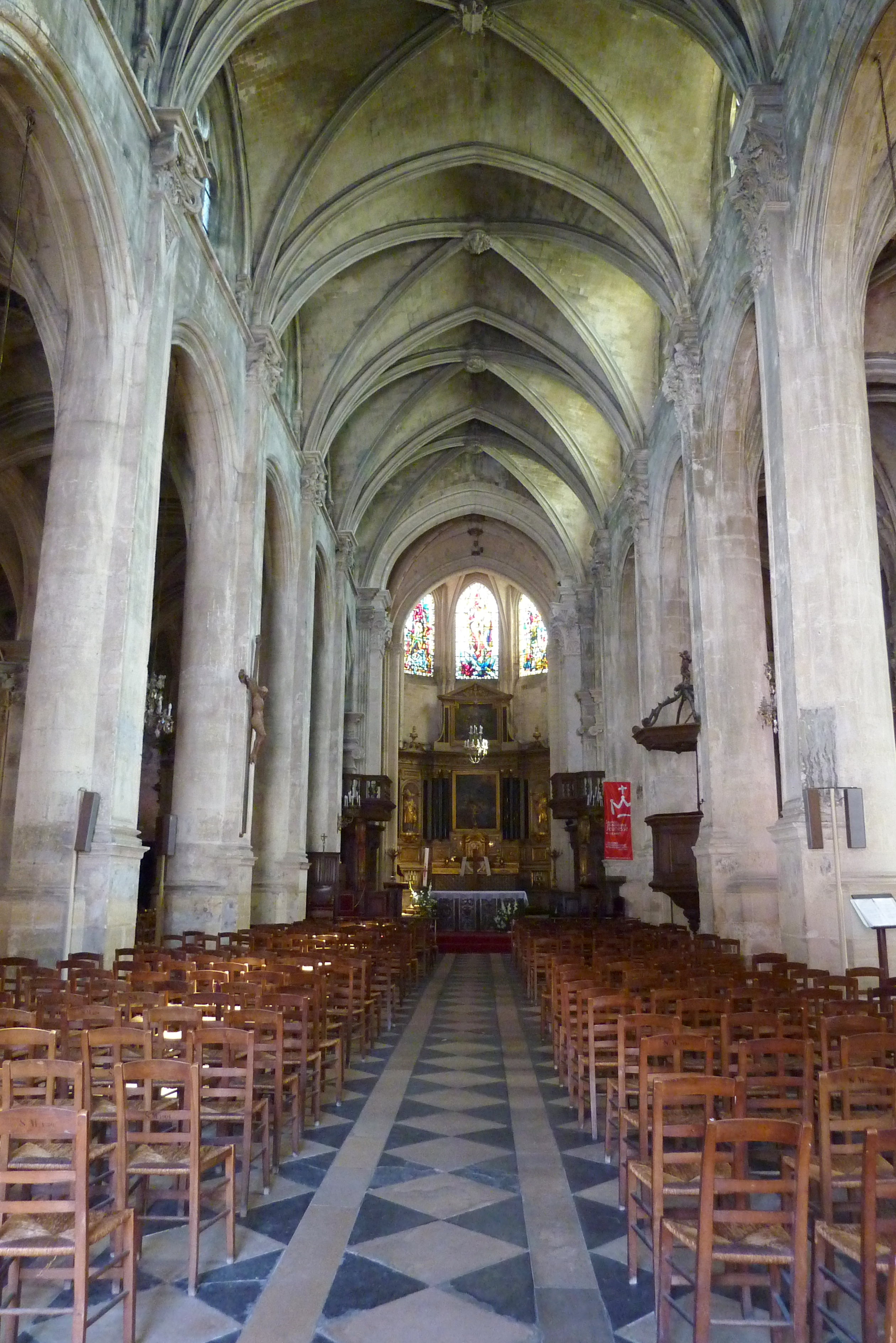
Intérieur de la nef : vue en direction du chœur.

La nef est entièrement voûtée sur croisées d'ogives, séparées par des arcs-doubleaux en tiers-point. Les clés de voûte sous la forme de médaillons représentent des écus, des grandes étoiles ajourées, saint Maclou, la lune et le soleil. Les voûtes de la première travée de la nef et des deux premières travées du bas-côté nord ont été conçues par le même architecte et se distinguent des autres voûtes, postérieures. Bien que les formerets du mur septentrional de la nef subsistent du milieu du XIIe siècle, de la troisième à la septième travée, les fenêtres hautes en tiers-point très basses sont donc plus récentes que celle de la seconde travée, aujourd'hui bouchée. Les arcs du bas-côté septentrional sont en plein cintre, et celles du bas-côté méridional en cintre surbaissé. Ils s'appuient sur des colonnes flanquées d'un pilastre.
Les colonnes et les chapiteaux sont du même type au nord et au sud, avec des abaques formant entablement et des bases attiques, mais présentent des motifs différents. L'ordre composite règne sur certains chapiteaux du sud, ou bien ils sont ornés de têtes d'anges. Sur le troisième pilier au sud, un bas-relief représente un lion et un loup qui emportent les enfants de saint Eustache. Les clés de voûte représentent une Vierge à l'Enfant, la mort et le couronnement de la Vierge. La seconde chapelle a été construite au frais des marchands-drapiers de Pontoise, comme le prouve un bas-relief montrant un marchand de draps à son comptoir, et la quatrième chapelle est dédiée à la Vierge. La cinquième et dernière chapelle, la plus grande, sert uniquement de passage entre le portail méridional et la nef. Un contrefort du croisillon sud du XIIe siècle empiète dans cette chapelle. L'architecte du bas-côté méridional reste anonyme.
Le double bas-côté nord en particulier est un chef-d'œuvre de la Renaissance, attribué sans preuve à Pierre Le Mercier par Léon Palustre. Ses chapiteaux très élégants sont ornés aux angles d'enfants ou de satyres. La troisième colonne est couronnée par des chimères cornues, la quatrième par des enfants qui tiennent des guirlandes et la sixième par un chapiteau corinthien. Les clés de voûte sont des médaillons décorés d'arabesques. Dans le second bas-côté nord, du côté des chapelles, les doubleaux retombent sur des pilastres entre deux colonnes cannelées, similitude avec l'église Saint-Eustache de Paris. Contrairement aux autres voûtes, celles des chapelles sont divisées par des liernes dans lesquelles s'interposent des losanges. Les baies sont plein cintre mais dotées d'un réseau flamboyant.
Comme le montre la colonne adossée à la chapelle de la Passion, conçue pour être isolée, cette chapelle n'avait pas encore été prévue au XIVe siècle, mais le bas-côté septentrional devait être double sur toute sa longueur. Finalement, comme indiqué précédemment, les deux premières travées du second bas-côté ainsi que les petites chapelles devant se trouver dans leur prolongement ont cédé la place à la chapelle de la Passion, recouverte de deux voûtes d'ogives ramifiées par des liernes et tiercerons, avec des clés de voûte pendantes. Ses quatre fenêtres en plein cintre sont de dimensions inégales. Une partie de la travée orientale est occupée par l'ancienne tourelle d'escalier du clocher occidental, qui crée un renfoncement dans le mur méridional de la travée occidentale de la chapelle. C'est ici qu'est placée le groupe sculpté du Saint-Sépulcre.

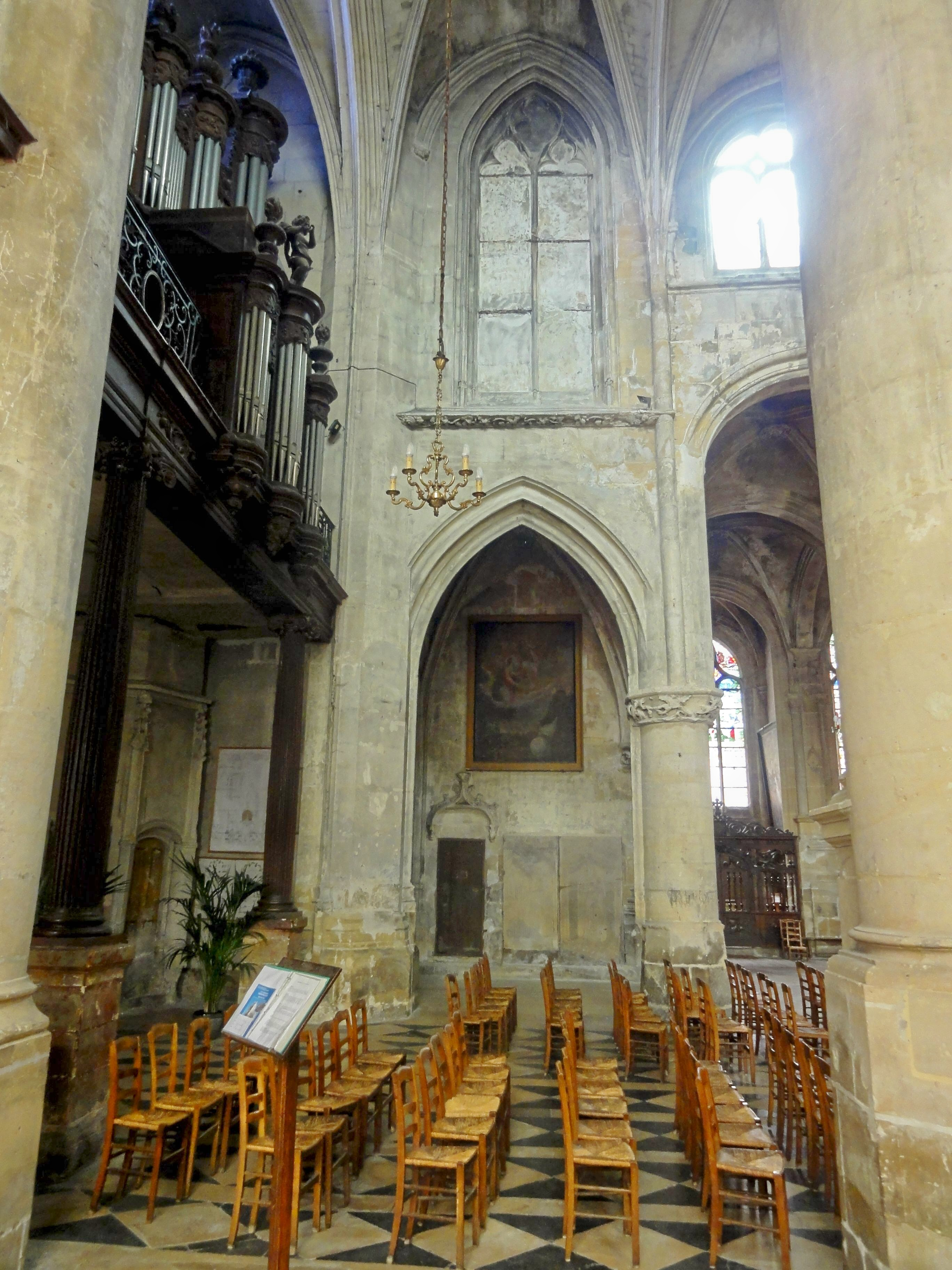
Vue sur la base du clocher.
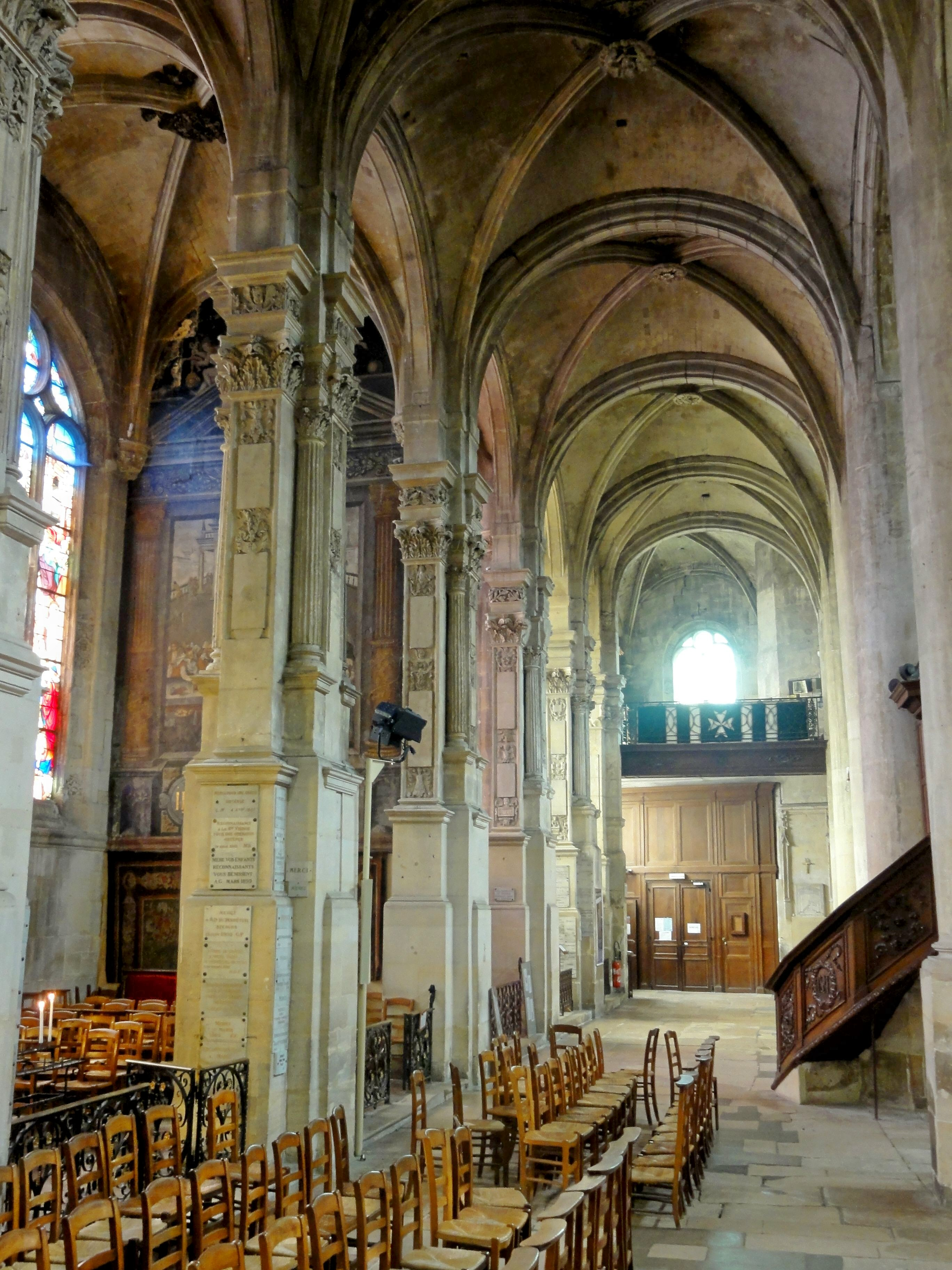
Bas-côté Sud.
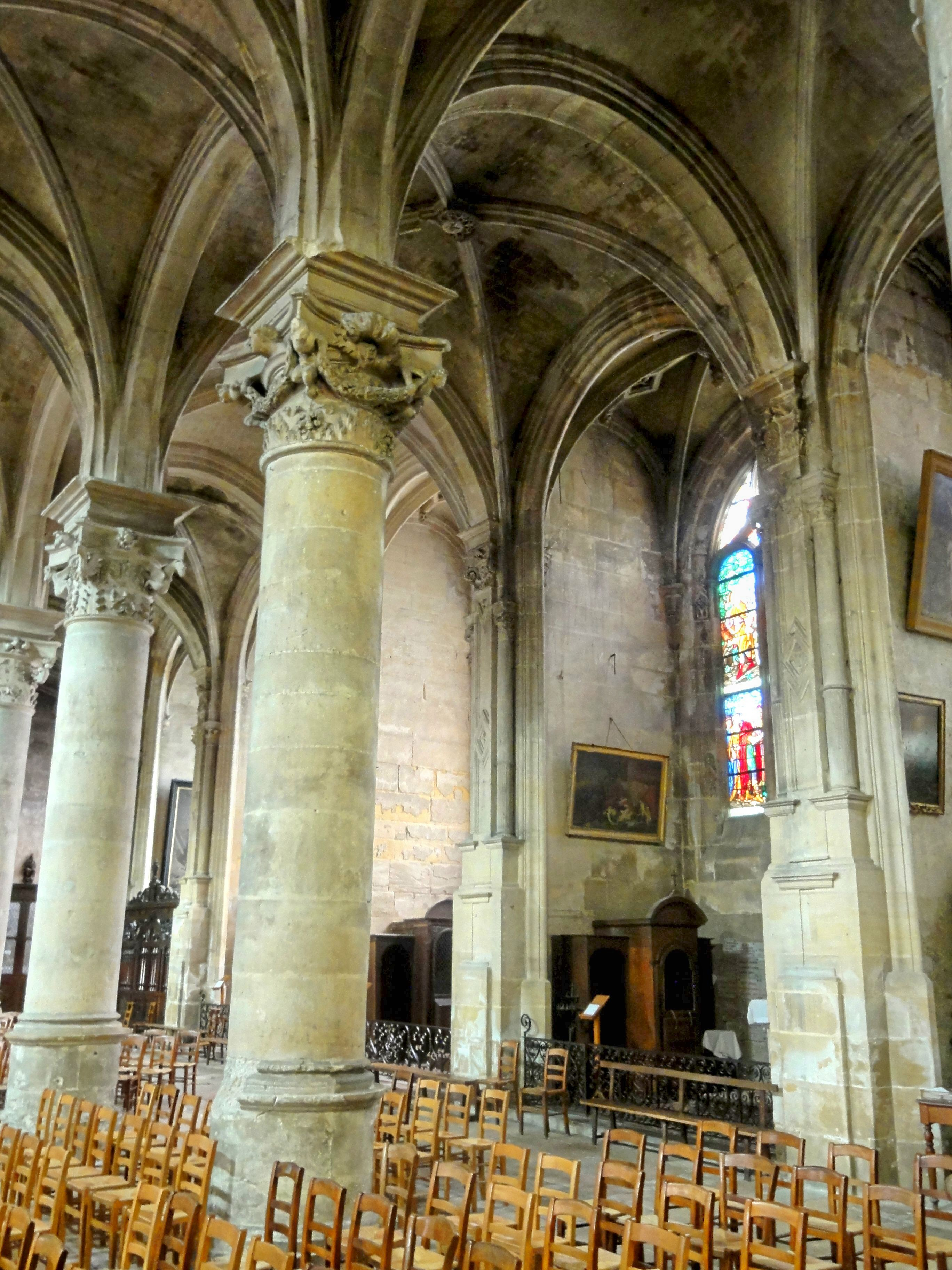
Double bas-côté Nord.
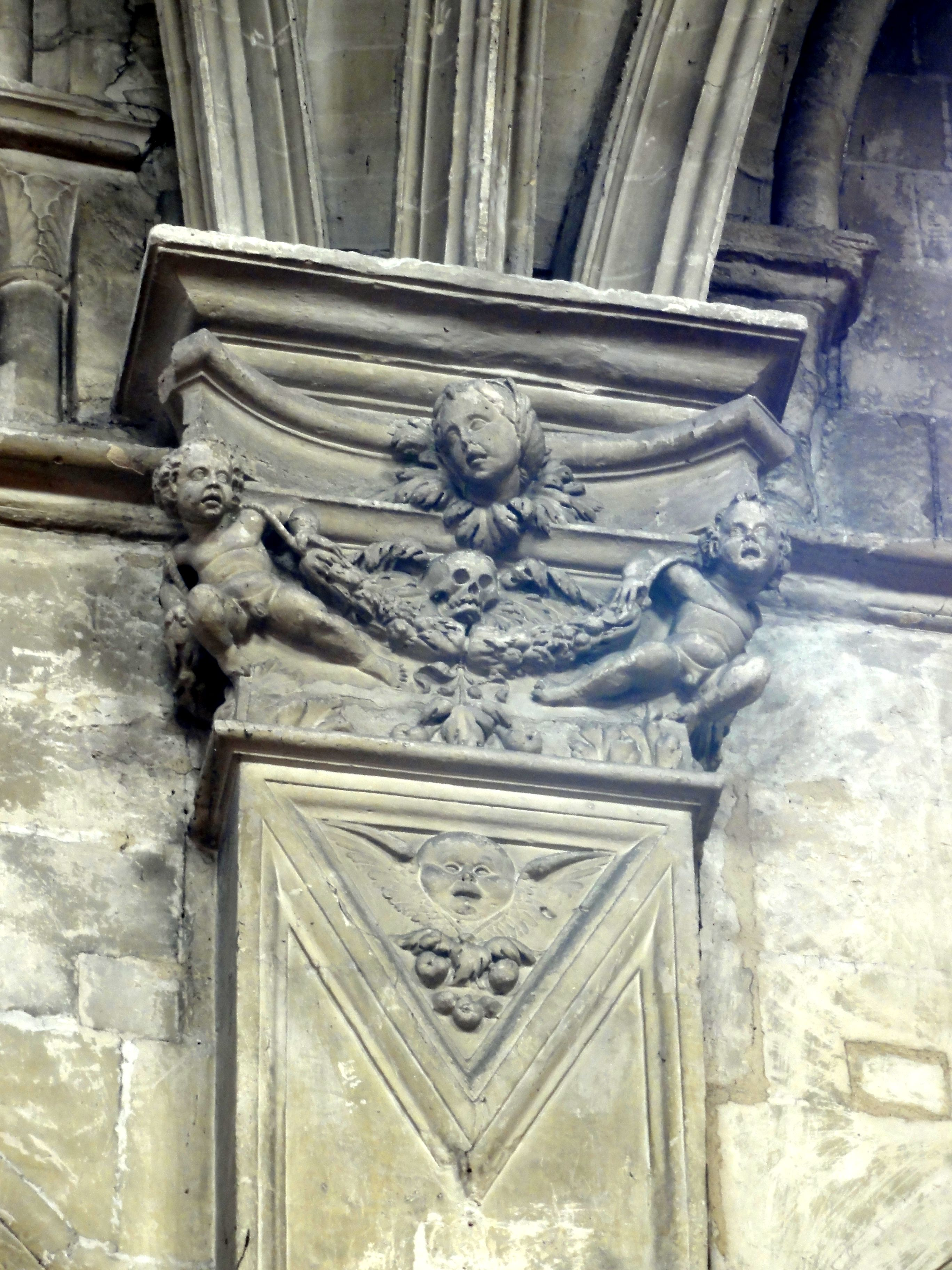
Chapiteau haut de la nef.
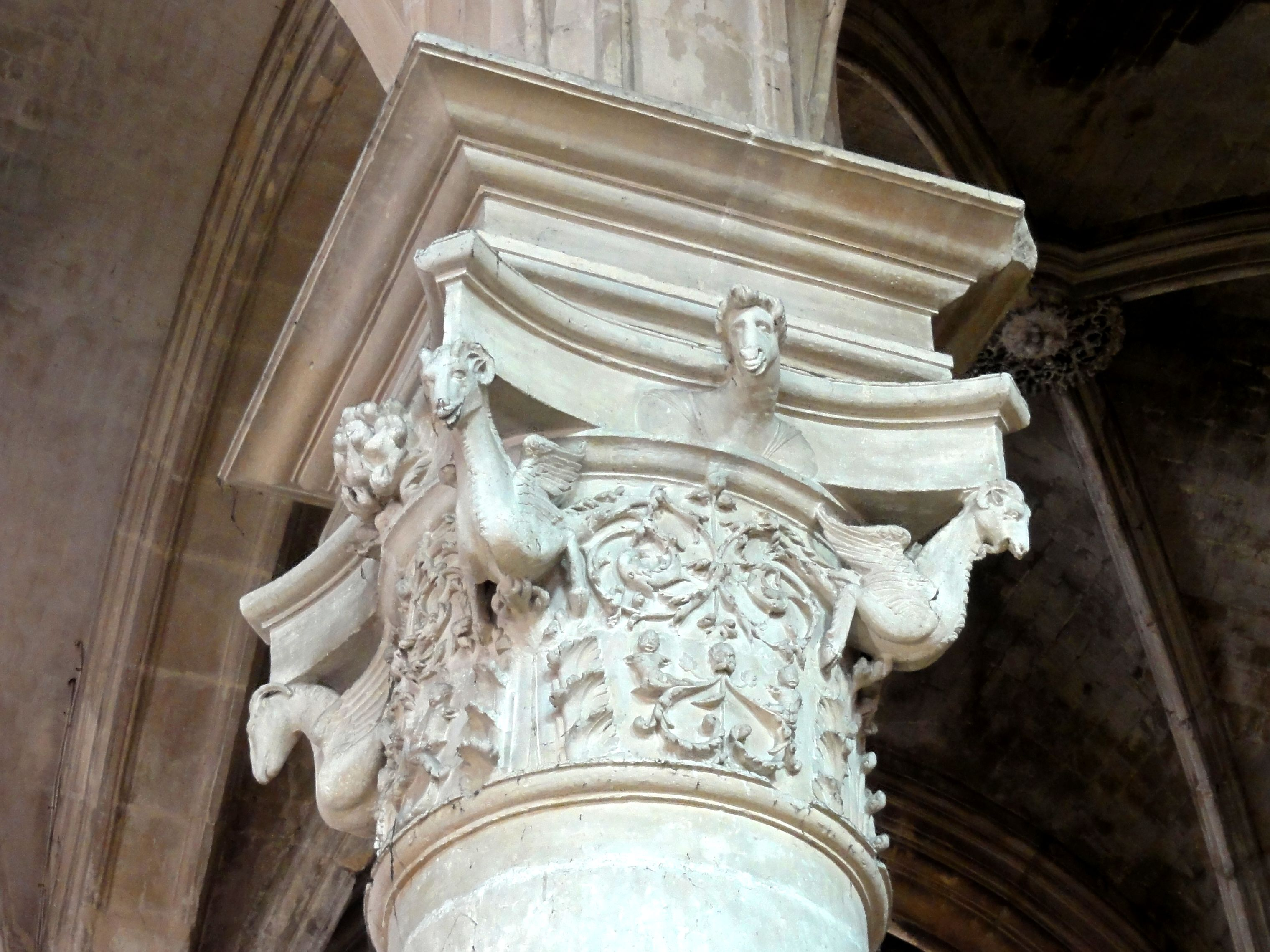
Chapiteau des bas-côtés Nord.

### Le transept
La voûte d'ogives commencée en 1541, œuvre de l'architecte Jean Delamarre, s'appuie sur deux piles de 1585 à l'ouest, flanquées de lourds pilastres cannelés, et sur deux piles du milieu du XIIe siècle à l'est, cantonnées de colonnettes. Les arcs-doubleaux en tiers-point à l'intersection avec les croisillons et le chœur proviennent de la même époque, de sorte que la voûte reproduit la forme de celle d'origine. Les nervures comprennent des liernes et tiercerons, comme celles de la chapelle de la Passion, et sont richement décorées. Aux points de rencontre des liernes et tiercerons, l'on voit les quatre Évangélistes avec leurs attributs, alors que les compartiments de remplissage arborent deux têtes d'ange, des croisements entrelacés et les lettres F et H couronnés. Il s'agit d'une allusion à la passation du pouvoir de Francois Ier à Henri II en 1547, sans doute l'année d'achèvement de la voûte. La clé de voûte symbolise la Trinité chrétienne illustrée par Dieu le Père coiffé d'une tiare, Jésus-Christ portant sa croix et le Saint-Esprit tenant une colombe.
Dans le croisillon nord du transept, les deux groupes de chapiteaux du doubleau entre les deux travées subsistent du milieu du XIIe siècle, et dans le croisillon sud, il en va de même des six chapiteaux engagées recevant les croisées d'ogives. Les baies plein cintre dans les murs latéraux des croisillons datent de la même époque ; ce sont les dernières baies qui subsistent de l'édifice d'origine visibles depuis l'intérieur. Au nord-est, l'escalier à vis dans une tourelle rectangulaire donne accès aux combles. Comme déjà indiqué ci-dessus, le mur occidental du croisillon sud s'est également conservé, alors que celui du croisillon nord a été démoli pour permettre le raccordement avec le second bas-côté nord. Les arcades plein cintre faisant communiquer le transept avec les bas-côtés sont toutes contemporaines des bas-côtés Renaissance, et les voûtes des croisillons ont été remplacées à la même période. Dans la façade du croisillon sud, la rosace est dépourvue de remplage, et les deux baies plein cintre en dessous ont été remaniées vers 1868.

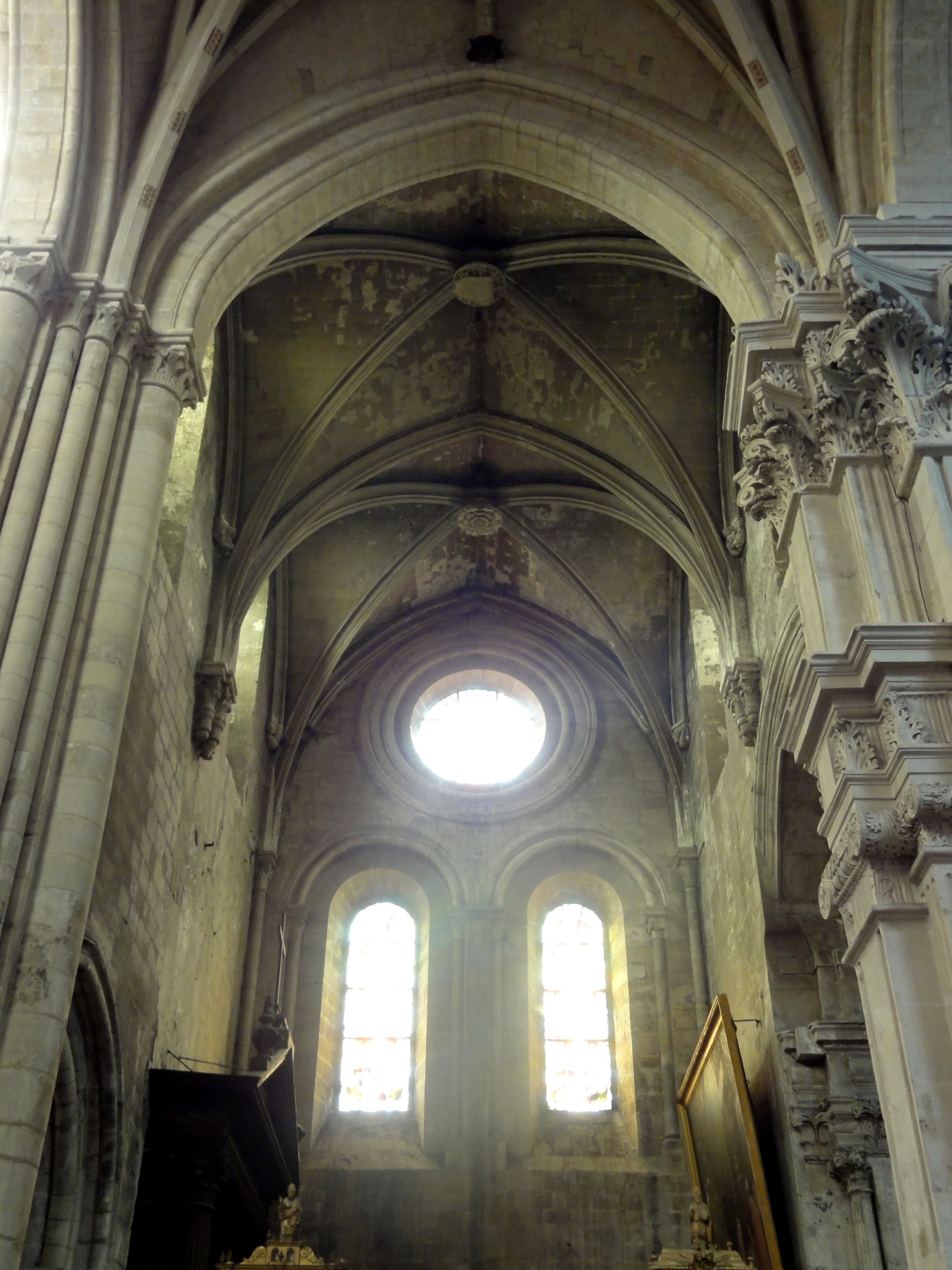
Croisillon Sud.
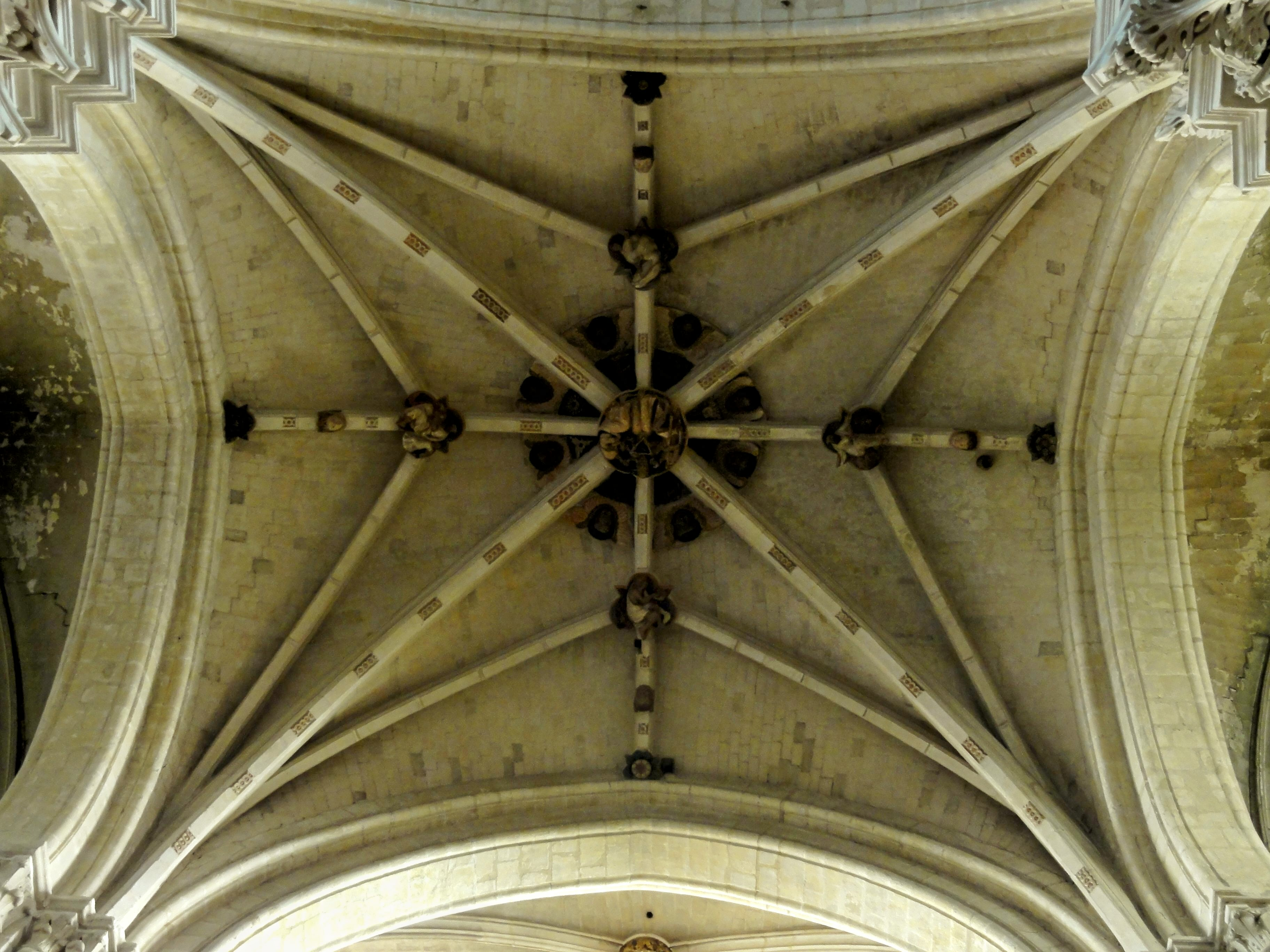
Voûte de la croisée.
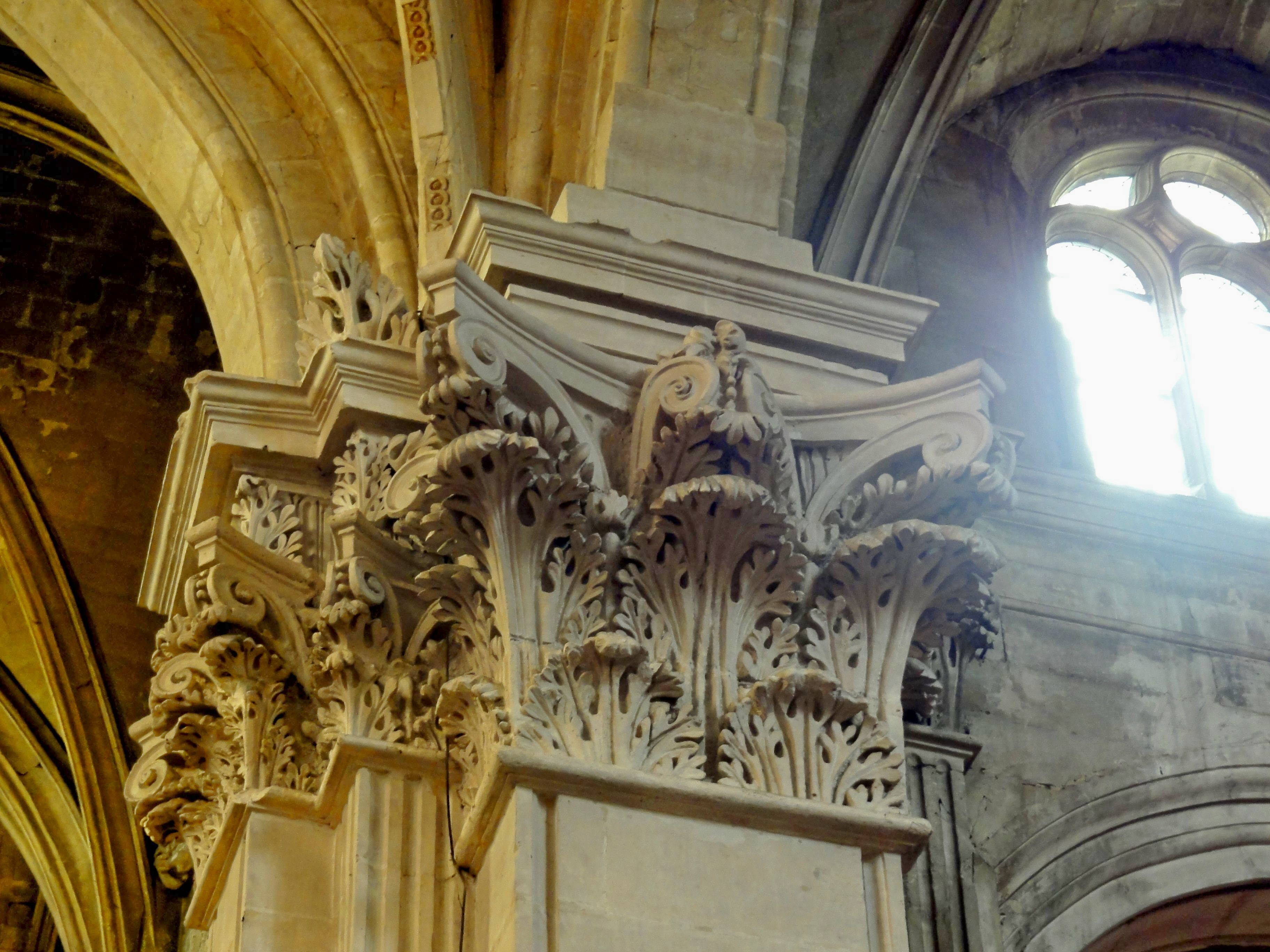
Chapiteaux de la croisée.
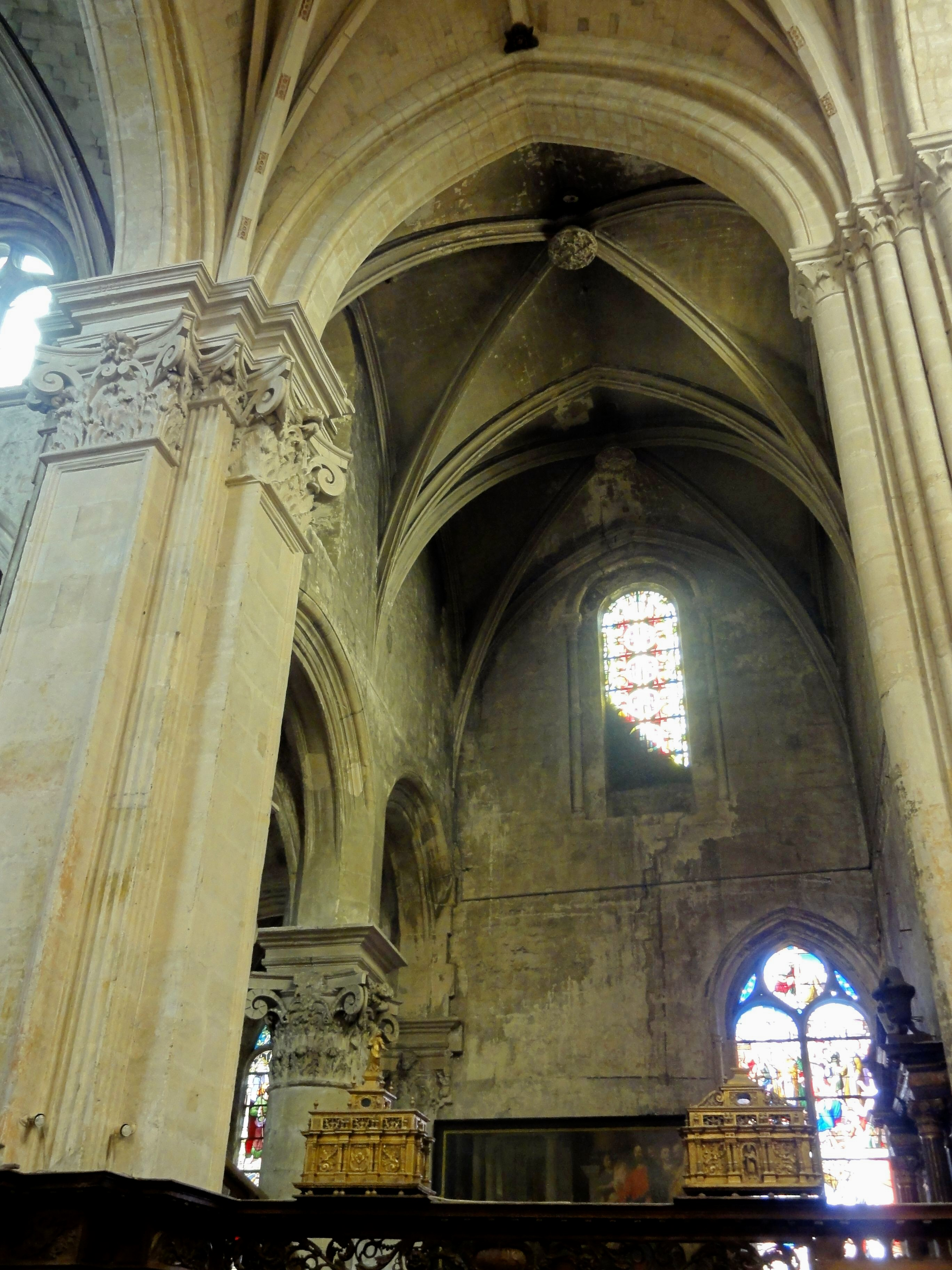
Croisillon Nord.
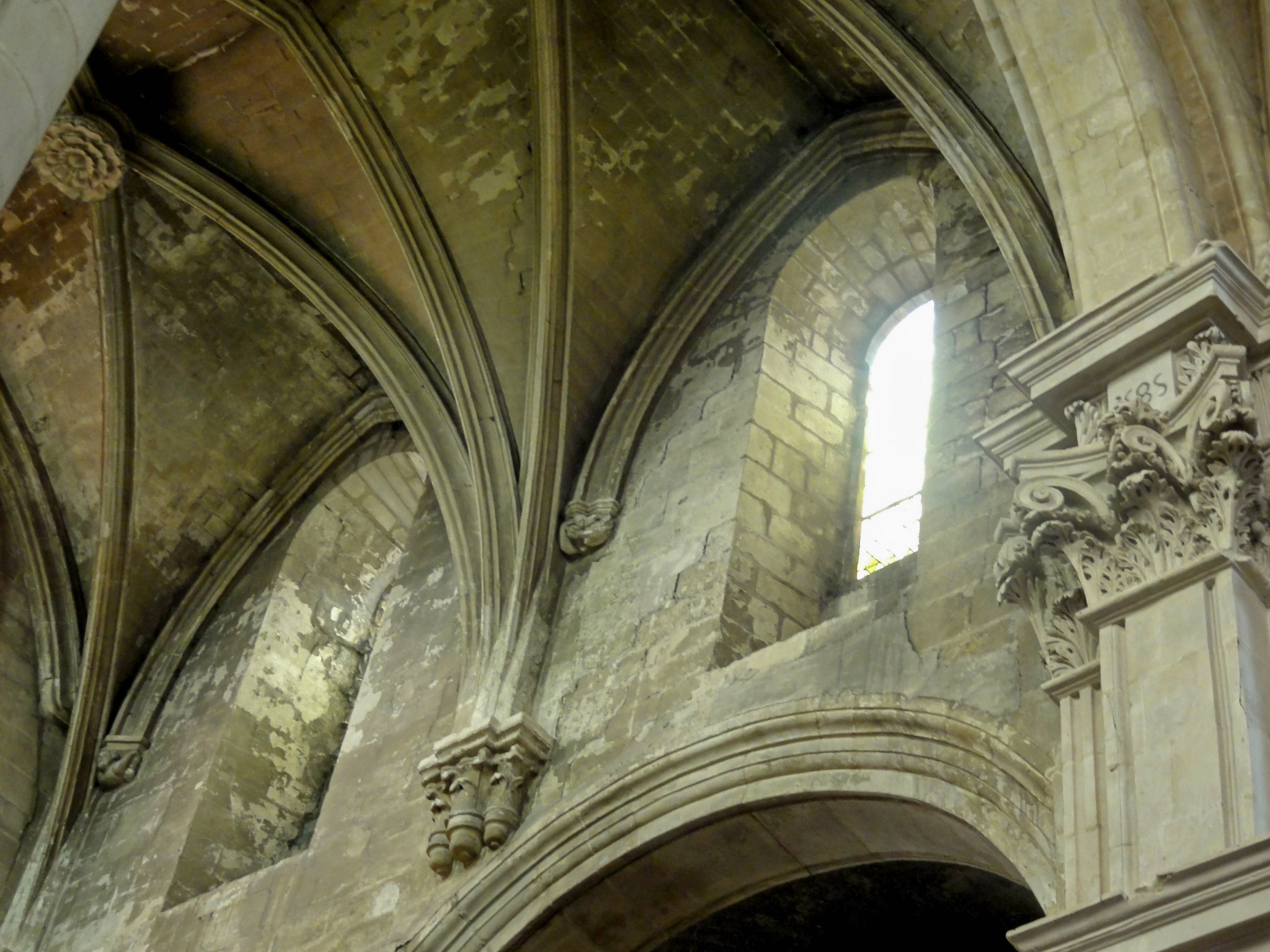
Croisillon Nord.

### Le chœur et le déambulatoire

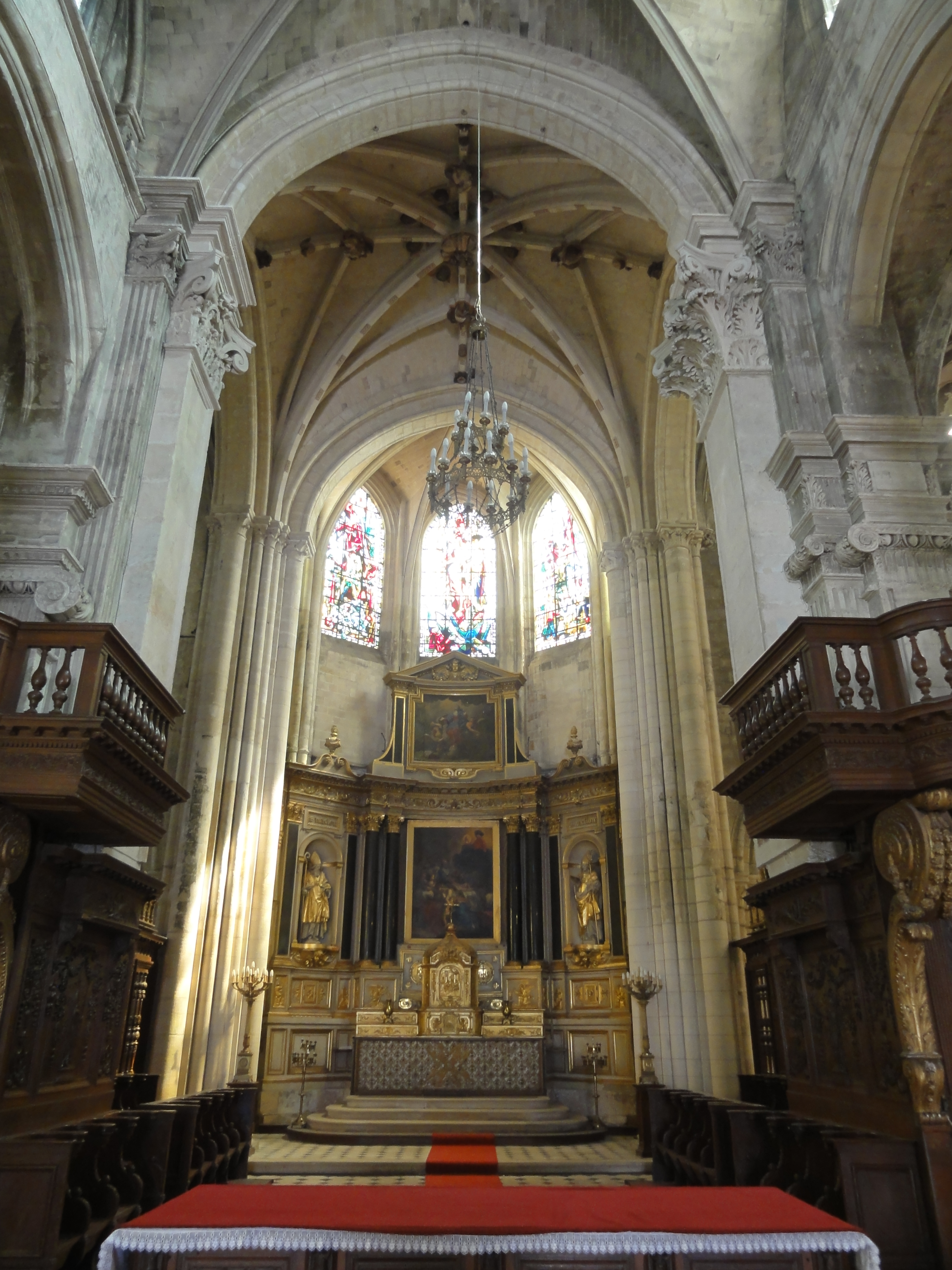
Chœur liturgique.

Le chœur en hémicycle est recouvert d'une voûte à six nervures partant d'une clé de voûte centrale, et reçoit le jour par cinq grandes fenêtres en tiers-point sans remplage. Elles ont été percées à la fin du XVe siècle, moment de la réfection de la voûte. Au niveau des fenêtres, les murs forment un hexagone : la forme du chœur au sol ne se répète pas. Quatre colonnes isolées supportant des arcs en tiers-point du milieu du XIIe siècle délimitent le sanctuaire du déambulatoire. Elles ne sont pas visibles depuis la nef car dissimulées derrière le retable du XVIIe siècle et des placages. Trois des chapiteaux sont garnis de feuilles d'acanthe ; un quatrième arbore sur chaque face deux tiges attachées par un lien central et terminées par de larges feuilles, enveloppant un gros fruit à l'angle du chapiteau. Ce chapiteau a été reproduit dans l'église Saint-Sulpice de Chars.
Le déambulatoire appartient à la même famille que celui de la basilique de Saint-Denis, se distinguant par l'absence d'arcs entre le déambulatoire et les chapelles rayonnantes. Elle est rendue possible par une cinquième nervure partant du centre de la croisée d'ogives des voûtes des travées du déambulatoire. Les voûtes attenantes à la sacristie édifiée à l'emplacement de la chapelle rayonnante du sud ont dû être refaites au moment de sa construction, vers 1477. Les deux étages de la sacristie sont voûtés d'ogives, et le rez-de-chaussée est doté de fenêtres en tiers-point aux réseaux flamboyants.
Quant aux chapelles rayonnantes, elles s'ouvrent entre deux colonnettes, qui flanquent les colonnes des doubleaux séparant les travées du déambulatoire. Bien que les arcades aient toujours été en tiers-point, comme l'ensemble des arcades de l'église du milieu du XIIe siècle, les chapiteaux des colonnes engagées à l'abside des chapelles sont encore de style roman. Leurs motifs sont des harpies et des dragons affrontés, des masques, des entrelacs, des feuilles d'acanthe et des rinceaux. Plus aucune des baies plein cintre d'origine subsiste, à l'exception d'une fausse baie mitoyenne de la tourelle d'escalier à l'est du croisillon septentrional, ménagée par souci d'harmonie bien que n'ayant jamais été vitrée.

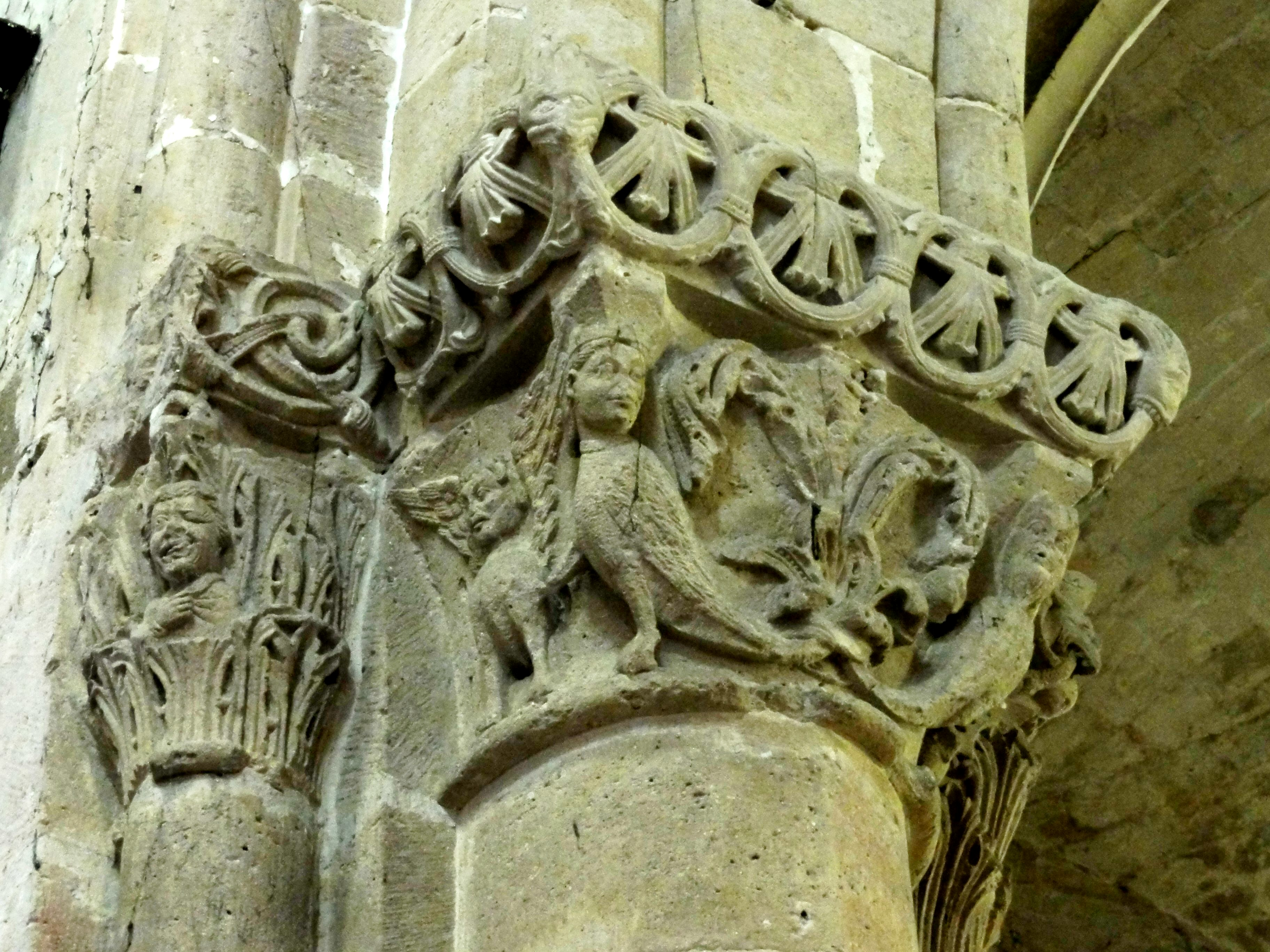
Chapiteaux romans.
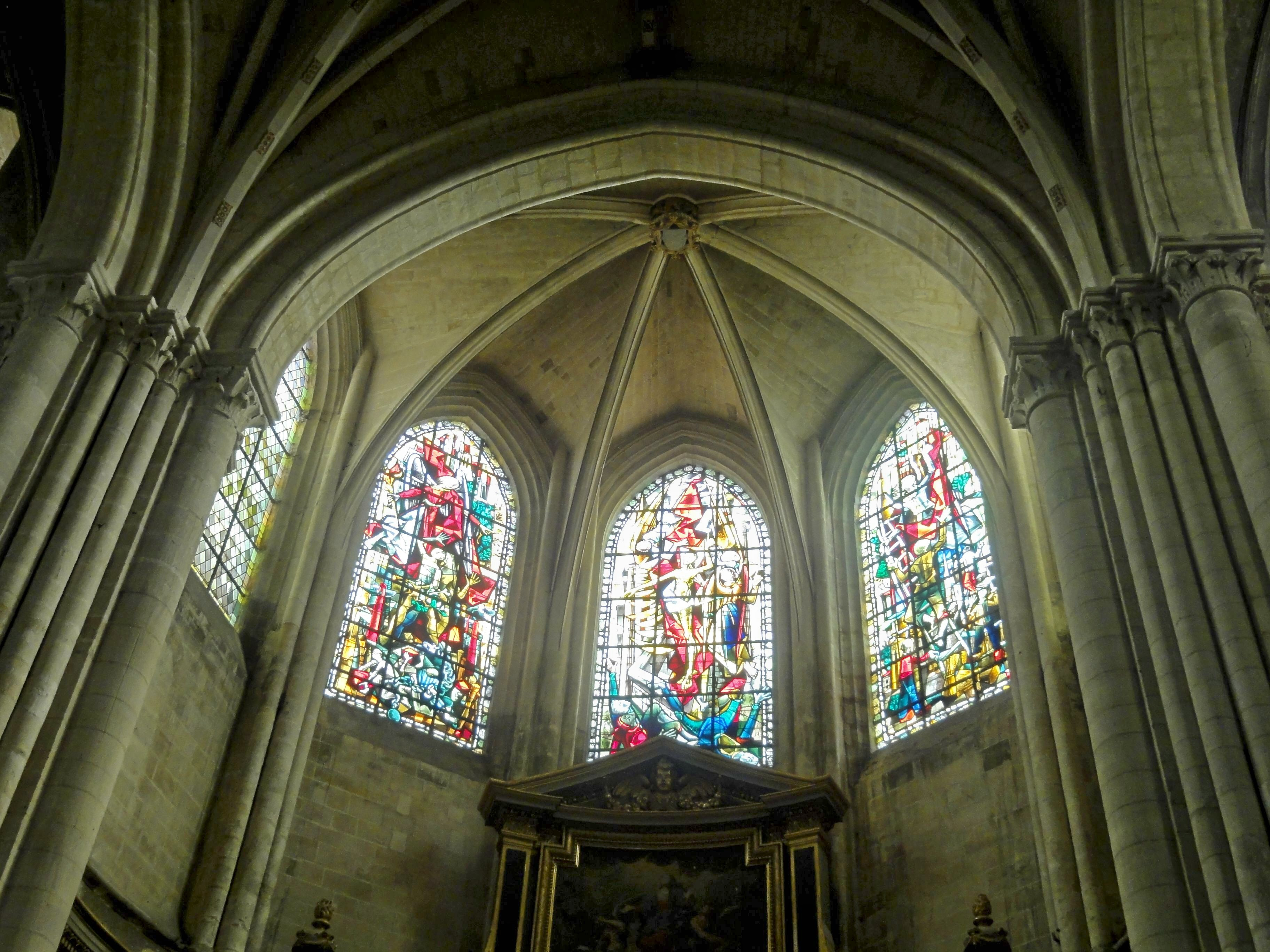
Parties hautes de l'abside.
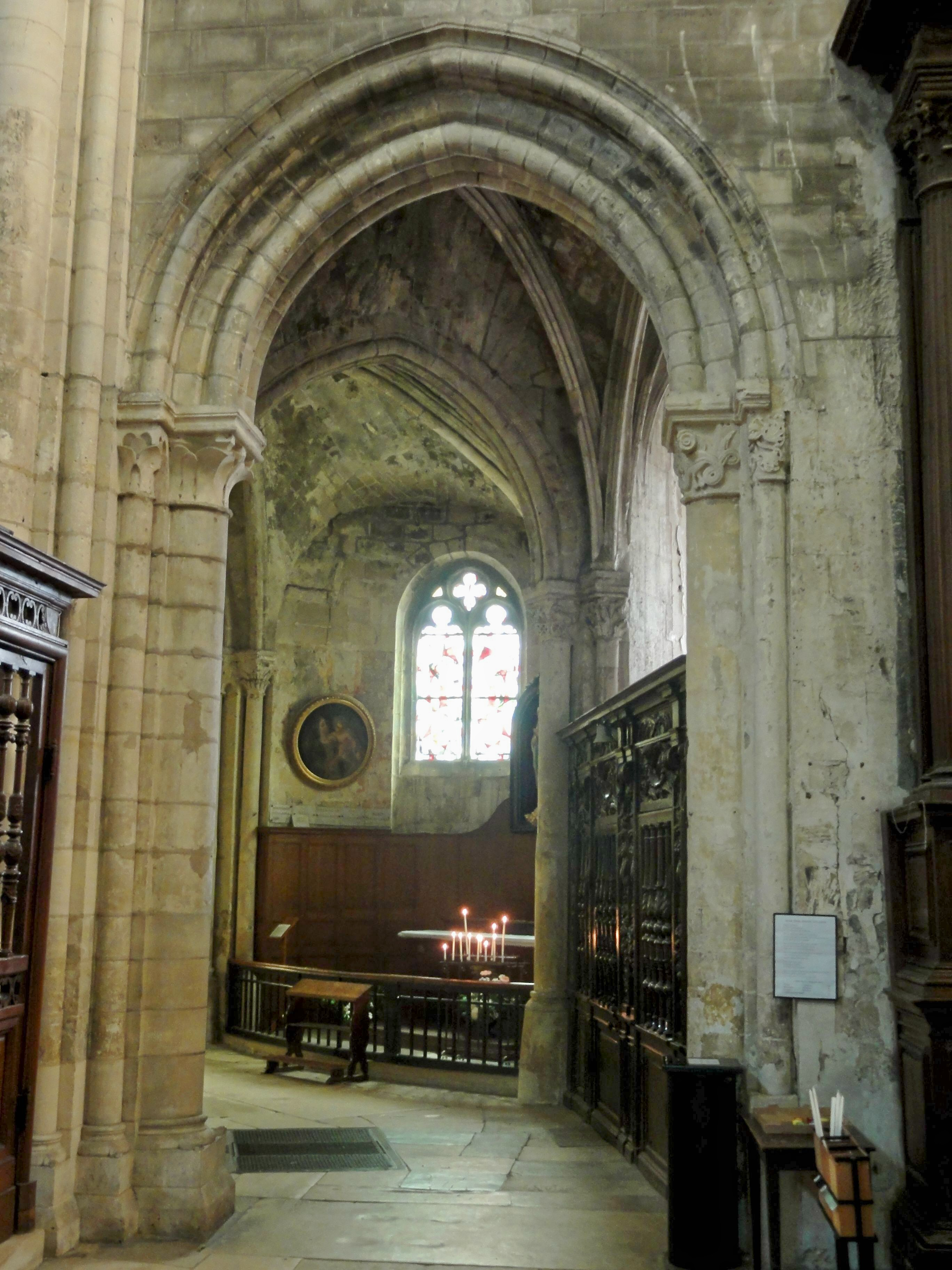
Entrée Sud du déambulatoire.
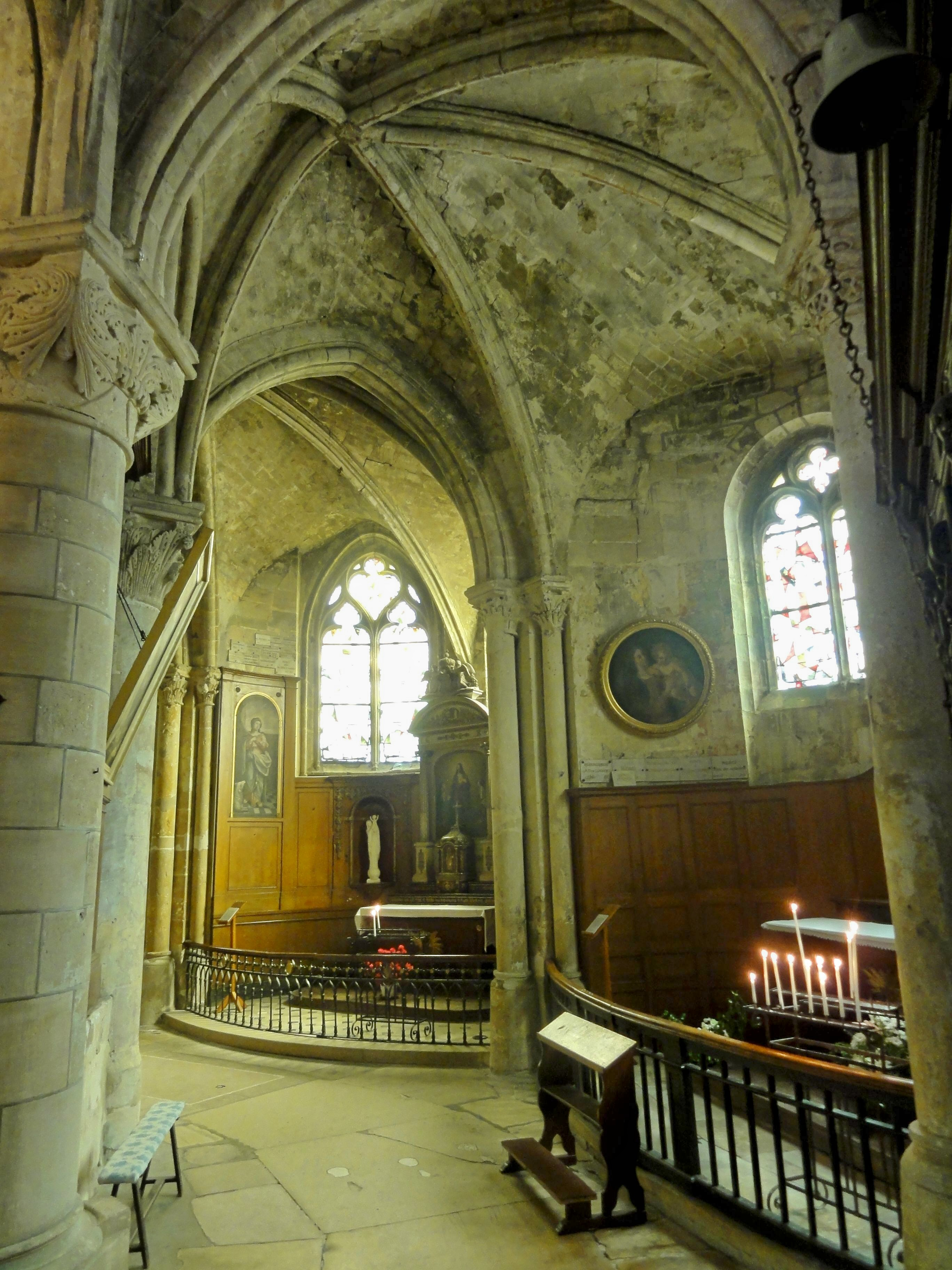
Déambulatoire.
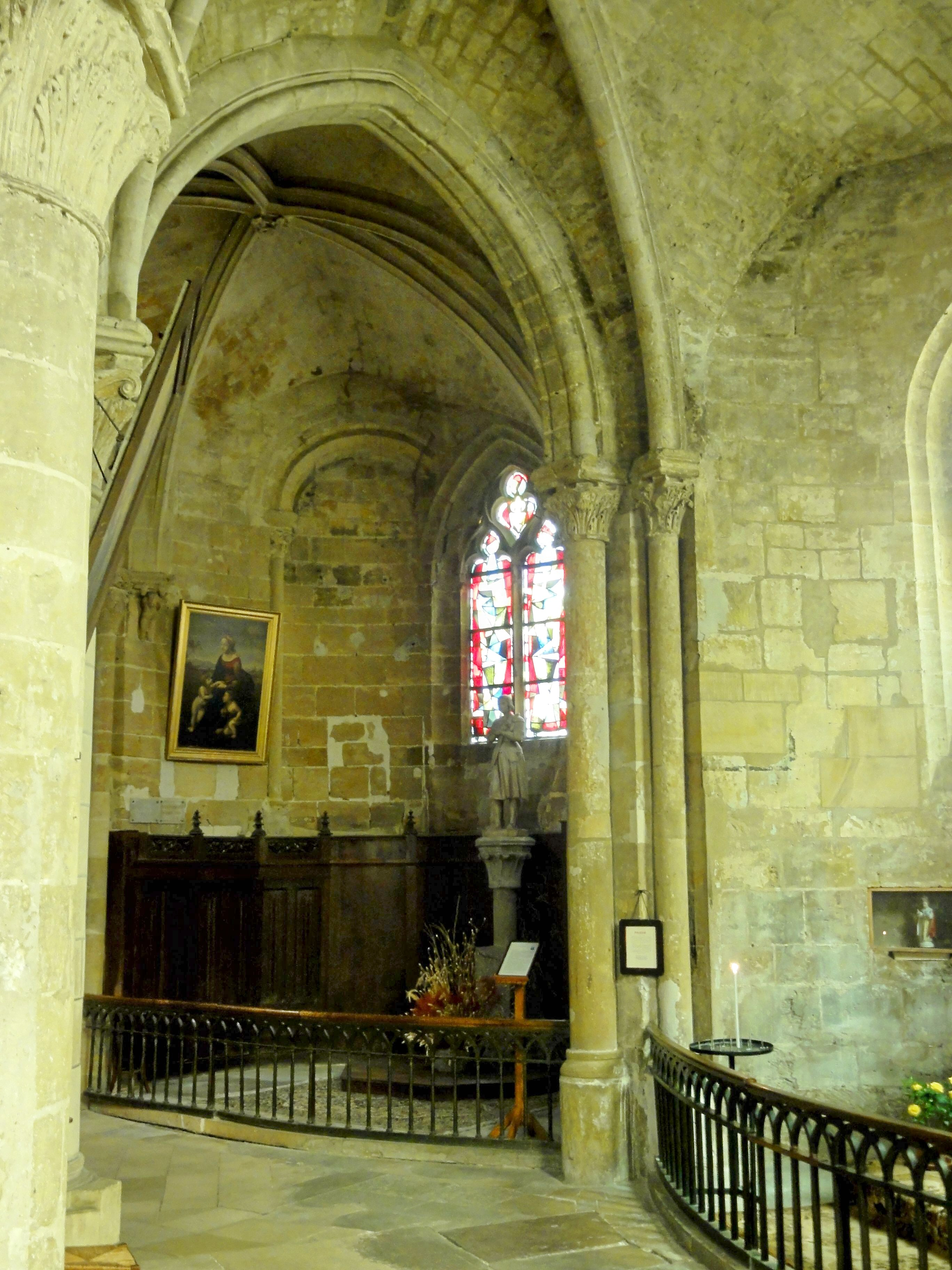
Chapelle rayonnante au Nord.
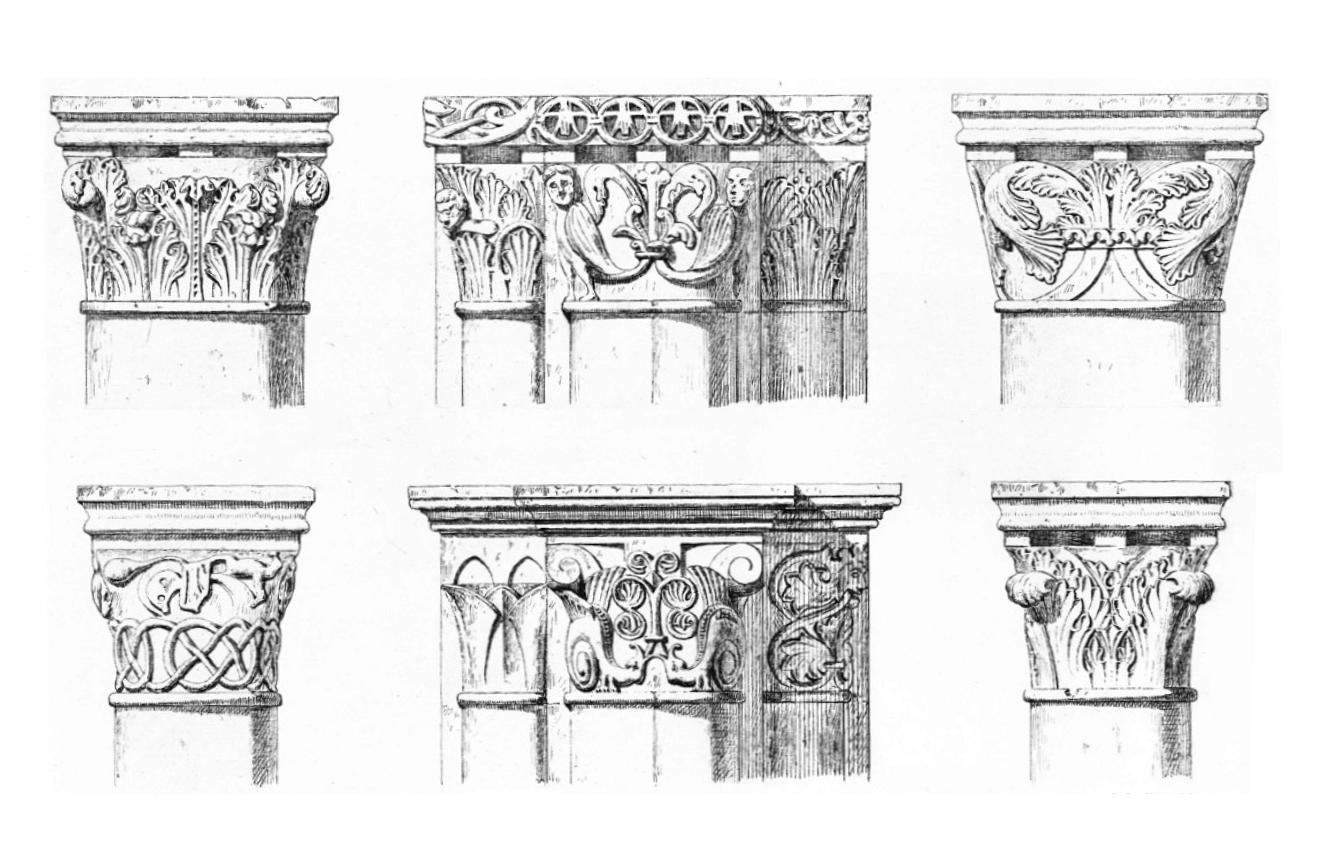
Chapiteaux romans du déambulatoire.

### La façade occidentale et le clocher

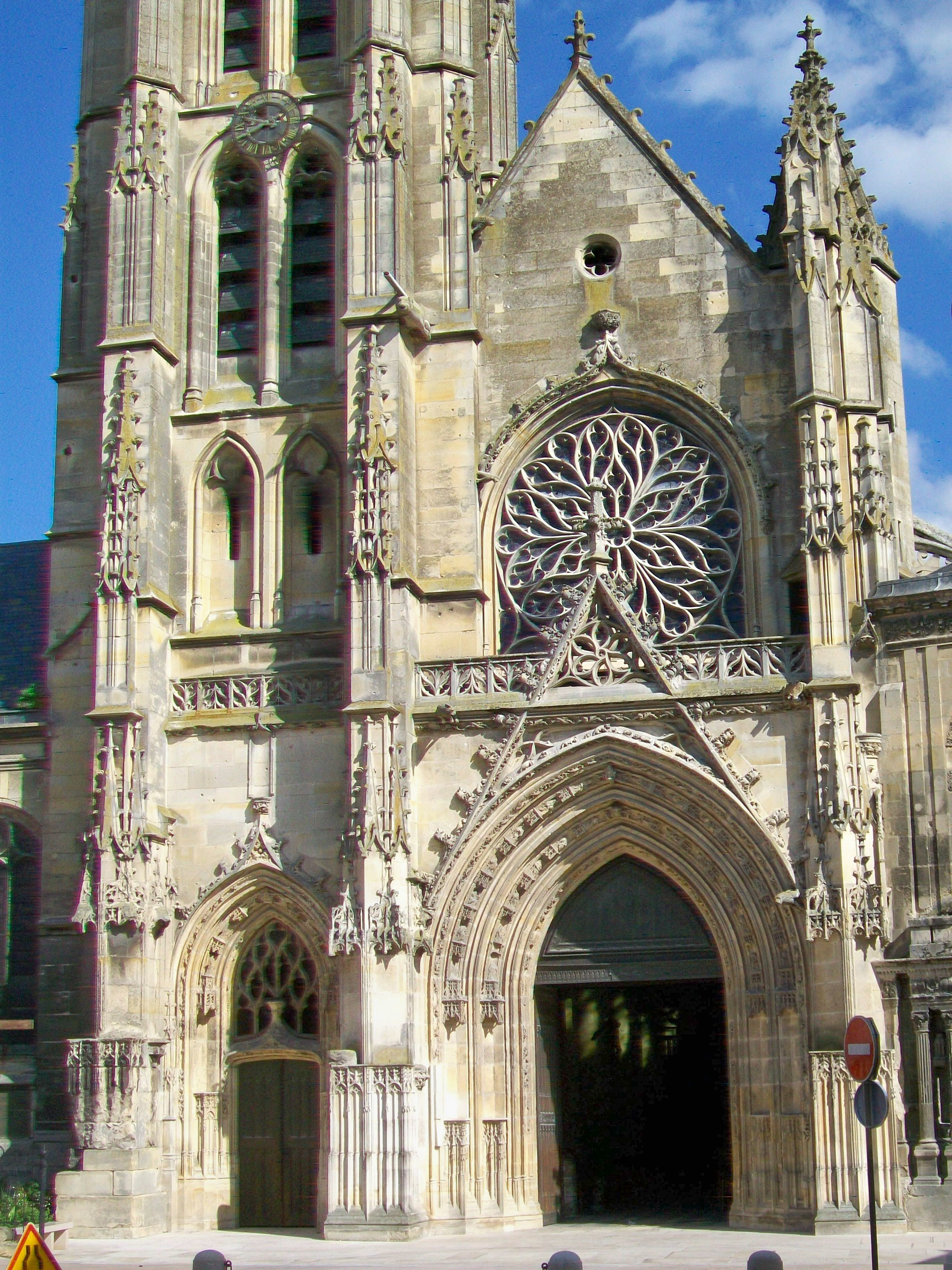
Façade occidentale et partie inférieure du clocher du XVe siècle.

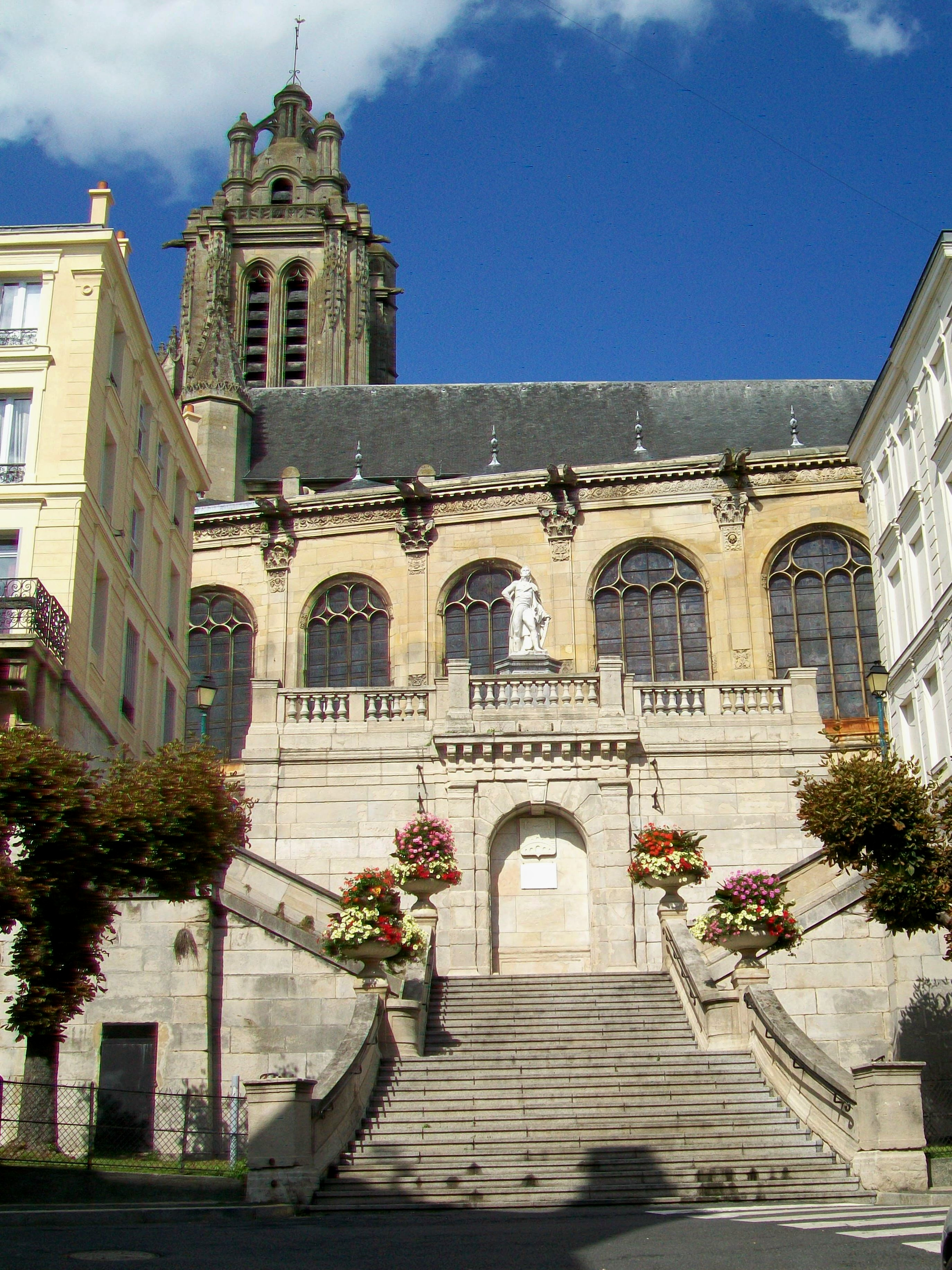
Façade méridionale oblique.

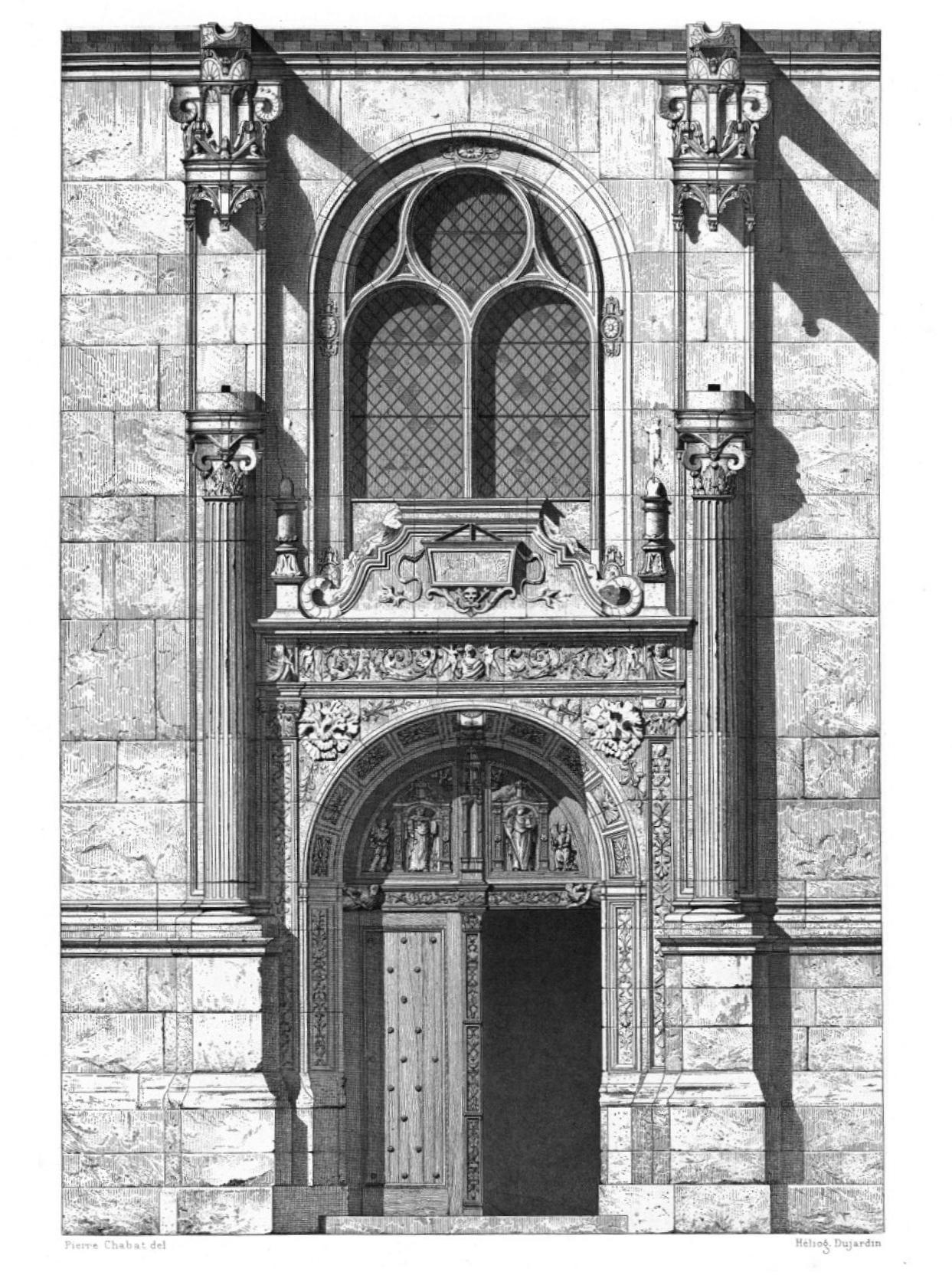
Portail devant le croisillon Nord.

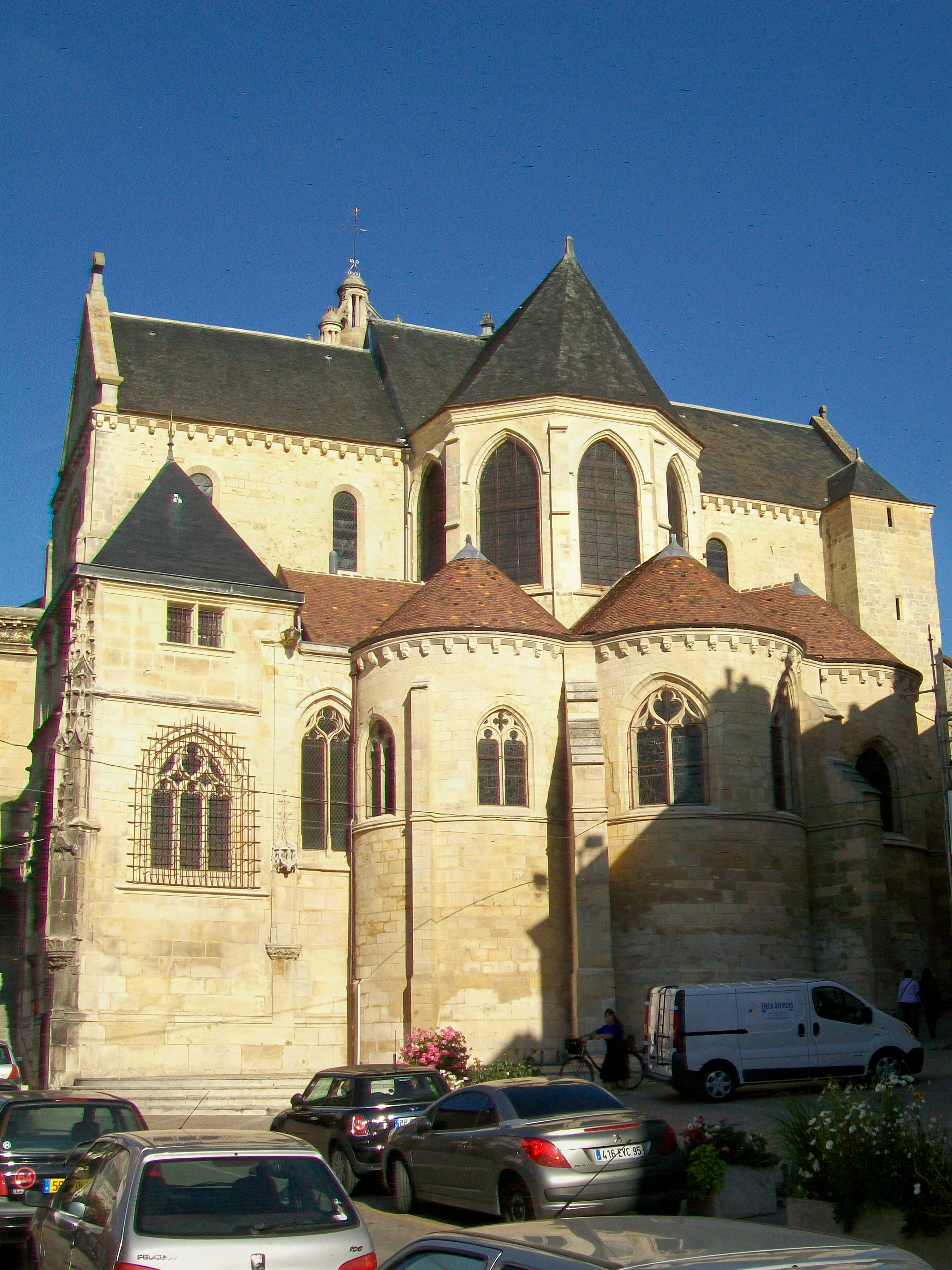
Vue sur le chevet : à gauche, la sacristie ; à droite, une tourelle d'escalier.

La façade occidentale, dissymétrique, se compose de la façade de la nef et de celle du clocher occidental à sa gauche, du XVe siècle, et de celles du second bas-côté nord et du bas-côté sud, du XVIe siècle. La façade de la nef s'organise sur deux niveaux, le premier correspondant au portail principal et le second à la grande rosace refaite en 1885. Une étroite galerie extérieure derrière une balustrade sépare les deux niveaux ; la balustrade se poursuit sur le clocher mais sans galerie, comme simple élément d'ornementation. En haut, le pignon est simplement garni de crochets et percé d'un petit quatre-feuilles. La rosace occupe la totalité de la largeur libre de la façade ; elle est cantonnée de l'un des contreforts très saillants du clocher, à gauche, et d'une tourelle d'escalier, à droite. Son toit octogonal en pierre est garni d'une multitude de crochets. Un contrefort dissimule en partie la tourelle ; il est de la même forme que les deux contreforts occidentaux du clocher et décoré de pinacles à raison d'un par niveau, englobant trois dais sur des niches à statues aujourd'hui vides au niveau inférieur. L'exécution très soignée de la tourelle indique que l'élévation d'un second clocher n'était jamais prévue,.
La rosace s'inscrit dans une baie en tiers-point surmontée d'un cordon de crochets de mauve frisée. Son réseau flamboyant est particulièrement complexe et imite les nervures des feuilles dans la nature. Ainsi, la rosace ne se compose-t-elle pas d'un certain nombre de festons répondant tous au même modèle, et n'est symétrique qu'au premier regard. Les éléments mutilés de son réseau d'origine sont déposés dans le jardin du musée Tavet-Delacour.
Le gâble ajouré du portail se superpose en partie à la rosace. Il est à remarquer que l'axe du gâble et donc celui du portail n'est pas aligné sur celui du pignon, ni par ailleurs celui de la rosace et de l'oculus. Orné sur les rampants de crochets du même type que ceux de la flèche de la tourelle, le gâble a également été refait en 1884. Il couronne la multiple archivolte flamboyante du portail richement mouluré, dont l'extrados présente de petits animaux sculptés. L'intrados contient dans ses parties supérieure et inférieure deux frises de feuilles de vigne, et entre les deux frises, une double série de quatorze et douze statuettes mutilées à la Révolution. Elles représentent les douze apôtres, des martyrs et des saints ; Dieu le Père reste bien visible au sommet. En dessous, deux niches à statues sont ménagées dans les piédroits, vides comme celles des contreforts. Depuis l’abattage du tympan et du pilier central, les deux vantaux en bois sont surmontés par un tympan en bois,.
Outre le rez-de-chaussée avec son portail latéral au tympan ajouré d'une baie au réseau flamboyant, le clocher du XVe siècle comporte trois étages, dont le premier va jusqu'à hauteur des gouttières de la nef. En dessus de la fausse balustrade, deux fausses baies en tiers-point servent de cadre à deux simples barbacanes. Les deux étages supérieures sont percés de deux baies abat-son géminées en arc brisé par face. Elles sont entourées de gros tores et s'inscrivent dans un arc de décharge commun au troisième étage, et ornés de moulures piriformes au troisième étage. Le second étage est plus haut que le premier, et le troisième dépasse encore le second en hauteur. Ses murs sont couronnés de balustrades et son sommet est coiffé d'un dôme octogonal de style Renaissance. Ses faces correspondant aux faces du clocher comportent de petites baies abat-son plein cintre, alors que les quatre faces correspondant aux angles du clocher sont occupées par des lanternons.
Des arcs-boutants relient ces quatre lanternons à un cinquième placé sur le dôme. Ici, la tour atteint sa hauteur maximale de 45 m. Comme déjà indiqué ci-dessus, le clocher est conforté par des contreforts ornés de pinacles. Au niveau du premier étage, les pinacles sont simples et n'occupent que les faces extérieures des contreforts ; au niveau du second étage, les pinacles sont triples et occupent également les faces latérales des contreforts ; ensuite, les contreforts passent d'une section carrée à une section triangulaire, ce qui donne des pinacles doubles au troisième étage. À l'angle nord-est le clocher est secondé par une tourelle d'escalier octogonale.
Le clocher, avant 1789, abritait sept ou huit cloches, beaucoup ayant été fondues pour devenir des canons ou des pièces de monnaie (décret du 23 juillet 1793). De nos jours, il abrite un ensemble campanaire de trois cloches. Dans le beffroi se trouve deux cloches de volée : le bourdon Louise, datant de 1735 et pesant près de 4 tonnes, ainsi que la cloche Eloy, la plus ancienne, datant de 1543, mais cependant, mise hors-service car elle est fendue. La troisième, qui se nomme Henry, cloche de l'ancien hôtel de Ville datant de 1554, se trouve dans le dôme et elle est seulement tintée pour indiquer les heures et la demi-heure.

### Les élévations latérales et le chevet
La façade occidentale de la chapelle de la Passion et la façade septentrionale de cette dernière et des chapelles du second bas-côté nord sont conçues selon les mêmes principes, sauf que les baies de la chapelle sont toutes les quatre de dimensions différentes, alors que les cinq baies du collatéral sont identiques. L'angle nord-ouest de l'édifice est occupé par une niche à statue vide sous un dais élégant, avec, en dessous, une colonne ayant servi de support à la statue. Toutes les baies sont plein cintre, et comme à l'intérieur, l'architecture est purement Renaissance sans réminiscence de style gothique flamboyant.
Les murs sont scandés par des pilastres peu saillants, ornés d'un triangle à leur base, d'un losange encadrant un bouquet de fleurs à mi-hauteur et d'un chapiteau dont la corbeille est garnie d'arabesques et dans certains cas de figures humaines. Les cartouches sont en partie rehaussés d'emblèmes funéraires, évoquant le cimetière paroissial jouxtant l'église de ce côté. La corniche courant en haut du mur est très endommagée ; elle se compose de quelques moulures simples et porte un certain nombre de gargouilles dont la plupart sont cassées. Les chapelles du bas-côté sud présentent une façade plus élaborée se développant sur sept travées identiques, hormis pour le remplage des fenêtres, qui est légèrement différent pour les deux premières baies. Une large frise de palmettes et de fleurs épanouies couronne le mur.
Les gargouilles prennent la forme de femmes, de satyres recouverts de robes de feuilles, ou bien des chimères. Les pilastres ont des chapiteaux composites d'un style assez lourd, et les médaillons sont rectangulaires, arborant tantôt des têtes de mort et des têtes d'ange.
Les élévations latérales de la nef ne présentent que peu d'intérêt et ne sont visibles que de loin, dépassant de peu les toits en pavillon des collatéraux. Les murs sont épaulés par des arcs-boutants à simple volée, dont ceux du nord prennent appui sur les anciens contreforts du bas-côté du XIIe siècle, pourtant abattu vers 1520. Les baies des deux premières travées gardent leur remplage flamboyant. Les murs latéraux du croisillon septentrional conservent à peu près leur apparence du XIIe siècle, y compris pour les fenêtres, dépourvues par contre de toute ornementation. Une corniche de modillons grimaçants est visible en haut des murs, tout comme sur le mur oriental du croisillon méridional.
Le mur du pignon septentrional est percé d'une baie du XIVe siècle, surmontée par une baie centrale du XIIe siècle, dont l'archivolte composée d'un cordon de feuilles d'acanthe, d'une gorge et d'un tore repose sur deux colonnettes entourées d'une bague. Les cinq faces de l'abside rebâties au troisième quart du XVe siècle sont entièrement occupées par des vastes baies en arc brisé, dépourvues de meneaux, alors que les baies contemporaines des chapelles rayonnantes contiennent en majorité un remplage de deux lancettes à têtes tréflées. Hormis pour la sacristie terminée en 1477, l'abside et la forme des fenêtres des chapelles rayonnantes, la façade orientale se présente encore comme au moment de l'achèvement de l'église, et aucune modification n'y a été apportée depuis la fin du Moyen Âge. Le mur du pignon méridional ne remonte qu'à 1868 dans sa forme actuelle, comme déjà mentionné ci-dessus, et ne reflète donc pas sa disposition antérieure.
Dans le mur oriental de la dernière chapelle du sud, s'ouvre un portail Renaissance remarquable pour la finesse de son style, accessible par un long escalier. Sa plate-forme supérieure était jadis abritée par un porche ouvert dont subsistent deux colonnes corinthiennes. Les deux colonnes flanquant la porte sont entièrement recouvertes de lierres, disposition assez rare, et supportent une frise de cinq têtes d'anges entourées de feuilles. L'espace compris entre la porte et la frise est recouvert de branches de chêne et de laurier, tout comme l'archivolte.
Le portail Renaissance devant le croisillon septentrional du transept est très différent et non moins intéressant, mais assez dégradé. Deux colonnes cannelées aux chapiteaux de feuilles d’acanthe l'encadrent et servaient de supports à des statues, disposées sous des dais toujours visibles à gauche et à droite de la baie cintré surmontant le portail. Les pilastres sont décorés d'arabesques et soutiennent une métope avec frise de rinceaux entremêlés de têtes et de figurines, portant à son tour un encadrement avec un grand cartouche au centre, flanqué de fleurons. Les écoinçons arborent des bouquets de feuillages, et l'intrados est formé de caissons décorés de motifs végétaux. Le tympan en bois présente des bas-reliefs de saint Pierre et saint Paul, accompagnés chacun d'un ange.

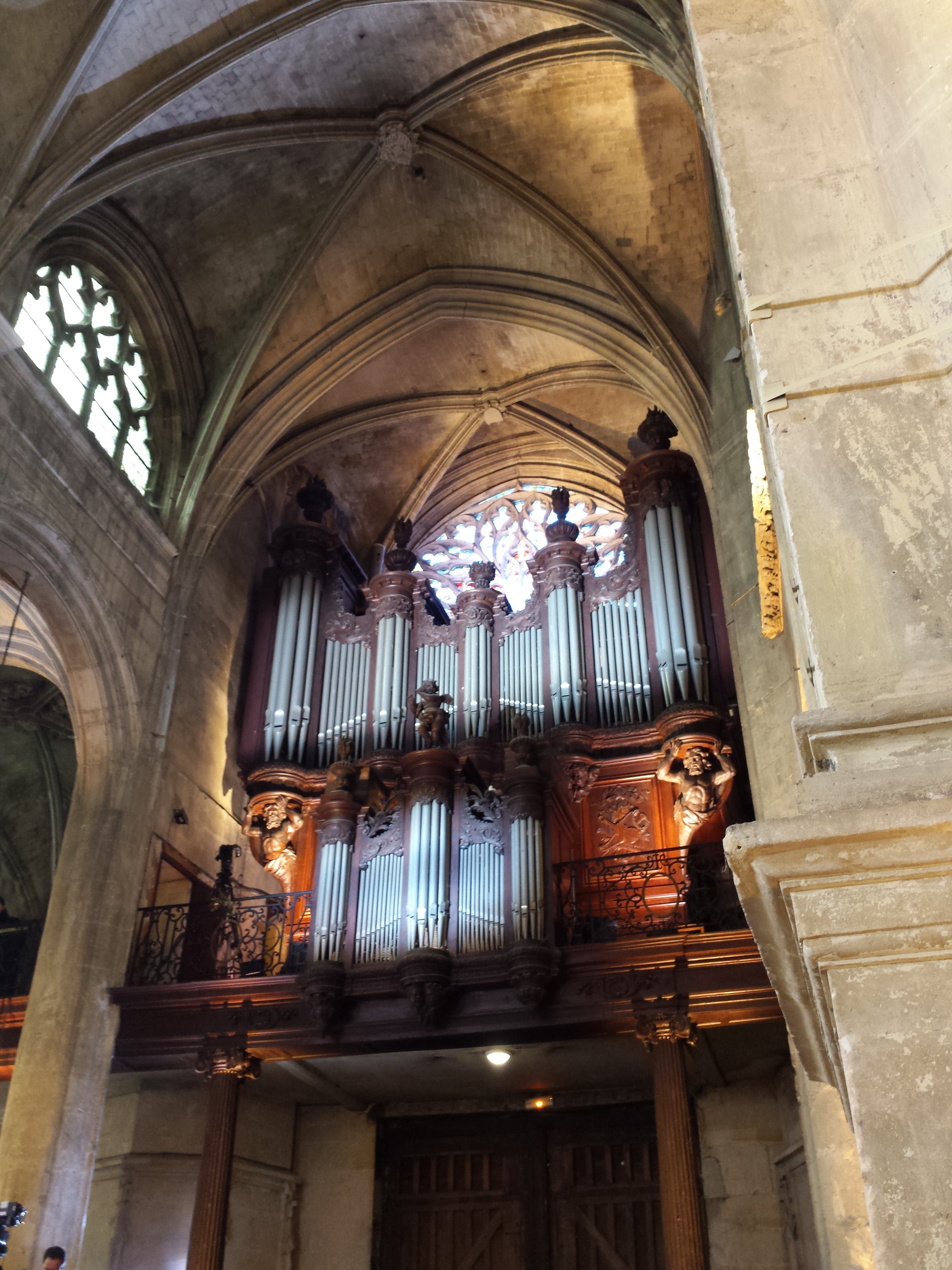
Le grand orgue de la cathédrale de Pontoise.

## Mobilier

### L'orgue
Le grand orgue est à l'origine une œuvre du facteur parisien Julien Tribuot construit de 1715 à 1720 dans un buffet (classé monument historique ) sculpté par le maître menuisier parisien Michel Pellet en 1716. Après divers travaux de François-Henry Clicquot en 1784, Pierre-François Dallery en 1805, Louis-Paul Dallery en 1814 et la maison Daublaine-Callinet en 1844, l'orgue est reconstruit en 1877 par Aristide Cavaillé-Coll à la suite d'un orage qui avait détruit la rosace en 1875, ce qui ne lui a permis de conserver que le buffet. Modifié par Charles Reimburg en 1912, puis agrandi selon les idées néoclassiques naissantes par Victor Gonzalez en 1931, il est reconstruit par Georges Danion en 1979, sur quatre claviers de cinquante-six notes et pédalier de trente-deux notes.

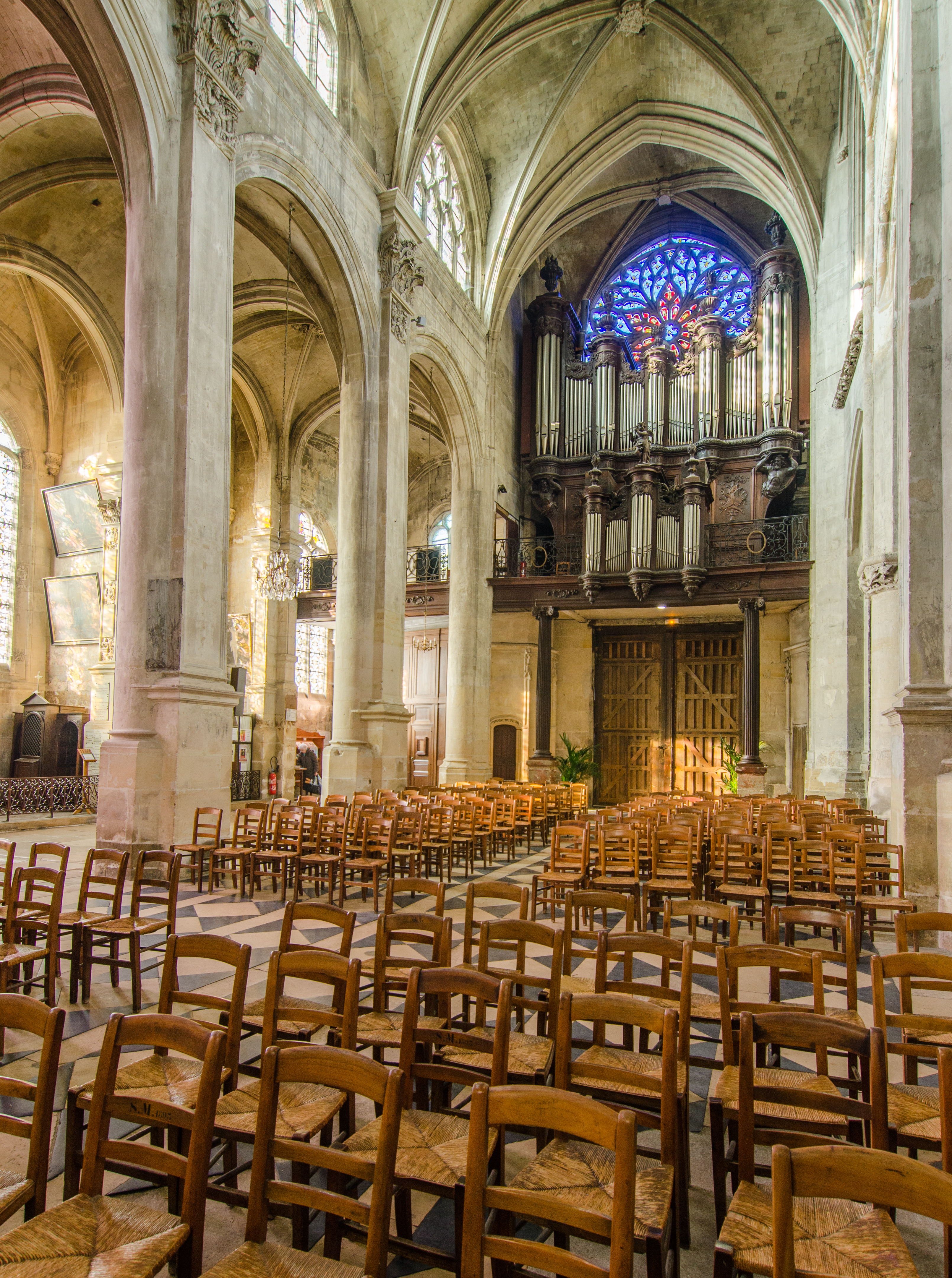
L'orgue depuis la nef.
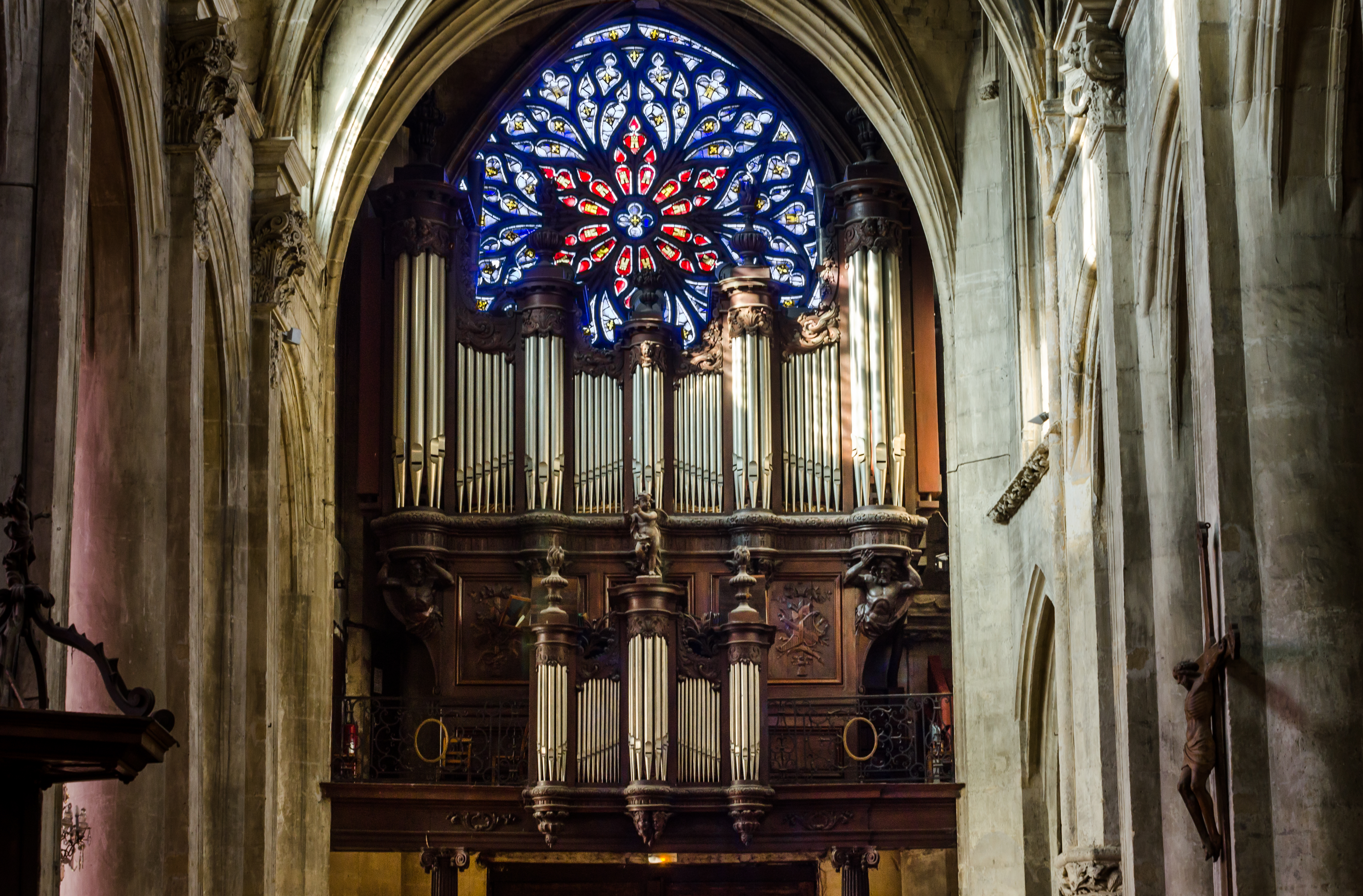
Le grand orgue.
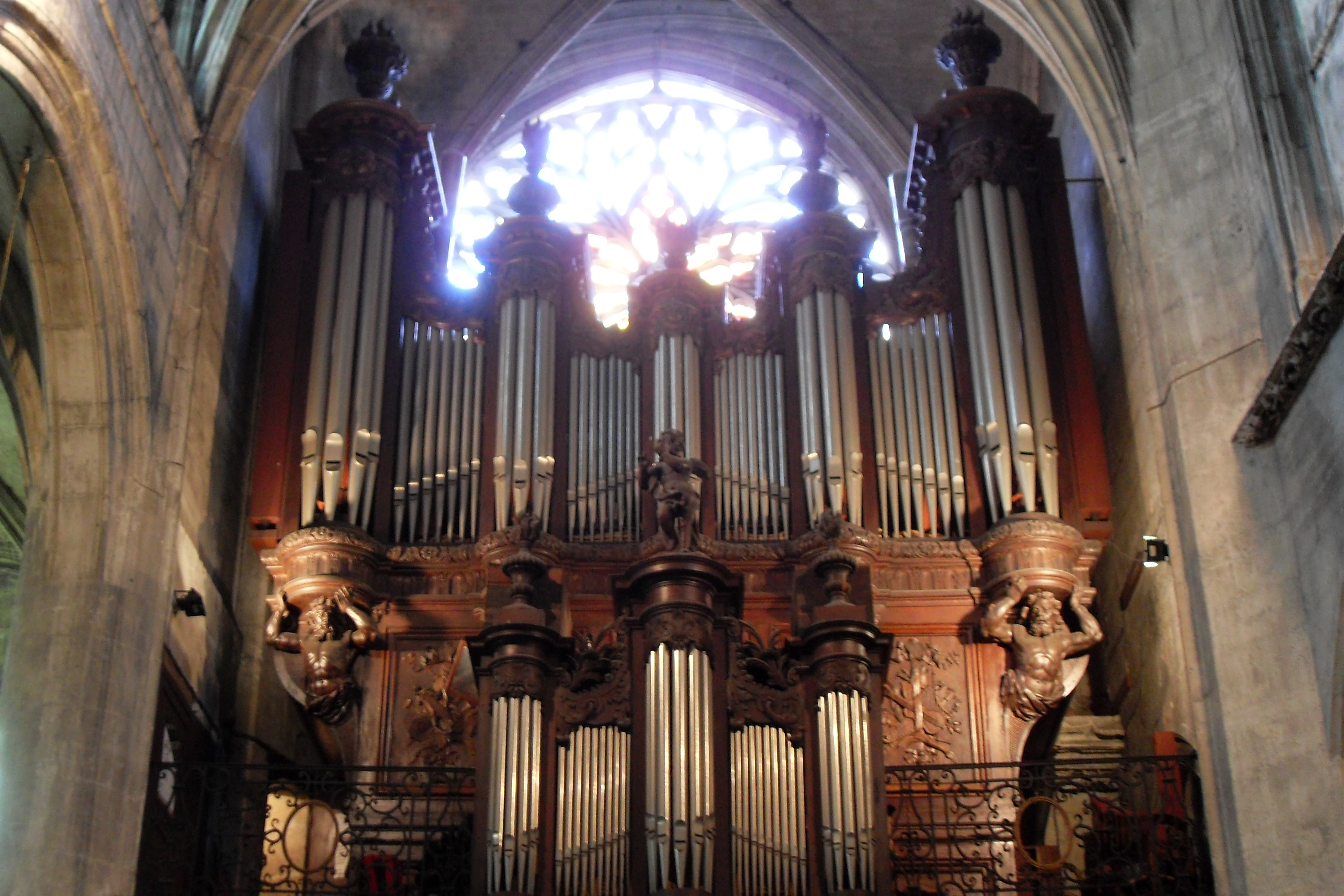
Le buffet.
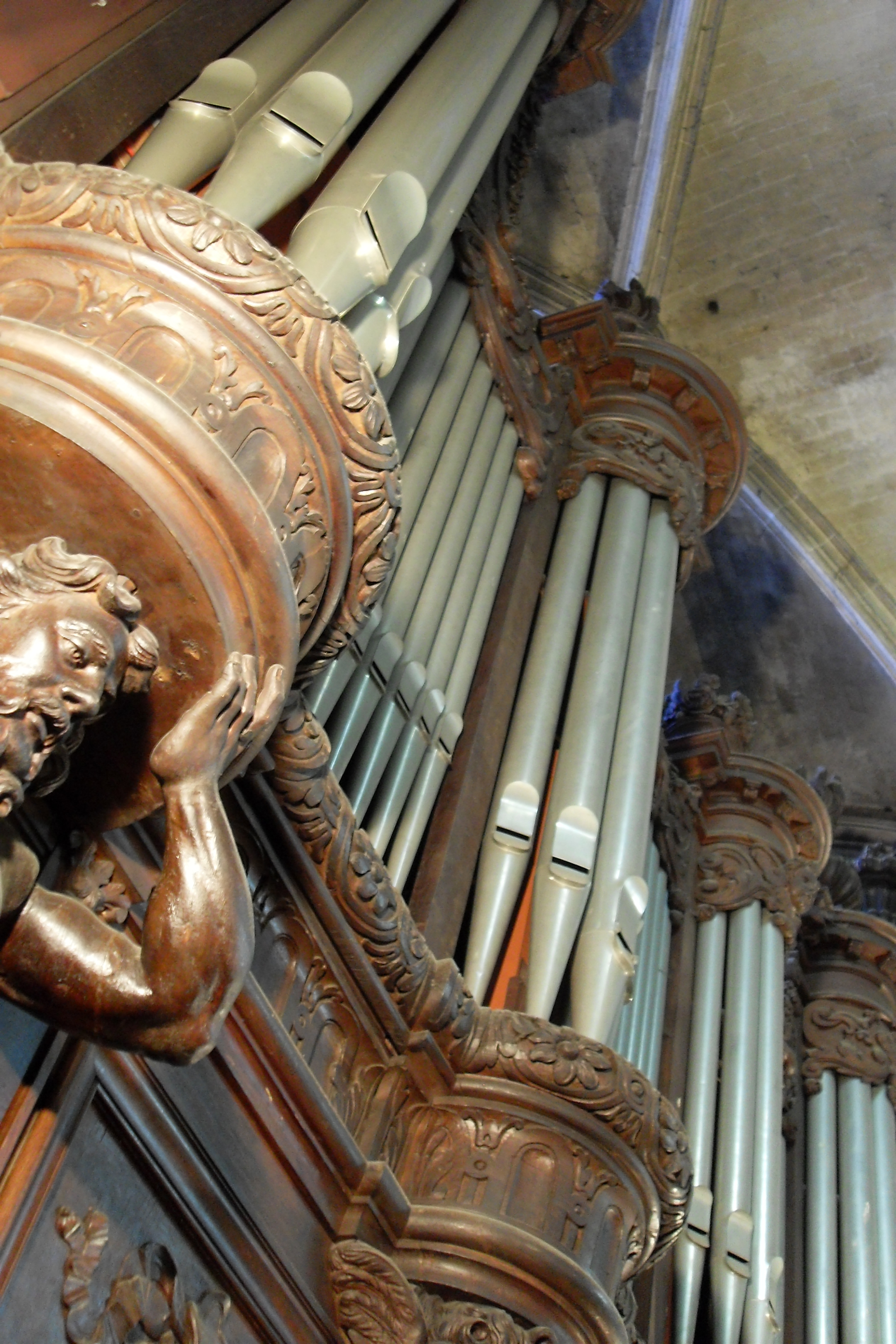
Détail du buffet.
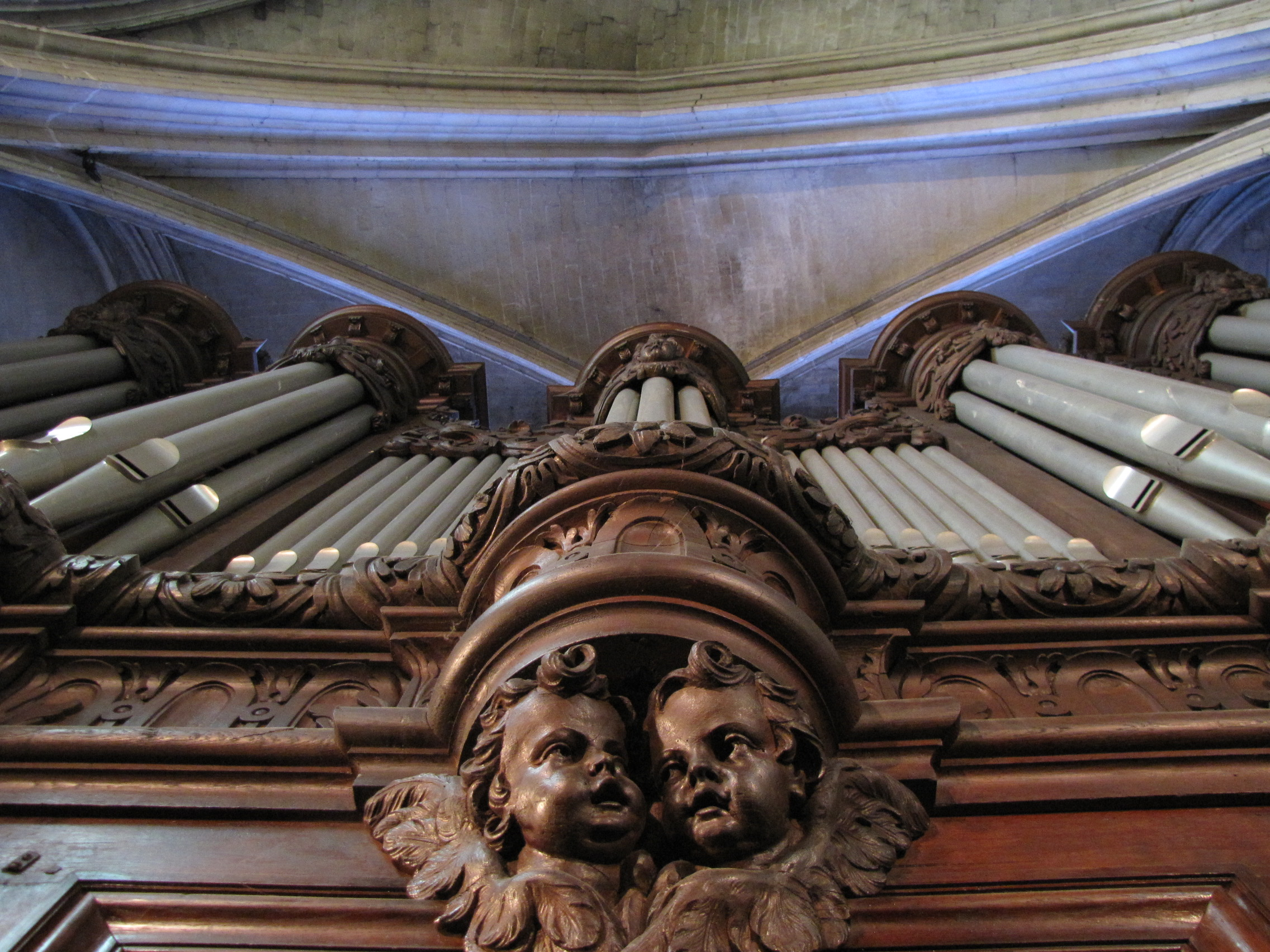
Détail du grand-orgue.
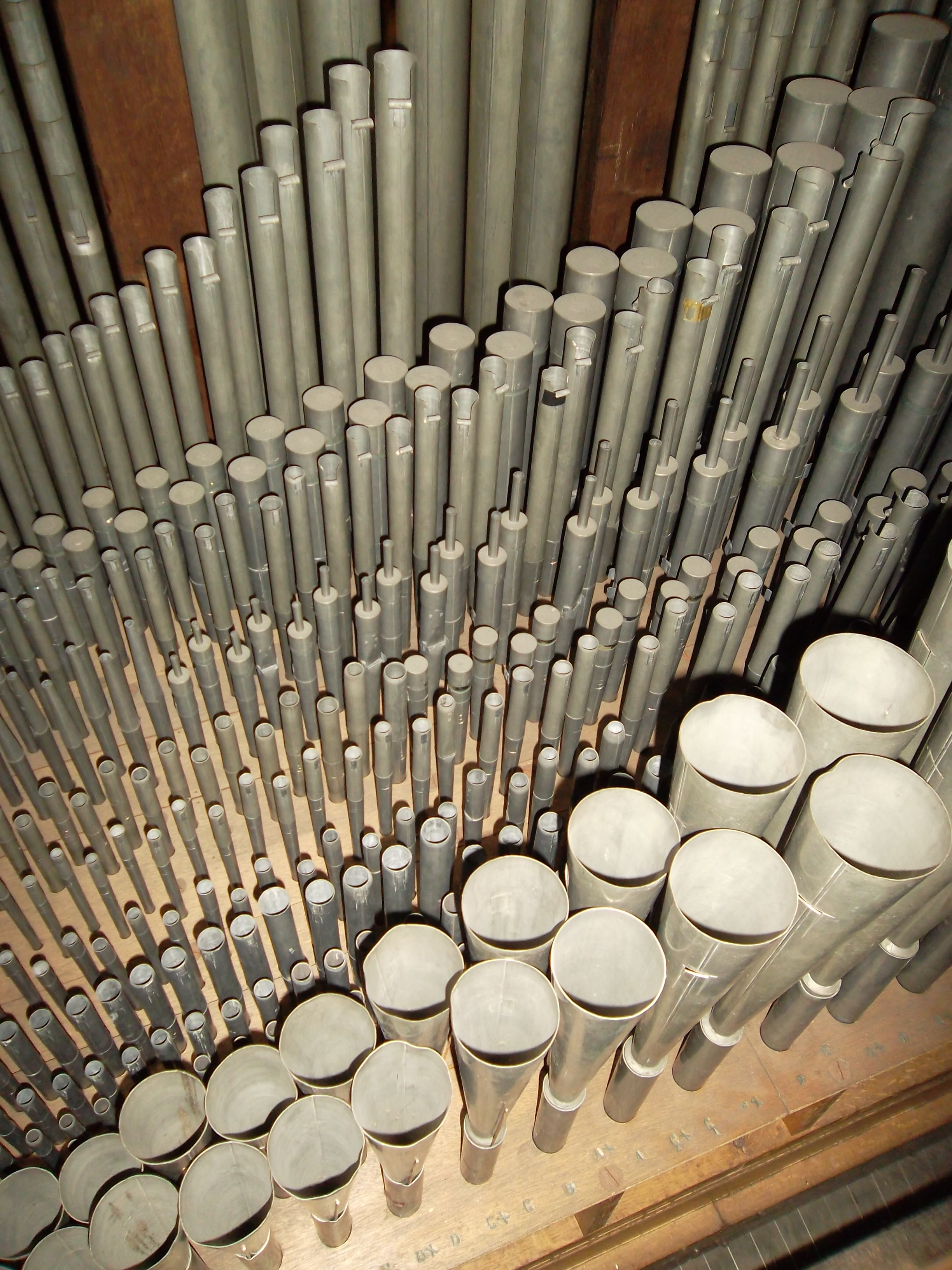
Tuyauterie du Positif.

| I Positif de dos | II Grand Orgue    | III Récit expressif | IV Écho           | Pédale          |
| ---------------- | ----------------- | ------------------- | ----------------- | --------------- |
| Principal 8'     | Bourdon 16'       | Quintaton 16'       | Flûte à fuseau 8' | Basse 32'       |
| Bourdon 8'       | Montre 8'         | Diapason 8'         | Flûte douce 4'    | Contrebasse 16' |
| Prestant 4'      | Bourdon 8'        | Cor de nuit 8'      | Nasard 2' 2/3     | Soubasse 16'    |
| Flûte 4'         | Flûte 8'          | Gambe 8'            | Doublette 2'      | Flûte 8'        |
| Nasard 2' 2/3    | Prestant 4'       | Voix céleste 8'     | Tierce 1' 3/5     | Basse 8'        |
| Doublette 2'     | Flûte 4'          | Prestant 4'         | Larigot 1' 1/3    | Flûte 4'        |
| Tierce 1' 3/5    | Quinte 2' 2/3     | Flûte 4'            | Cymbale III rgs   | Flûte douce 4'  |
| Plein-Jeu IV rgs | Doublette 2'      | Octavin 2'          | Cromorne 8'       | Bombarde 16'    |
| Trompette 8'     | Piccolo 1'        | Plein-Jeu IV rgs    |                   | Trompette 8'    |
|                  | Cornet V rgs      | Cymbale III rgs     |                   | Clairon 4'      |
|                  | Fourniture IV rgs | Bombarde 8'-16'     |                   |                 |
|                  | Cymbale III rgs   | Trompette 8'        |                   |                 |
|                  | Bombarde 8'-16'   | Basson-Hautbois 8'  |                   |                 |
|                  | Trompette 8'      | Voix humaine 8'     |                   |                 |
|                  | Clairon 4'        | Clairon 4'          |                   |                 |

Tirasses Positif, GO, Récit, Écho. Positif/GO, Récit/GO, Récit/Positif. Crescendo, combinateur électronique. La pédale est constituée de trois rangs en extension (Flûte, Bourdon, Bombarde). Gaston Bélier est le titulaire de l'orgue de 1892 à 1938.
Une saison musicale créée en 1998 et portée par l'Association Les Heures Musicales de Pontoise, permettant au titulaire Philippe Bardon, mais aussi à d'autres organistes de France et d'ailleurs, de se faire entendre sur cet instrument, qui, avec ses 57 jeux, est le plus grand du Val-d'Oise.

### Les vitraux

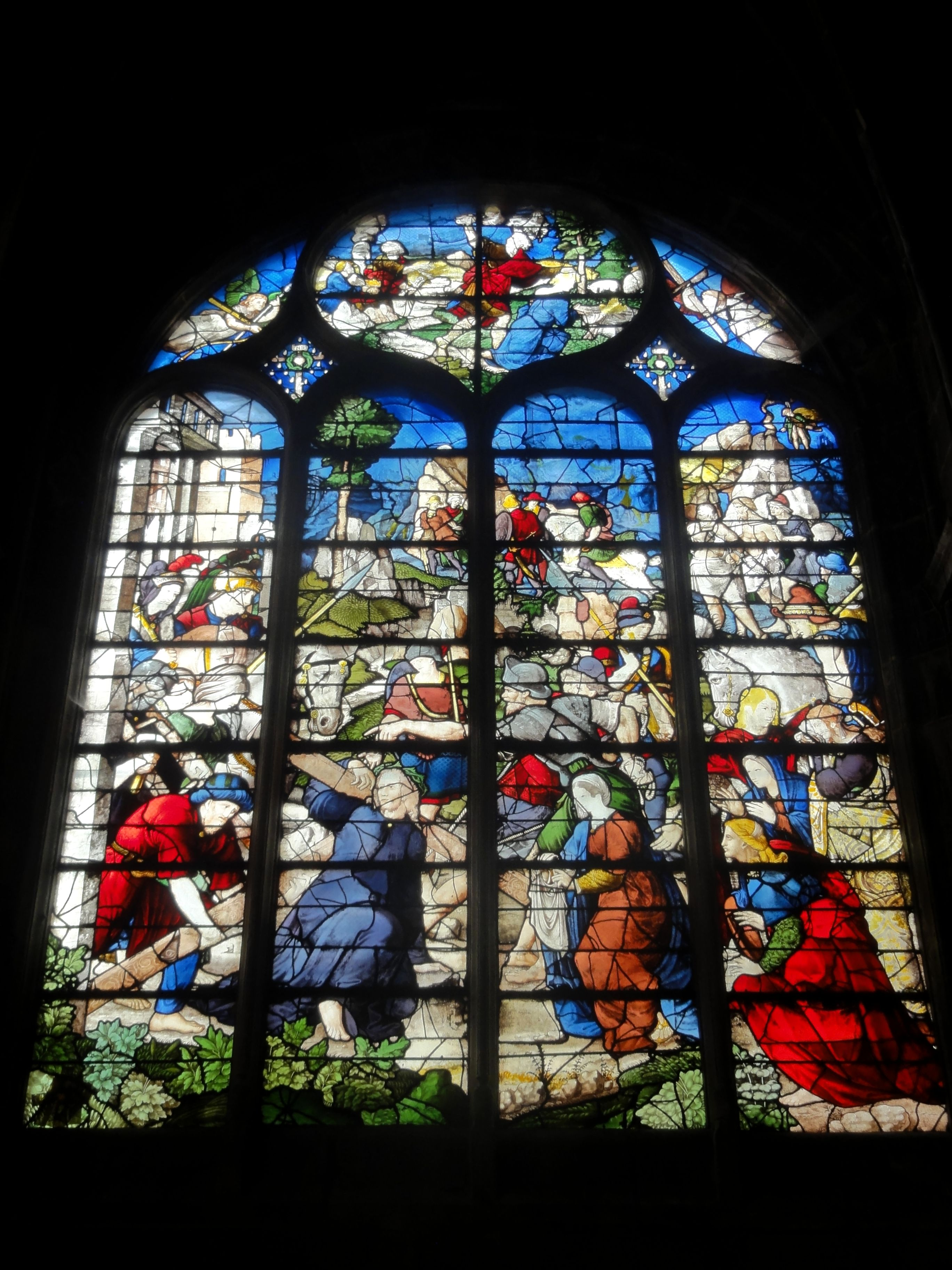
Portement de la Croix.
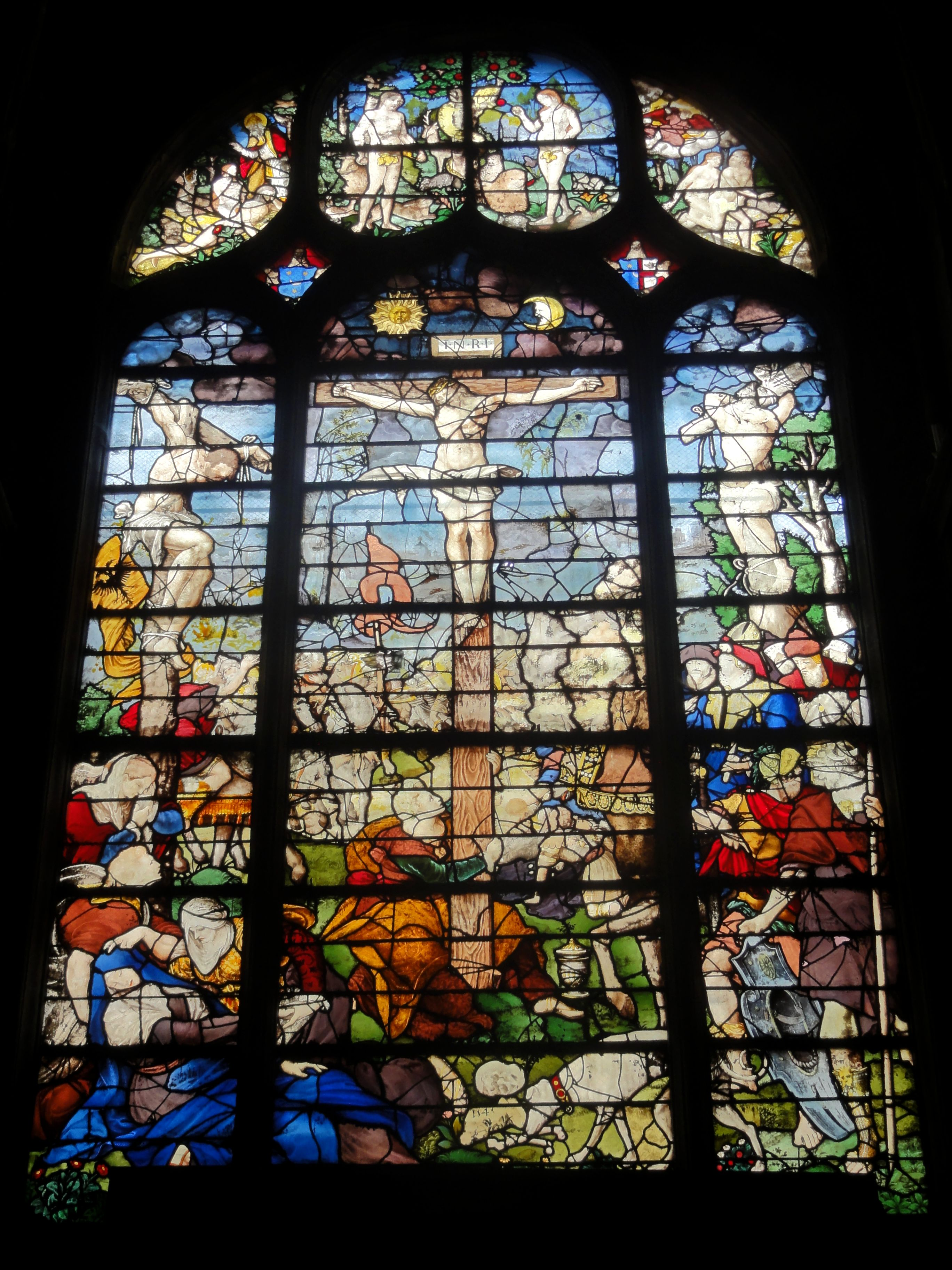
La Crucifixion.
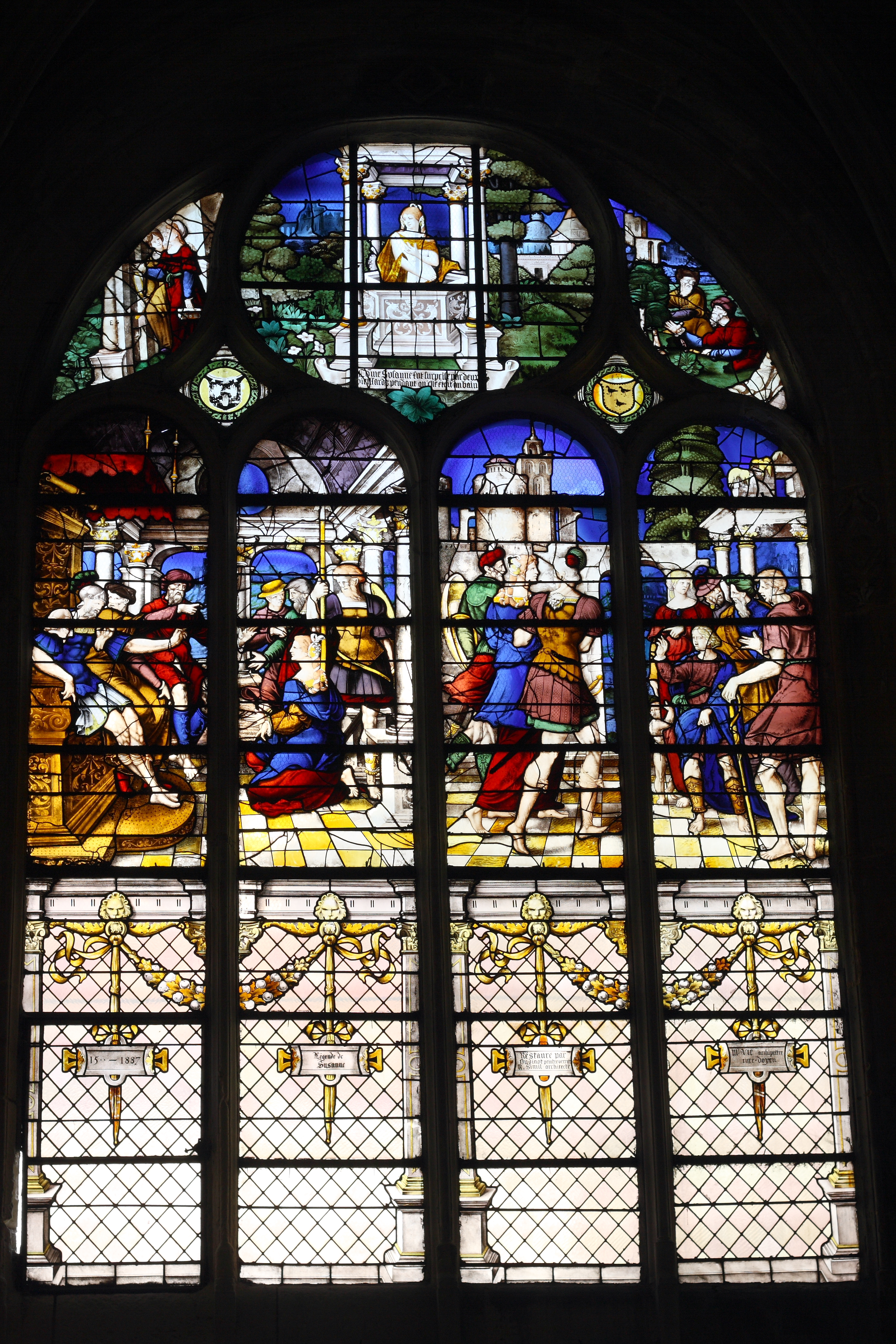
Suzanne et les Vieillards.
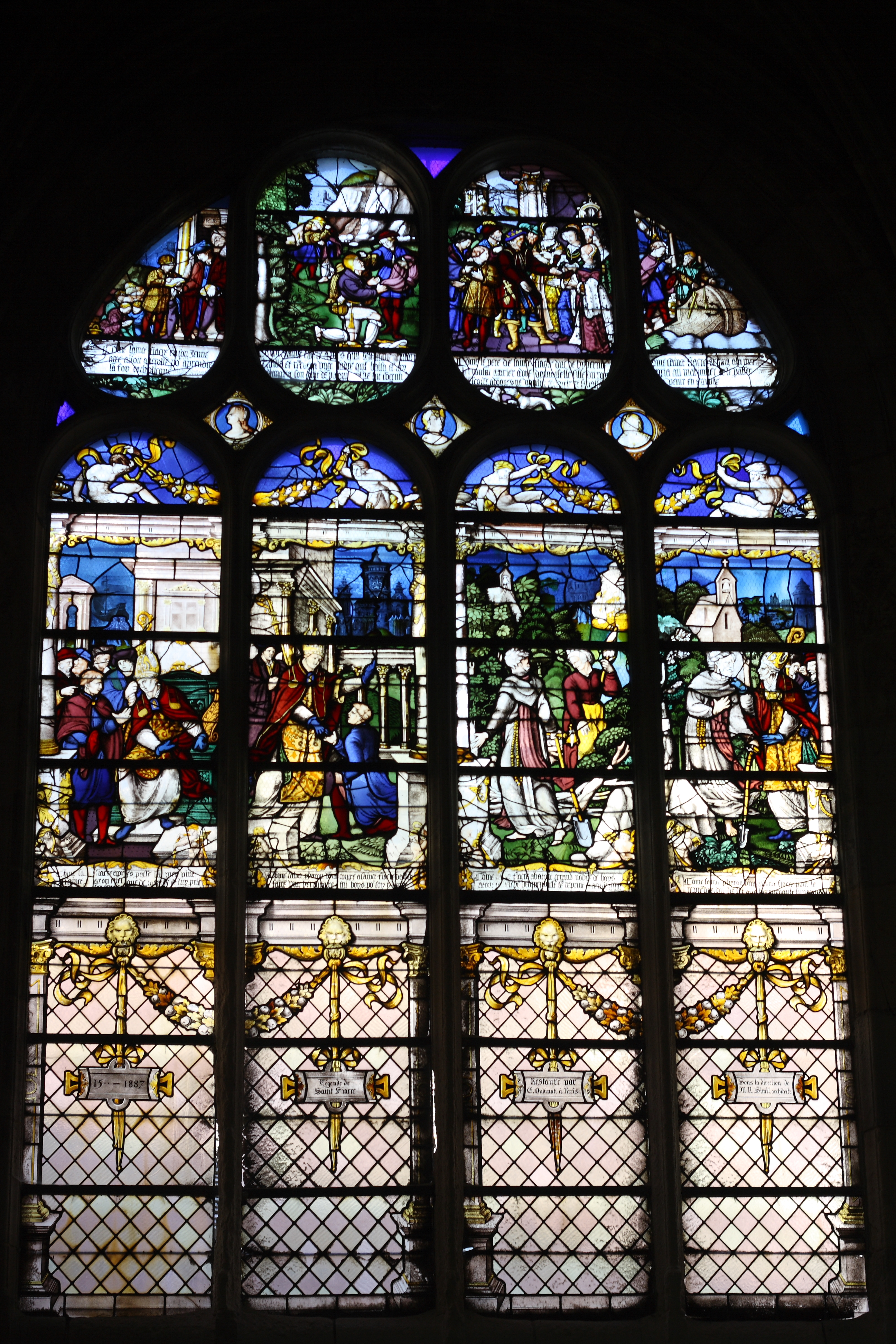
Vie de saint Fiacre.
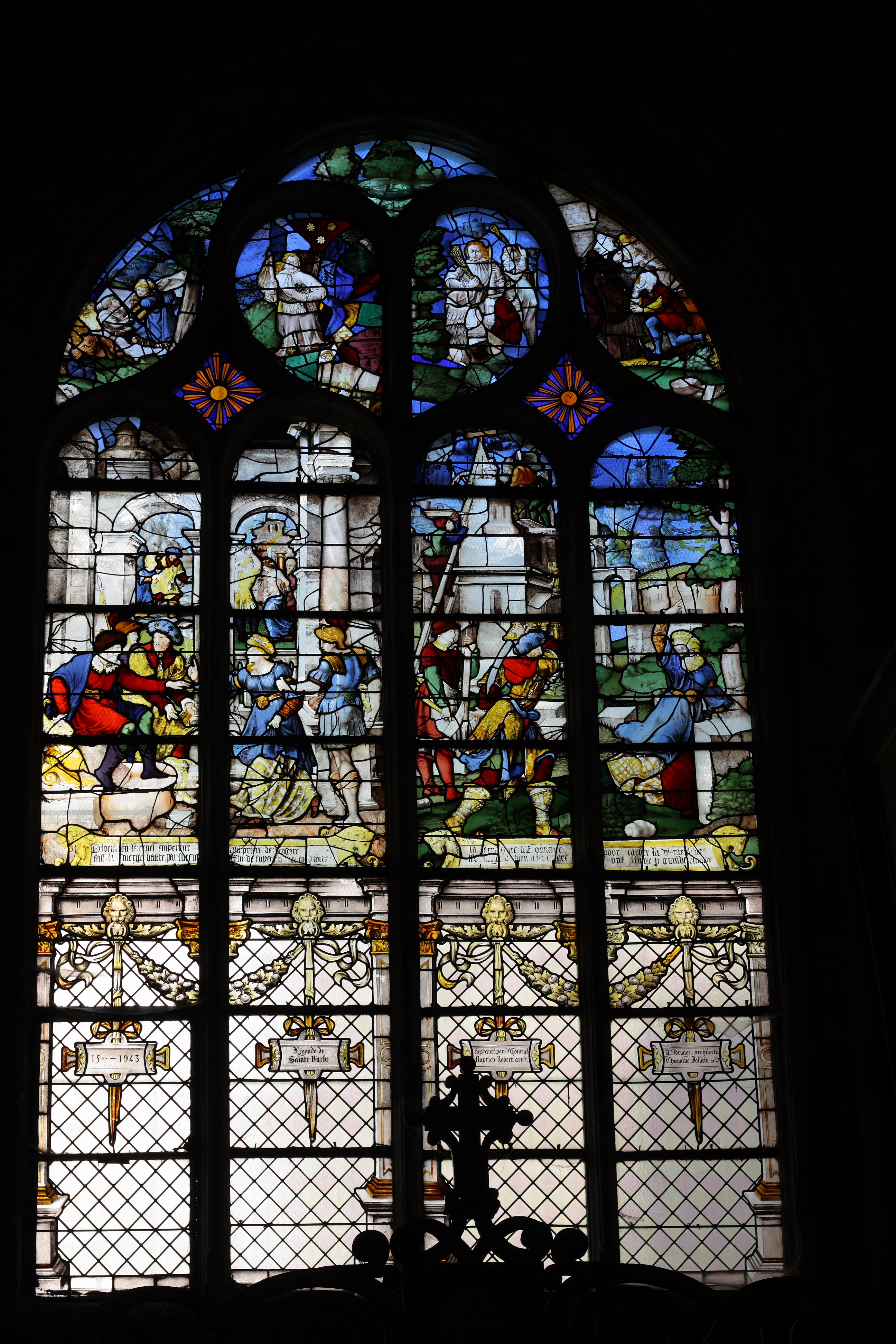
Martyre de sainte Barbe.

La cathédrale Saint-Maclou possède six vitraux Renaissance datant de la fin du second quart du XVIe siècle. Ils se situent tous dans les chapelles du nord ; cinq parmi eux sont classés monuments historiques au titre immeuble depuis 1840. Les deux premiers se trouvent dans la chapelle de la Passion et illustrent des sujets se rapportant à la Passion : le Portement de Croix et la Crucifixion, mais également des scènes de la vie d'Adam et Ève sous l'archivolte des deux baies. Ils affichent les écus, non identifiés, de leurs donateurs. La première verrière montre le moment où l'on dressa la Croix sur Golgotha, avec sainte Véronique qui tient son voile, des soldats à pied et à cheval et les deux larrons, alors que Judas vient de se pendre à un arbre dans un coin. La seconde verrière portant la date de 1545 montre la Crucifixion avec Madeleine aux pieds de Jésus, Marie en pâmoison, des saintes femmes autour, ainsi que les princes des prêtres et les gardes qui tirent la robe au sort. En haut des vitraux, ont été figurés le Sacrifice d'Abraham, la Création de la femme, Adam et Ève au Paradis, la Tentation d'Ève et l'Expulsion du Paradis.
La troisième verrière se trouve dans la première chapelle jouxtant la chapelle de la Passion. Elle a comme sujet le Martyre de sainte Barbe, et la présente alors qu'elle est conduite devant Dioclétien et martyrisée par deux bourreaux. Son propre père s'apprête à la frapper, et des ouvriers préparent un édifice pour l'emmurer. La quatrième verrière classée est celle de la deuxième chapelle, consacrée à la Légende de saint Fiacre. On peut le voir à l'école, le jour de son mariage, embrassant un lépreux, s'embarquant sur un navire et arrivant à Meaux, où il est reçu par saint Faron, et bêchant la terre devant son ermitage. Il est à souligner que quatre panneaux ne sont plus ceux d'origine. Tous portent des vers expliquant les scènes figurées. Finalement, la cinquième verrière est celle de la chapelle du milieu, mais seulement quelques tableaux d'origine en subsistent. On peut voir le Martyre d'une sainte non identifiée et un médaillon représentant Suzanne et les vieillards. D'un sixième vitrail non classé, subsistent trois panneaux d'origine, montrant la Flagellation du Christ, la Mise au tombeau et Joseph tenant l'Enfant Jésus par la main.
Les autres vitraux anciens n'ont point été victimes de guerres ou du vandalisme révolutionnaire, mais ont été supprimés délibérément afin que l'église soit mieux éclairée, à la suite d'une décision du conseil de fabrique du 9 août 1739. Il était alors prévu d'enlever l'ensemble des vitraux peints, y inclus ceux classés monuments historiques un siècle plus tard, pour les remplacer par du simple verre blanc. En ce qui concerne les chapelles qui étaient pour la plupart attribuées à des confréries, une approbation de ces dernières était toutefois souhaitée préalablement à la mise en œuvre de la décision.
Or, plusieurs confréries féminines entrèrent en opposition au projet et défendirent les vieilles verrières qui leur étaient chères, et la confrérie de la Vierge résista même pendant trois ans. Mais le conseil de fabrique ne céda point, et dans une réunion du 7 janvier 1742, annonça aux marguillières de la confrérie de leur facturer les nouveaux panneaux en verre blanc. Demandant un délai de réflexion de quinze jours qu'elles obtinrent, elles déclarèrent de ne pouvoir disposer que de la moitié de la somme exigée, ce qui fut accepté. C'est sans doute cette circonstance qui explique que les verrières de quatre chapelles du nord conservent les panneaux peints anciens dans leurs parties supérieures uniquement, alors que du verre essentiellement non peint règne dans les parties inférieures.

### Le Saint-Sépulcre

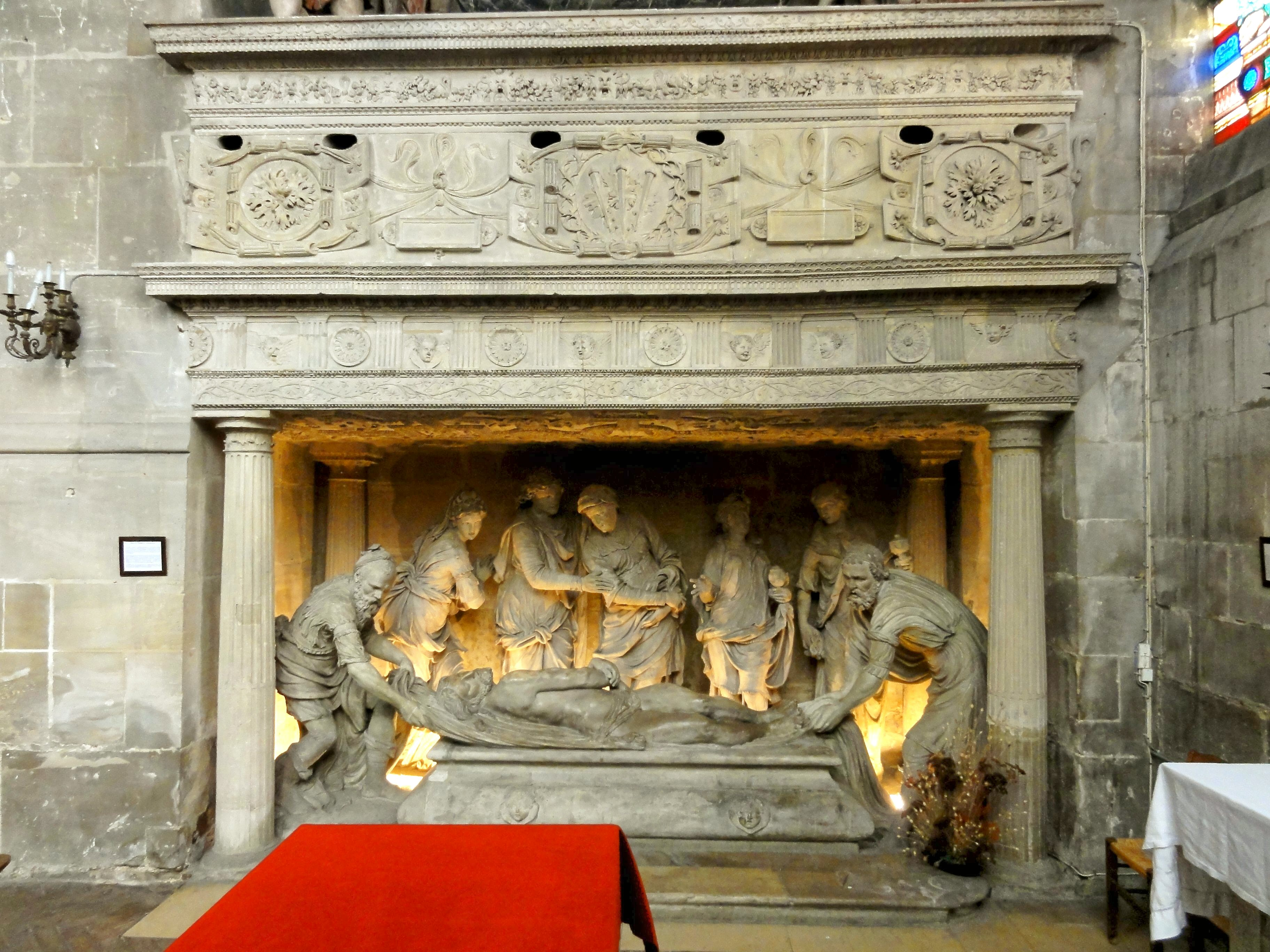
Vue d'ensemble.
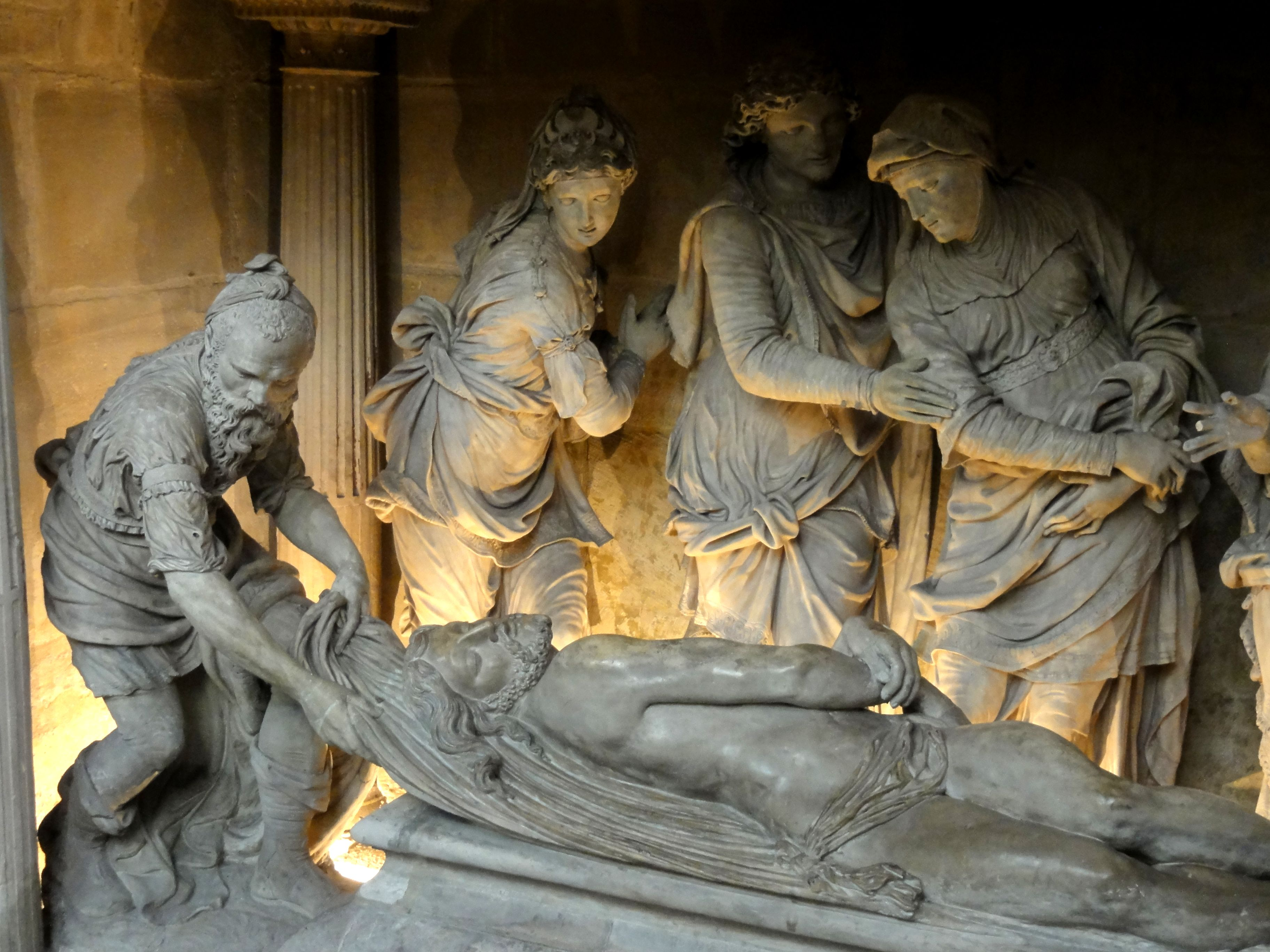
Partie de gauche.
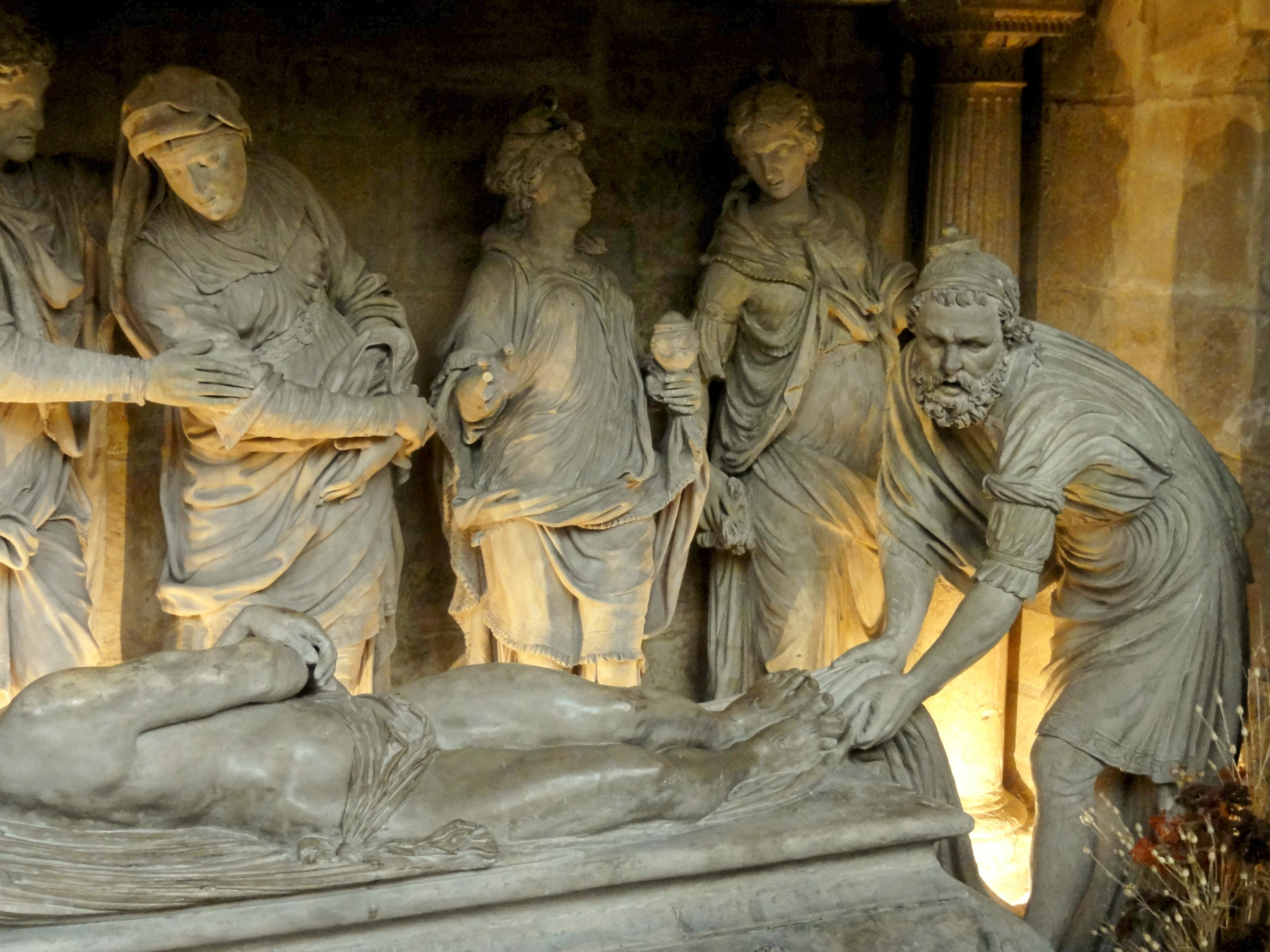
Partie de droite.
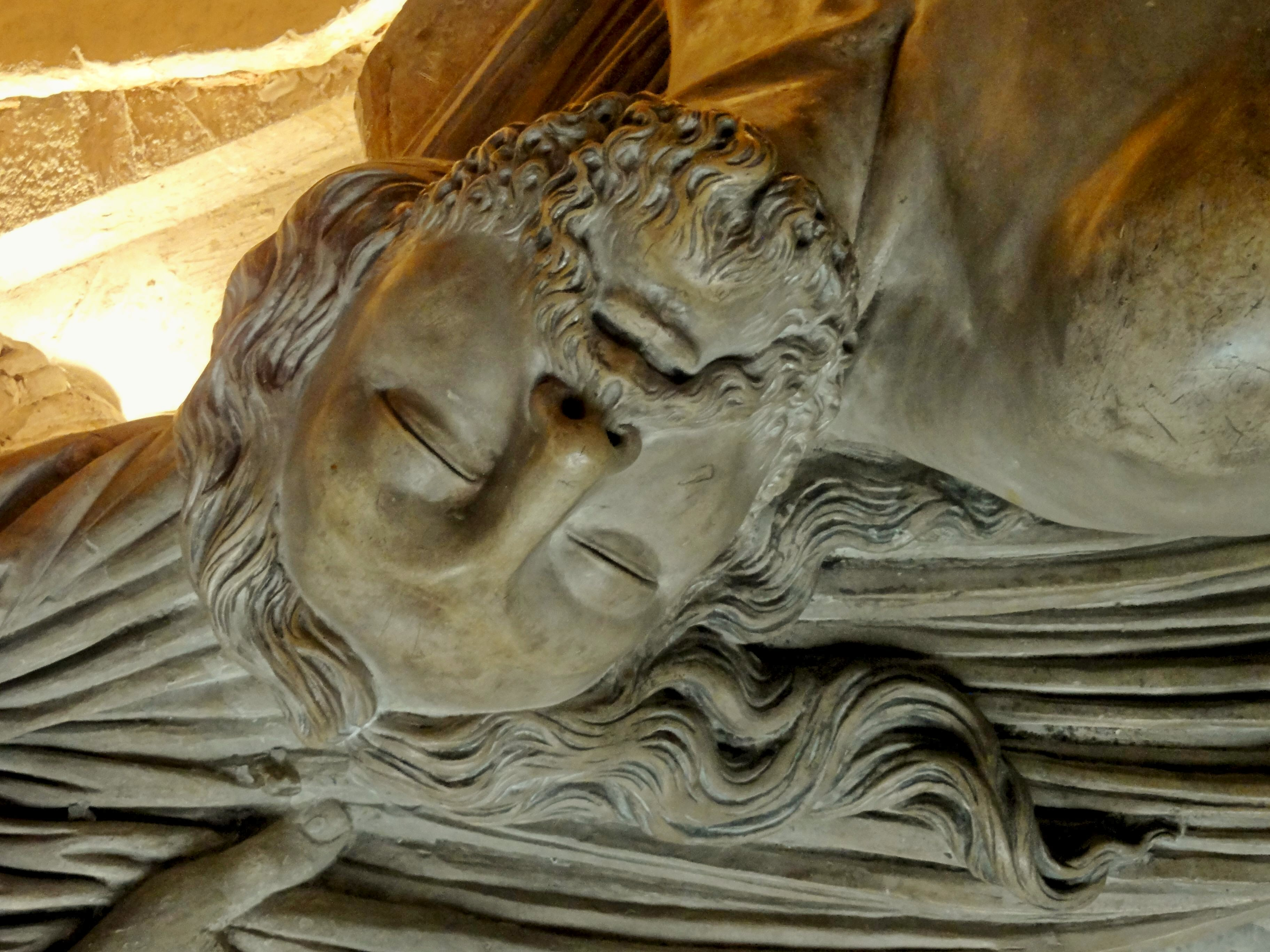
Tête du Christ.
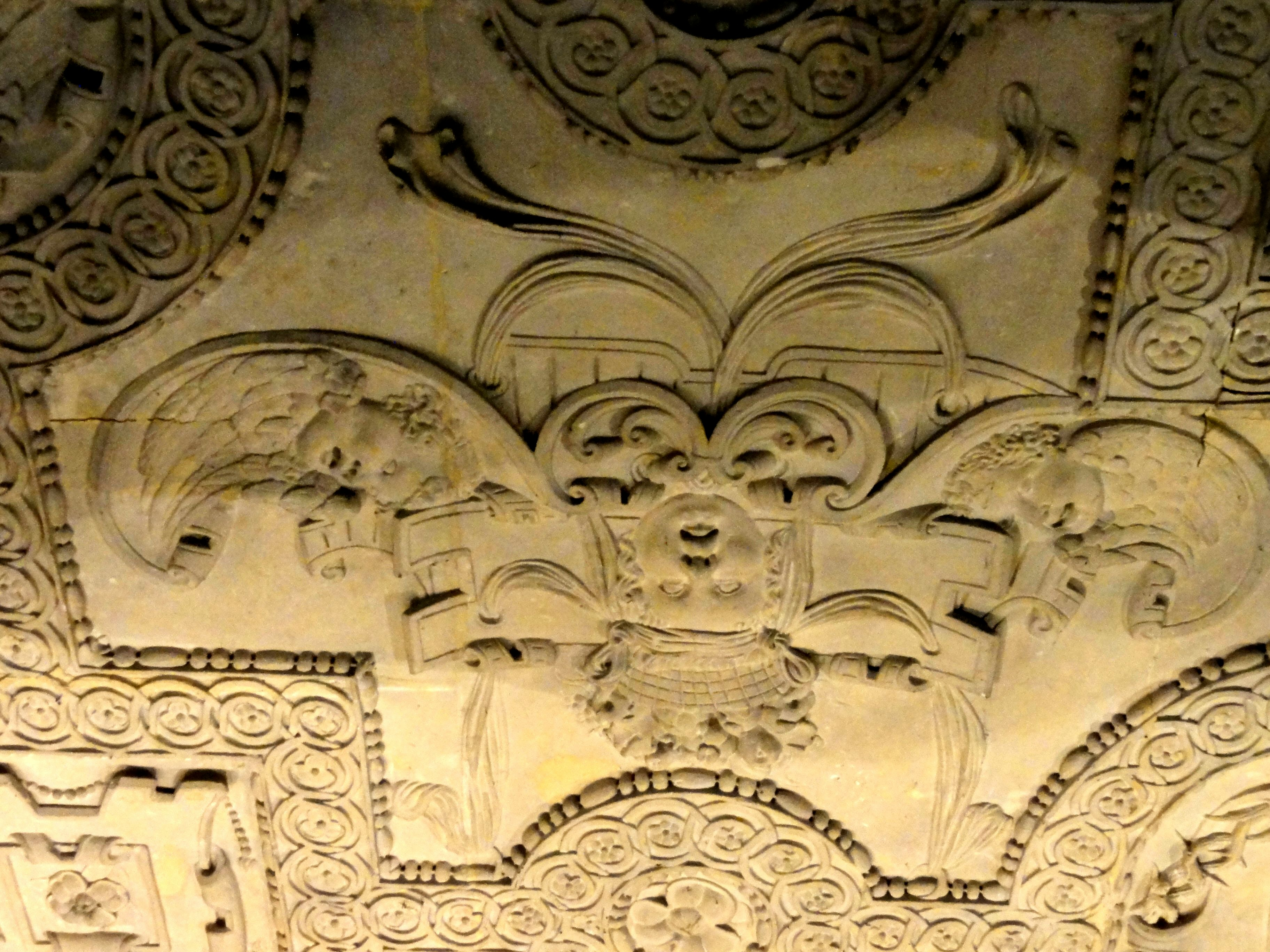
Détail du plafond.

Le groupe sculpté du Saint-Sépulcre, dans la chapelle de la Passion aux pieds du clocher, est classé monument historique au titre immeuble depuis 1840. Sculpté dans de la pierre, il fut installé dans sa niche vers 1550 et a été mentionné par Noël Taillepied dans son ouvrage de 1587. Le Christ, sculpté dans du marbre, est placé dans un suaire par Joseph d'Arimathie et Nicodème. En arrière-plan à gauche, se tient Marie de Magdala en joignant les mains dans une attitude recueilli. Le jeune apôtre Jean console la Vierge Marie. Deux saintes femmes avec des pots à parfum dans leurs mains se tiennent dans l'arrière-plan à droite. Cette œuvre est d'une qualité réelle, même si les visages des femmes en arrière-plan manquent d'expressivité.
La niche est flanquée de quatre colonnes cannelées soutenant un plafond légèrement incliné pour rendre mieux visibles ses caissons décoratifs. L'entablement comporte une frise avec une guirlande de fleurs et de fruits, et sur la métope, triglyphes alternent avec têtes d'anges et fleurs. Un groupe sculpté en bois polychrome  représentant la Résurrection a été placée au-dessus, comportant également un bas-relief en terre cuite montrant trois femmes saintes se rendant au tombeau et portant des vases à parfum.

### Mobilier liturgique

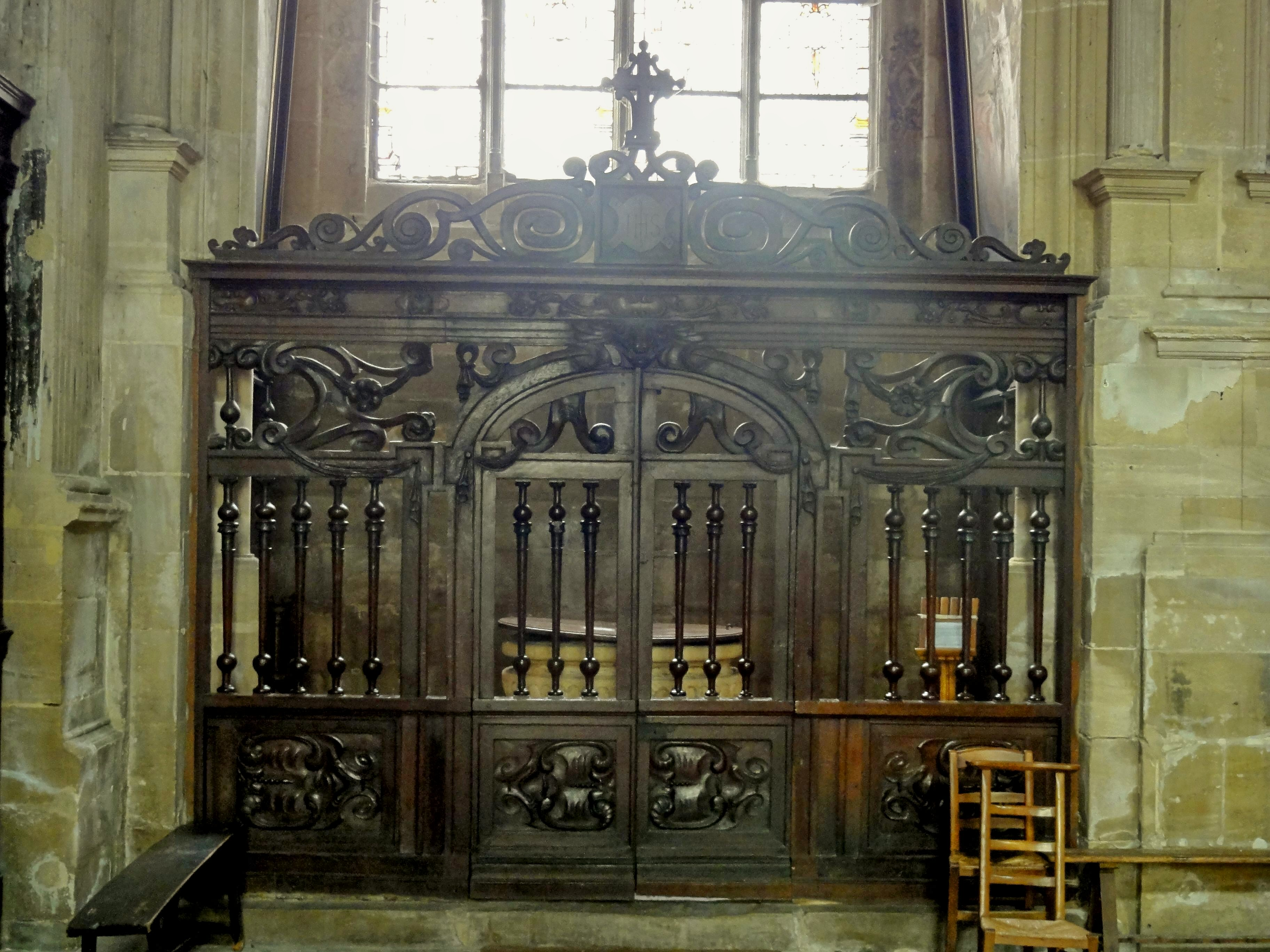
Clôture des fonts baptismaux.
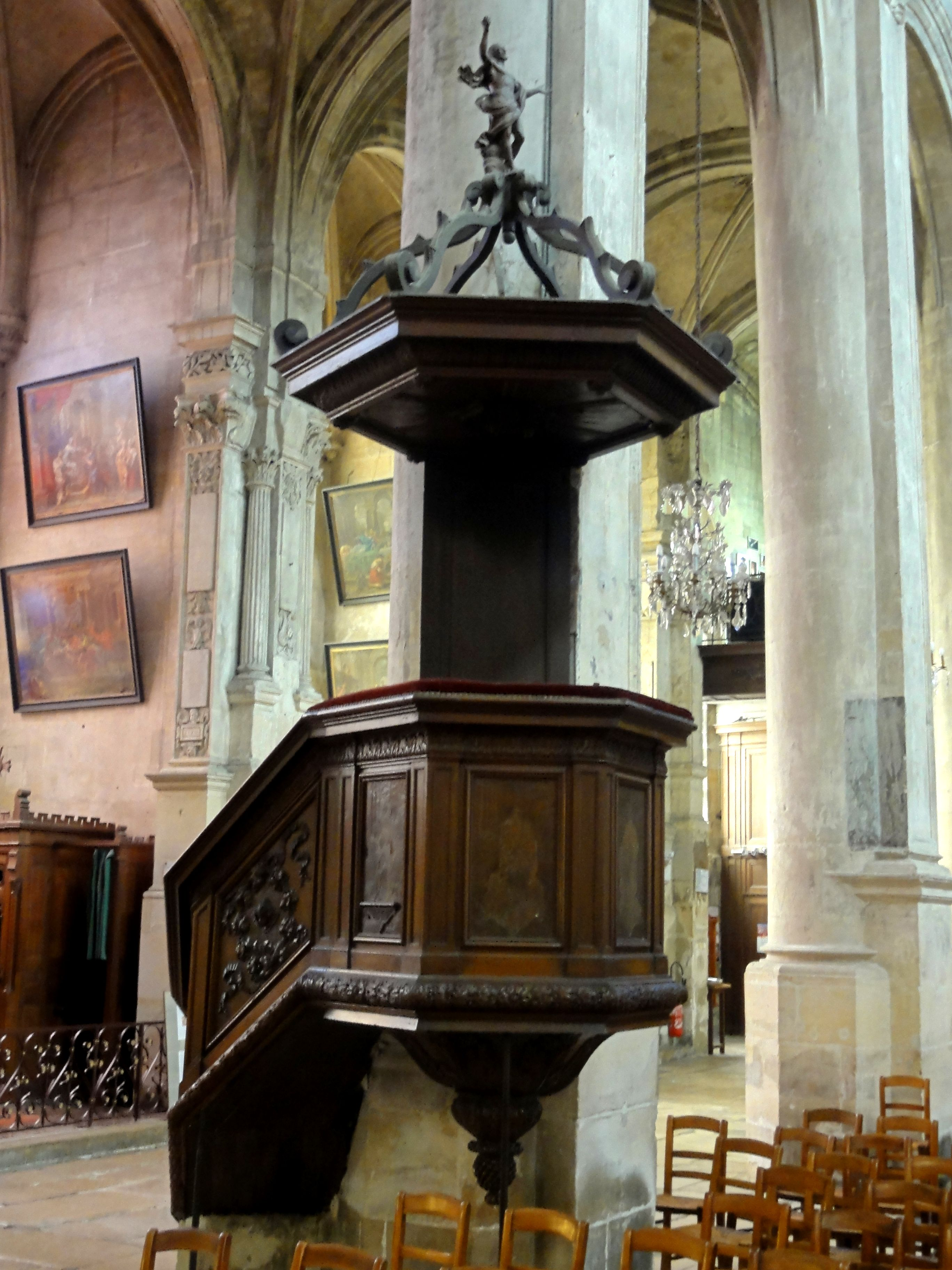
Chaire à prêcher.
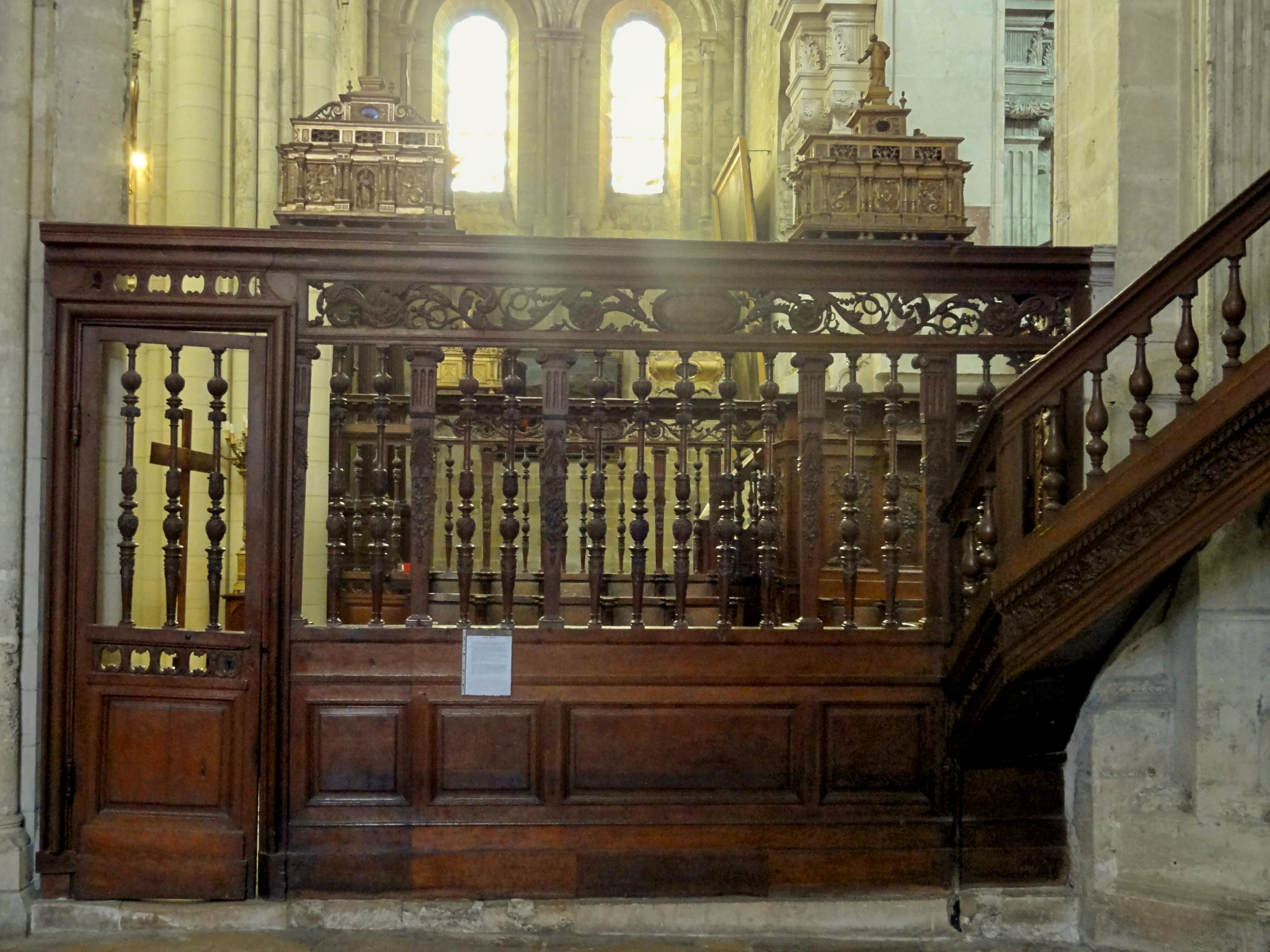
Clôture du chœur, côté nord.
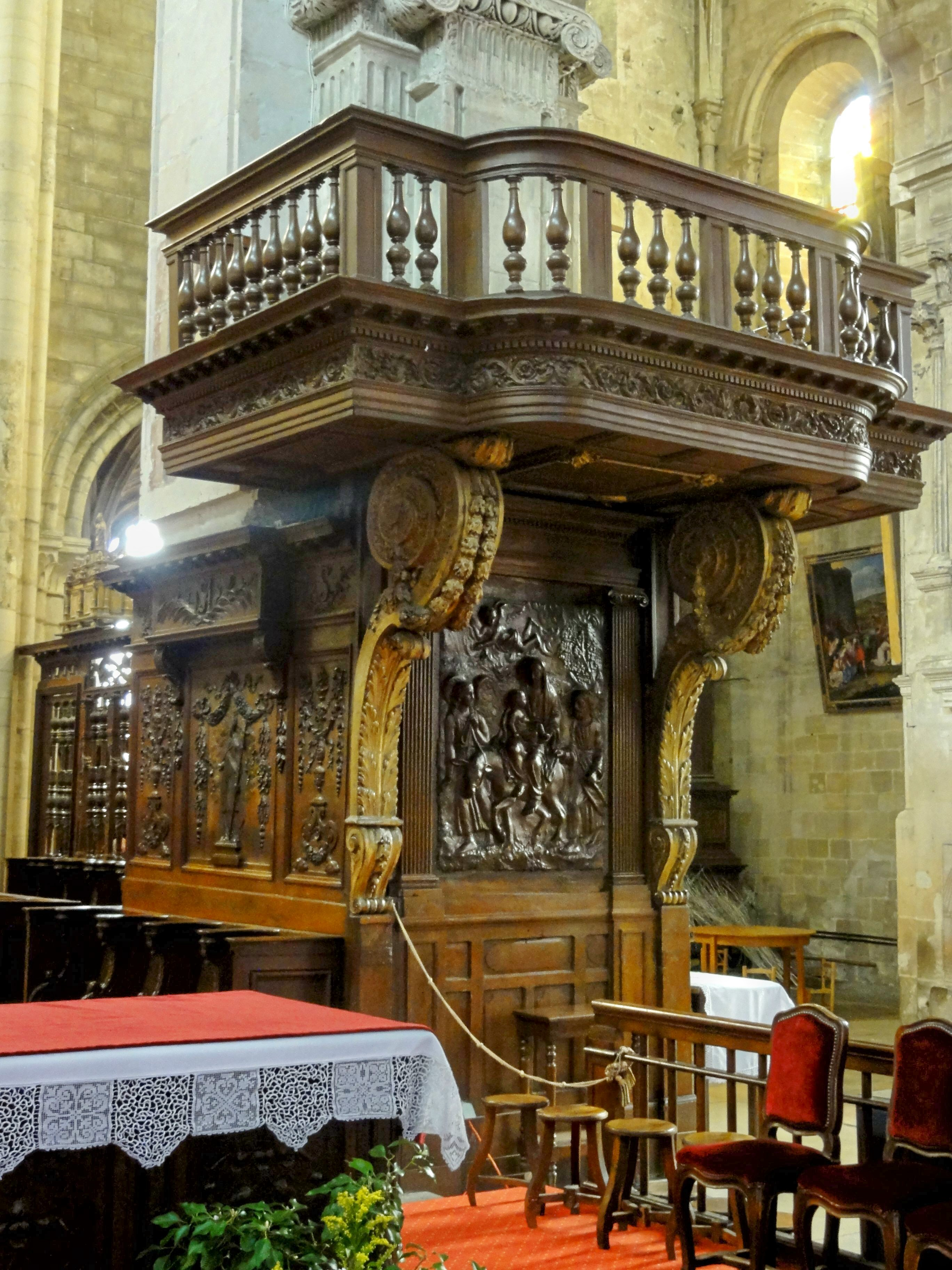
L'une des deux tribunes.

- La clôture des fonts baptismaux du XVIIe siècle en bois taillé, formée de panneaux pleins sculptés et d'une balustrade surmontée de panneaux ajourés. Au centre, l'on trouve une porte en plein cintre. Les ornements sont des rinceaux de feuilles d'acanthe, des volutes, des fleurons et des médaillons[11] ;
- La chaire à prêcher en bois taillé de 1653, dont les panneaux de la cuve ont partiellement été bûchés sous la Révolution[12] ;
- L'ancien banc d'œuvre en bois taillé du XVIe siècle, dont seuls les quinze panneaux du dossier subsistent, séparés par des colonnettes décorées. Ils ont été réemployés comme lambris[13] ;
- La clôture du chœur du XVIIe siècle en bois taillé, avec les petites tribunes autour des piliers, très richement sculptées de rinceaux, de trophées, de guirlandes, de volutes d'acanthes et de médaillons. La clôture se compose d'une alternance de bas-reliefs d'ornements décoratifs ou de personnages, et de colonnades formées par des balustres composites[14] ;
- Les stalles du chœur du XVIIe siècle[15] ;
- Une châsse à reliques en bois taillé et doré, surmontée par une statuette d'un évêque avec sa crosse et datant de 1758. C'est l'une de quatre châsses placées autour du sanctuaire, sur la clôture du chœur[16] ;
- Le maître-autel du XVIIe siècle, comportant le tabernacle, le retable avec les statues de saint Maclou et saint Meslin, deux tableaux peints en huile sur toile d'après Jean Jouvenet, ainsi que l'antependium[17] ;
- La clôture de la sacristie du XVIIe siècle en bois taillé[18].

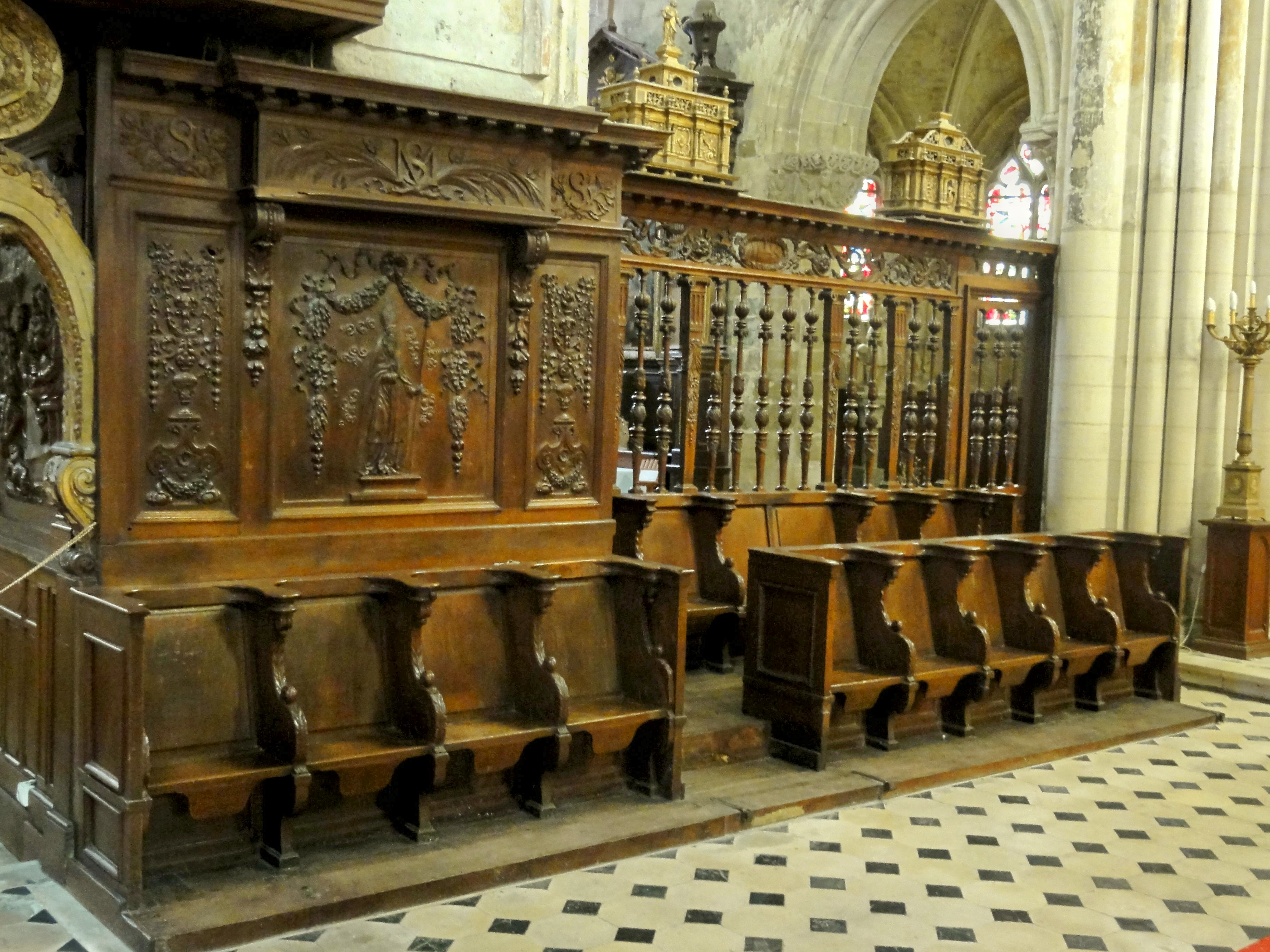
Stalles du chœur.
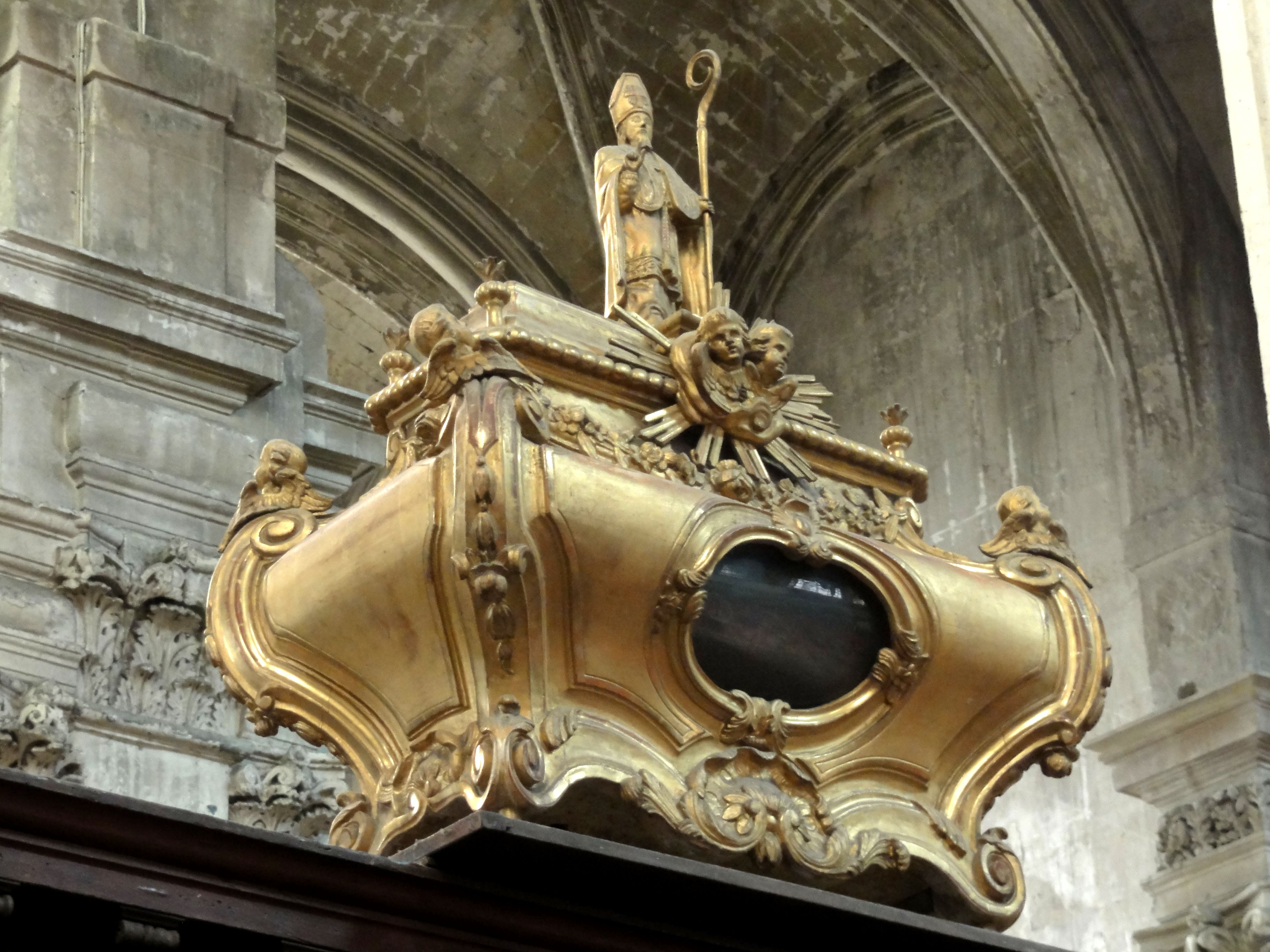
Châsse à reliques.
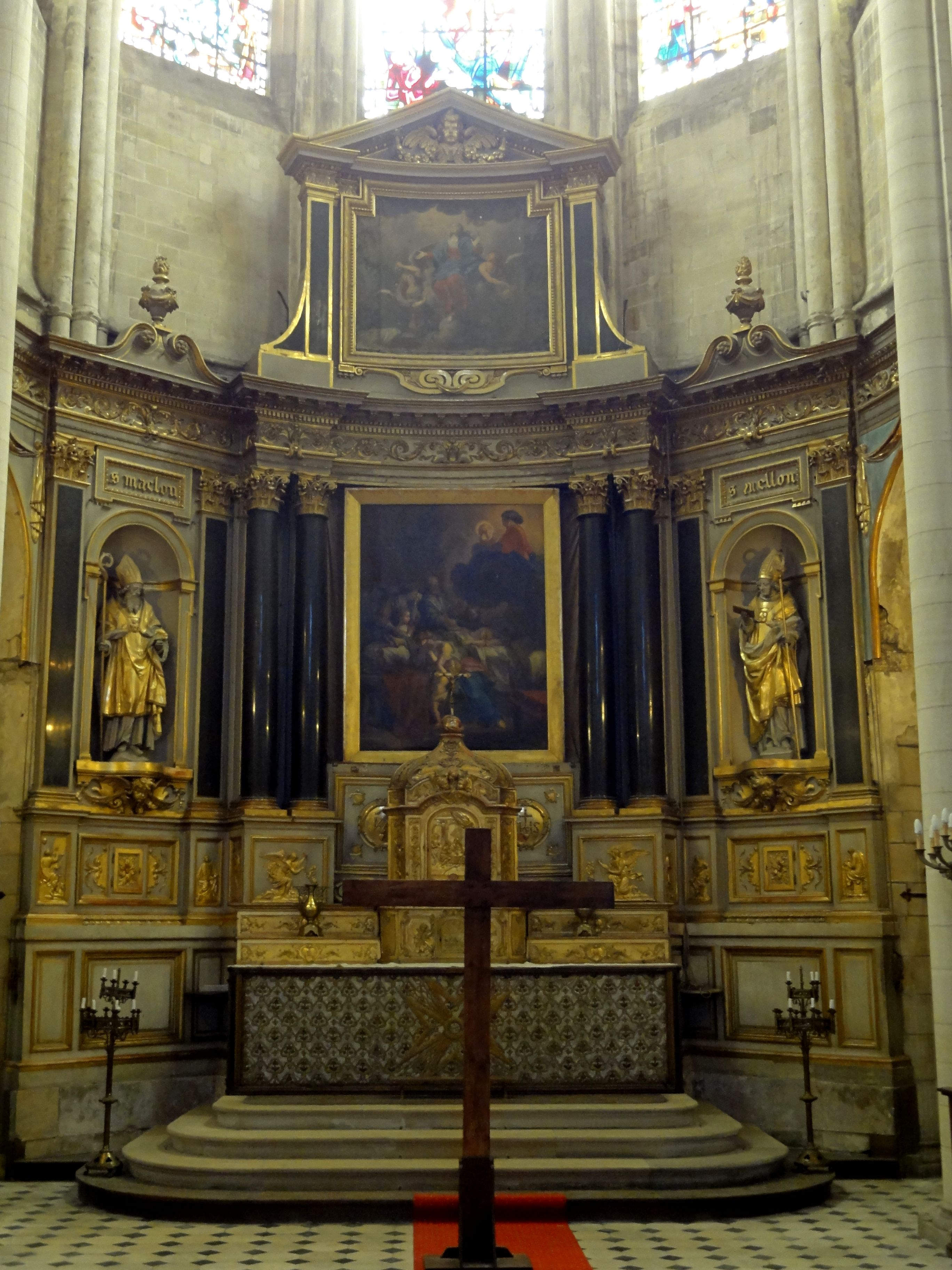
Maître-autel.
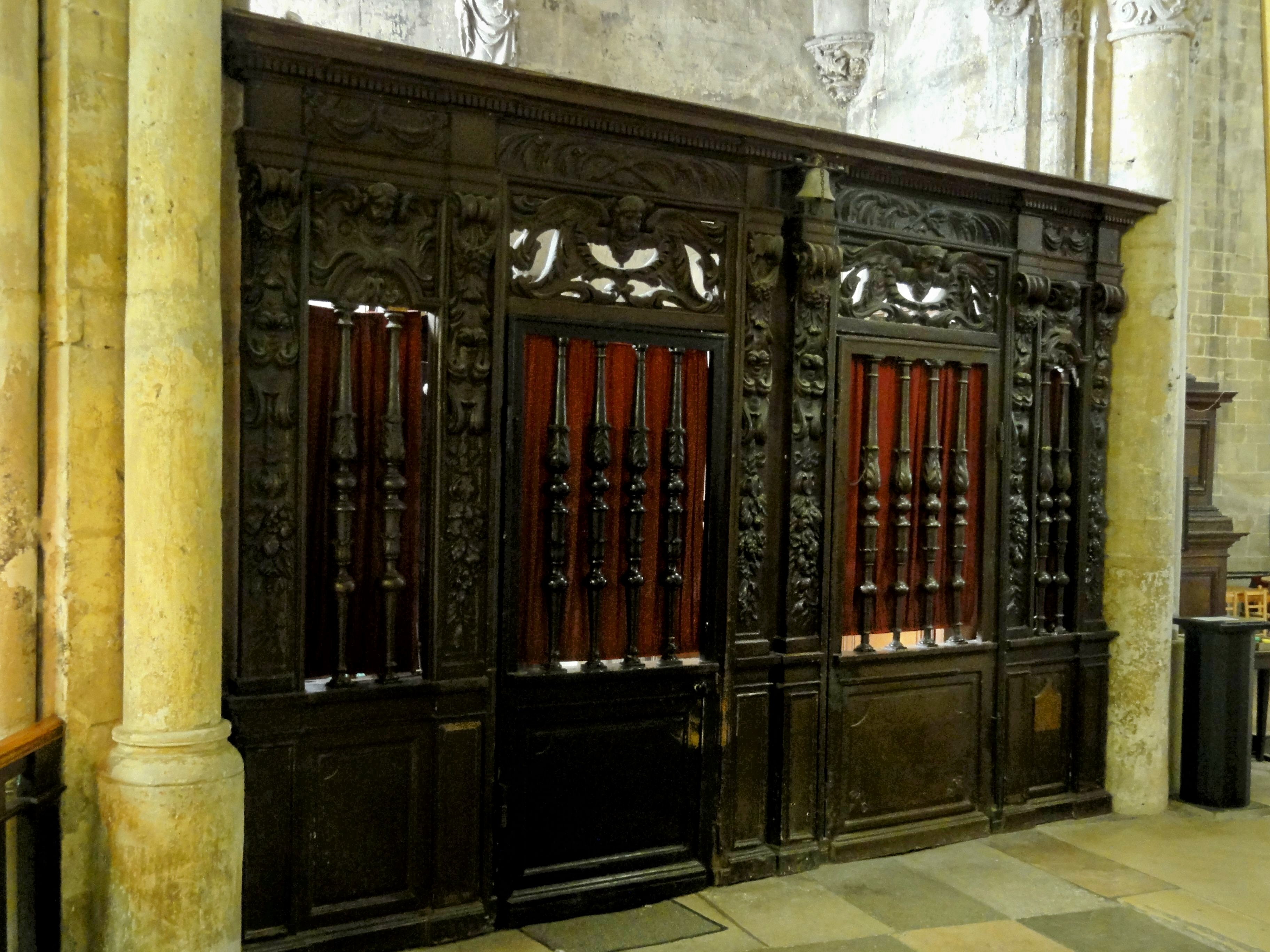
Clôture de sacristie.

### Peintures

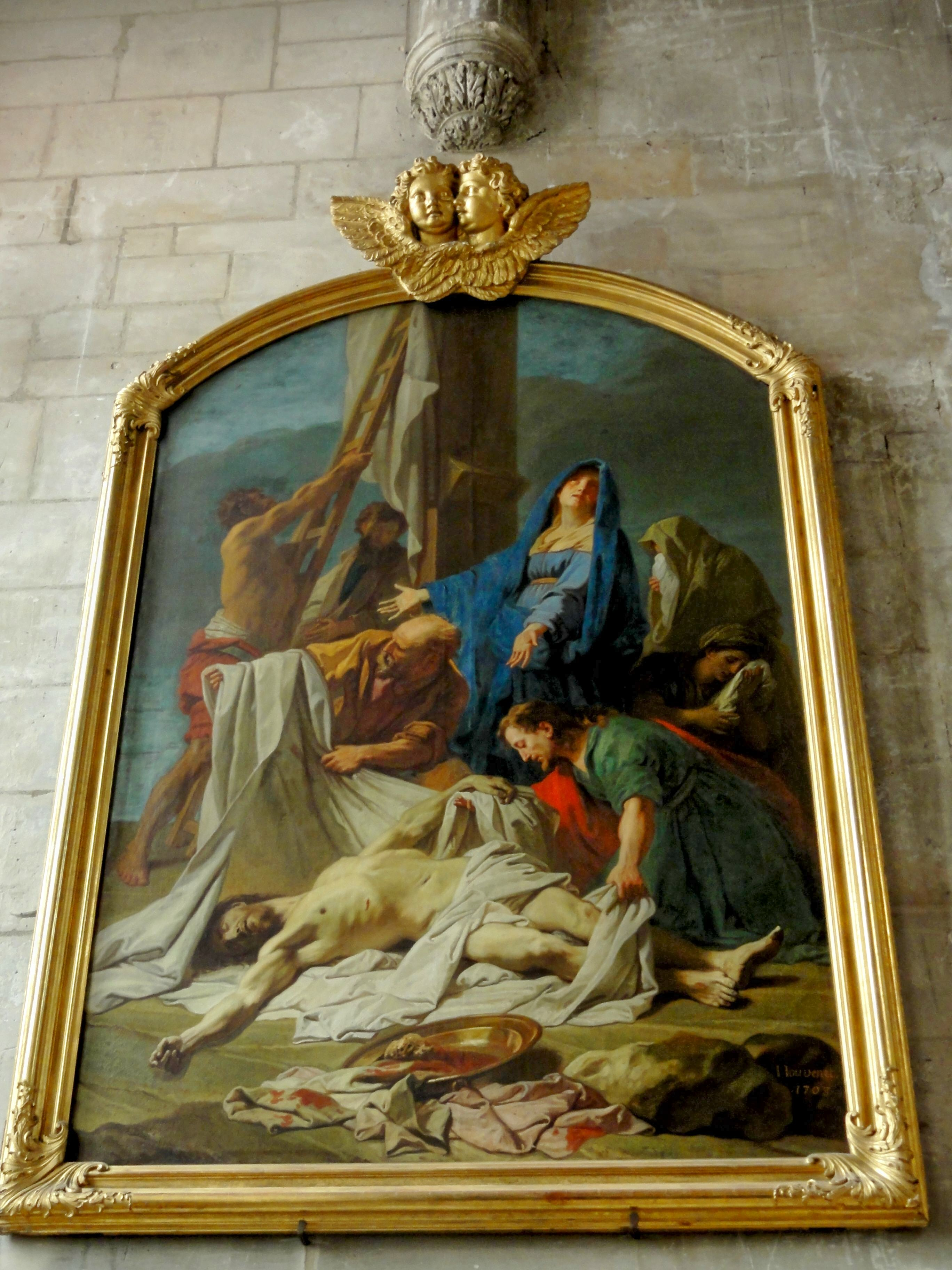
Tableau de Jean Jouvenet, Déposition de la Croix (1708).

Parmi la quarantaine de tableaux accrochés notamment dans les chapelles, sept sont classés au titre des monuments historiques. Un seul est signé ; c'est une œuvre de Jean Jouvenet qui a également participé au décor du maître-autel. Tous les tableaux classés datent par ailleurs du XVIIe siècle ou du premier quart du XVIIIe siècle. Deux ne sont actuellement pas visibles dans la cathédrale. Les tableaux classés sont les suivants :
- Un tableau peint en huile sur toile représentant la Déposition de la Croix, œuvre de Jean Jouvenet peinte 1708 et provenant du maître-autel de l'église des Jésuites de Pontoise[19] ;
- Un tableau peint à l'huile sur bois représentant la Montée au Calvaire, copie anonyme d'une œuvre de Pierre Mignard du dernier quart du XVIIe siècle[20] ;
- Un tableau peint à l'huile sur toile représentant Dieu le Père, datant du premier quart du XVIIIe siècle et mesurant 200 cm sur 120 cm, de provenance incertaine, mais ayant fait partie d'un retable[21], actuellement déposé ;
- Un tableau peint à l'huile sur toile représentant saint François de Paule, haut de 300 cm et large de 180 cm, œuvre anonyme du milieu du XVIIe siècle[22] ;
- Un tableau peint à l'huile sur toile représentant saint François et saint Dominique arrêtant les traits de la justice divine, haut de 270 cm et large de 190 cm sans le cadre, œuvre anonyme du second quart du XVIIe siècle, provenant probablement du couvent des Cordeliers de Pontoise[23] ;
- Deux tableaux de Jacques Stella provenant peut-être du Carmel de Pontoise[24] représentant Jésus et la Samaritaine (haut de 340 cm et large de 200 cm)[25] et Le Christ et le paralytique à la piscine probatique (haut de 345 cm et large de 200 cm[26].

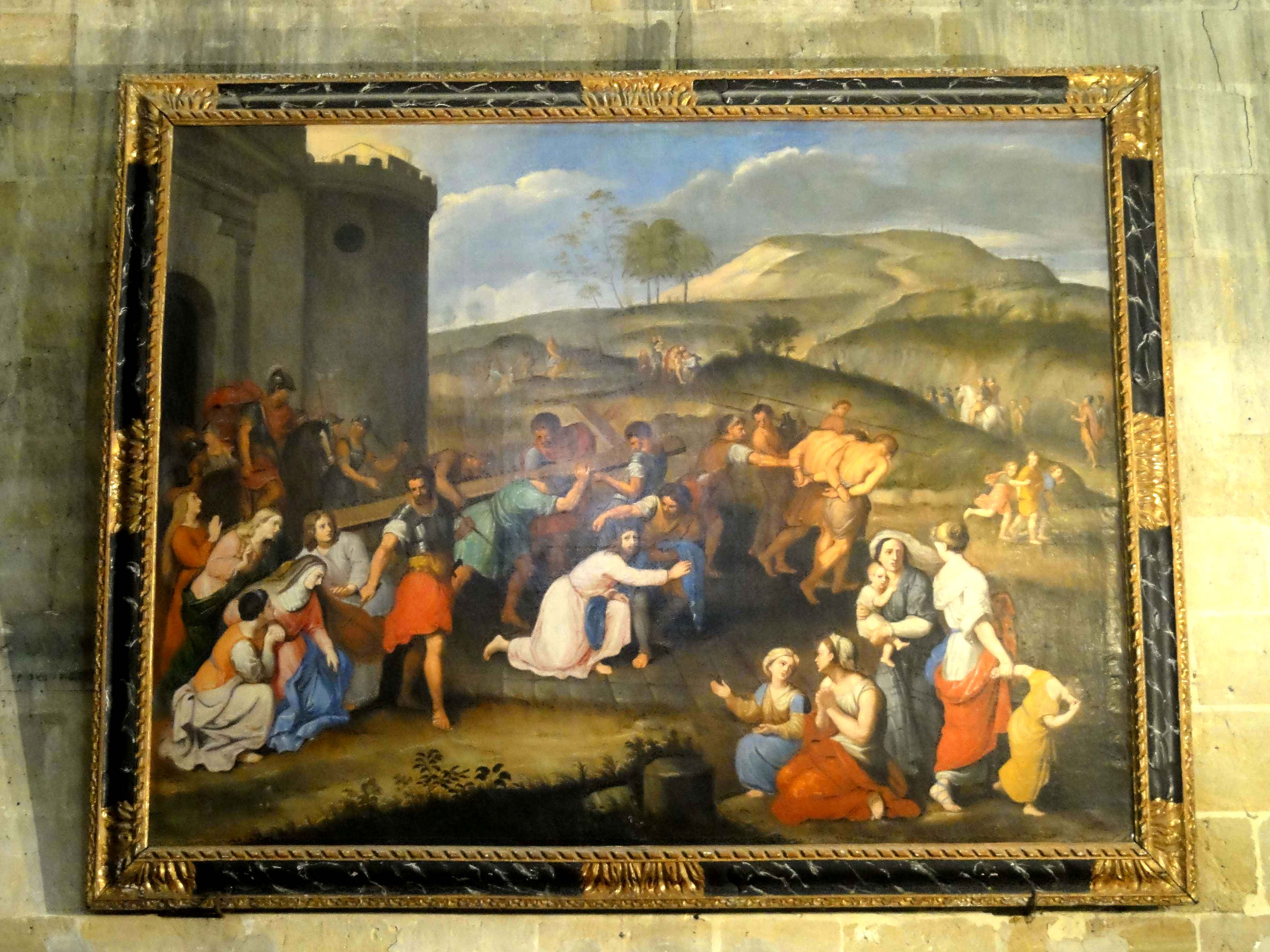
La montée au Calvaire, d'après Pierre Mignard.
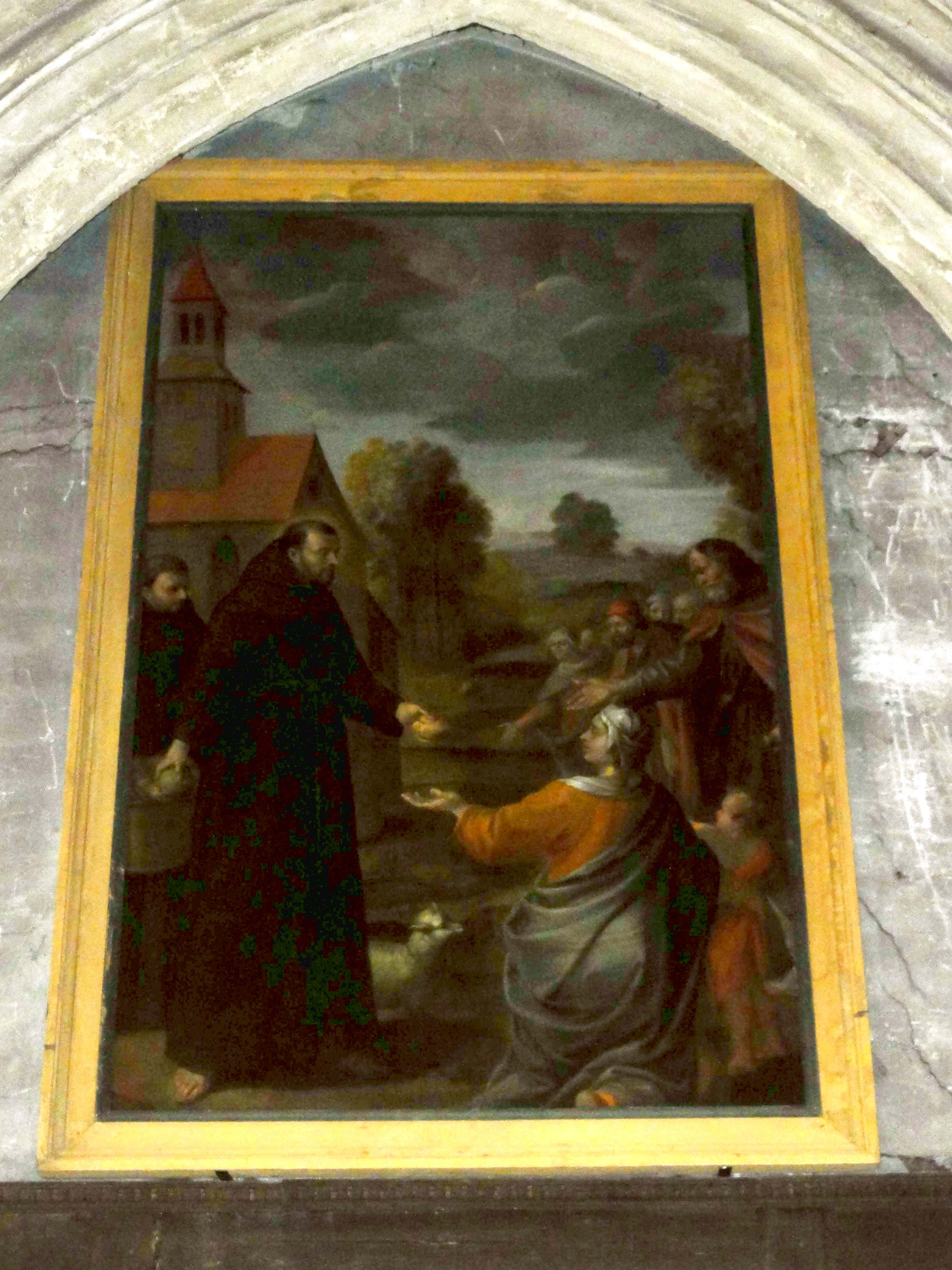
Saint François de Paule distribuant des pains.
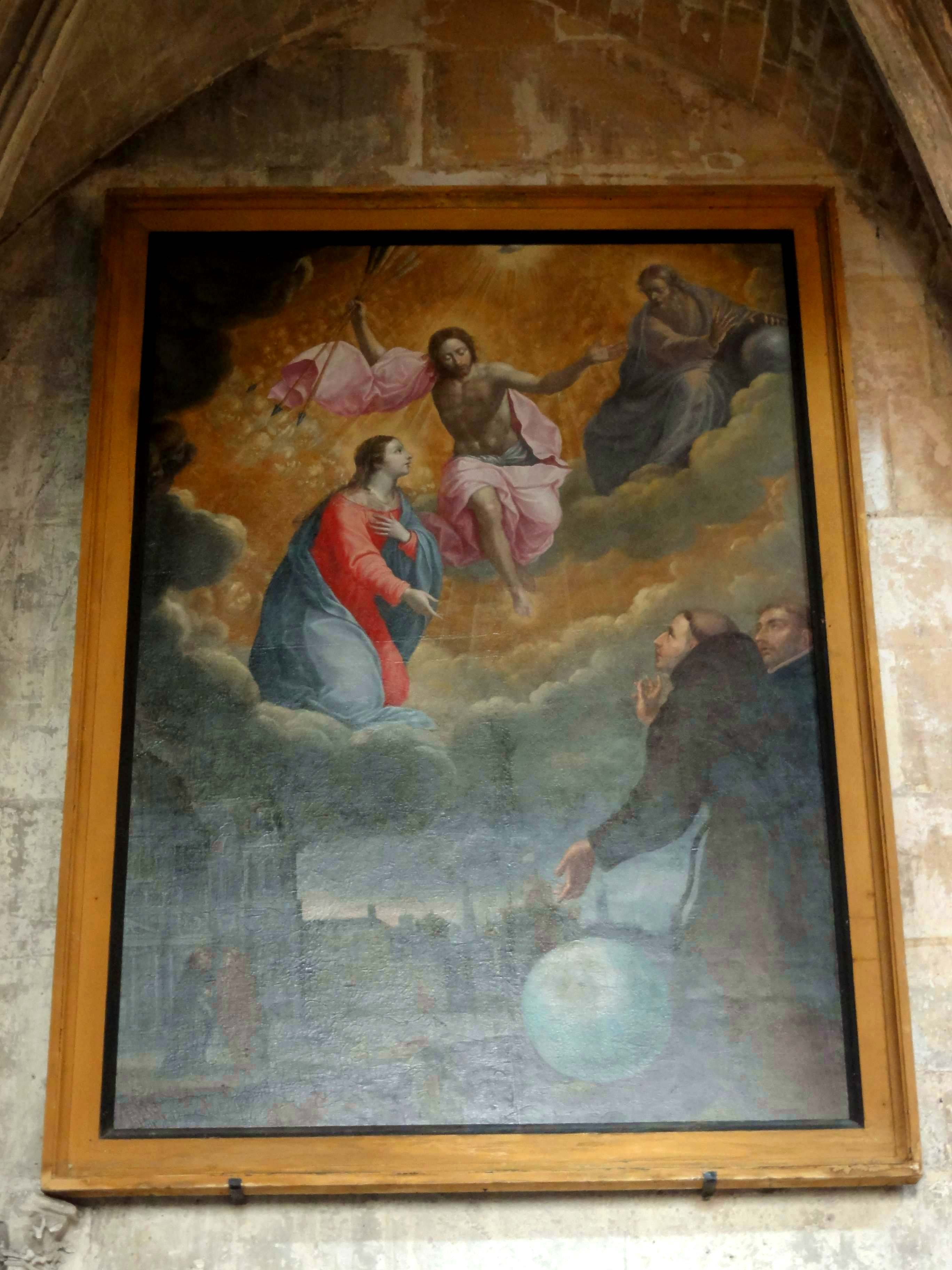
Saint François et saint Dominique.
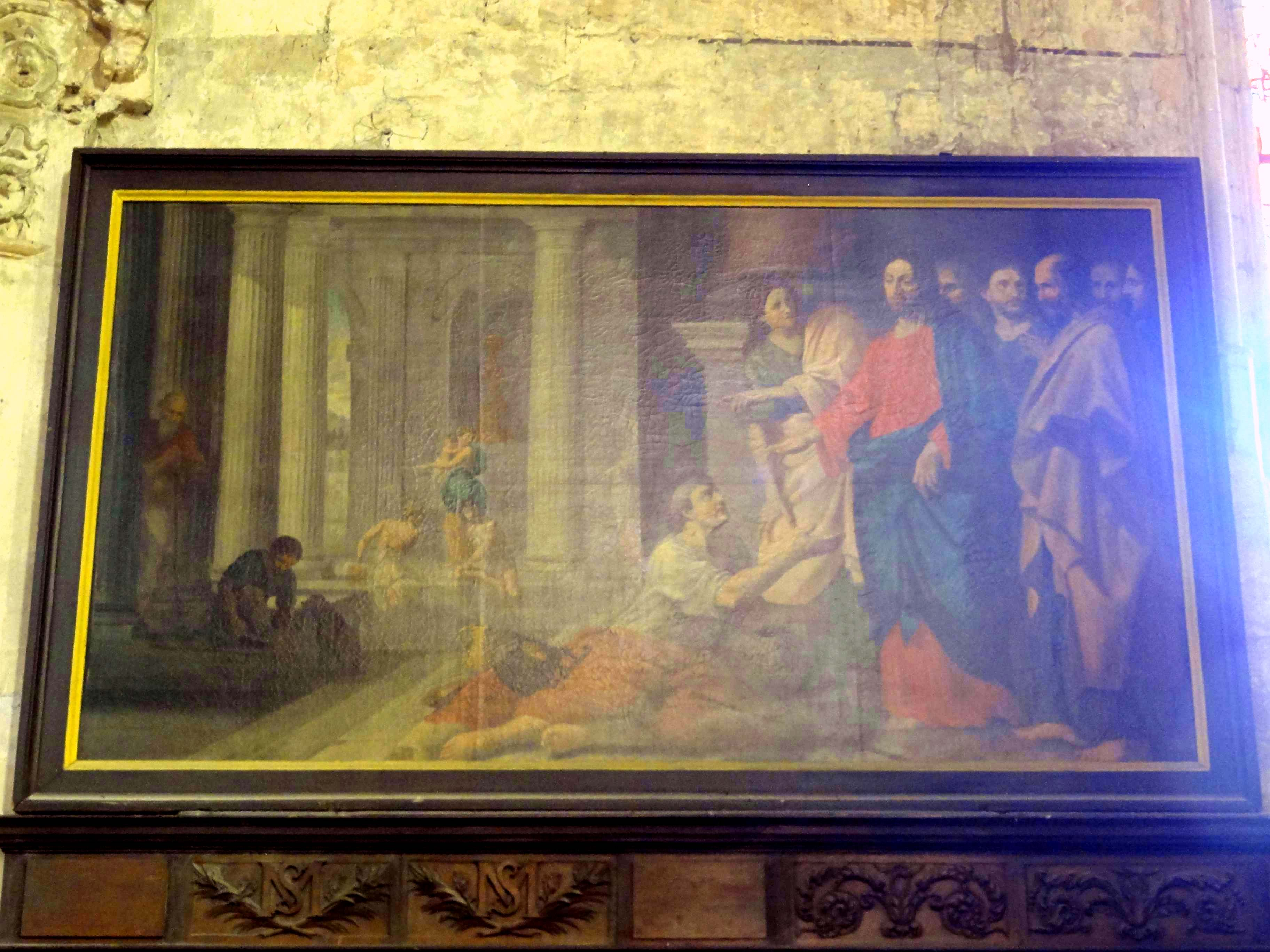
Le Christ et le paralytique à la piscine probatique.

### Sculptures

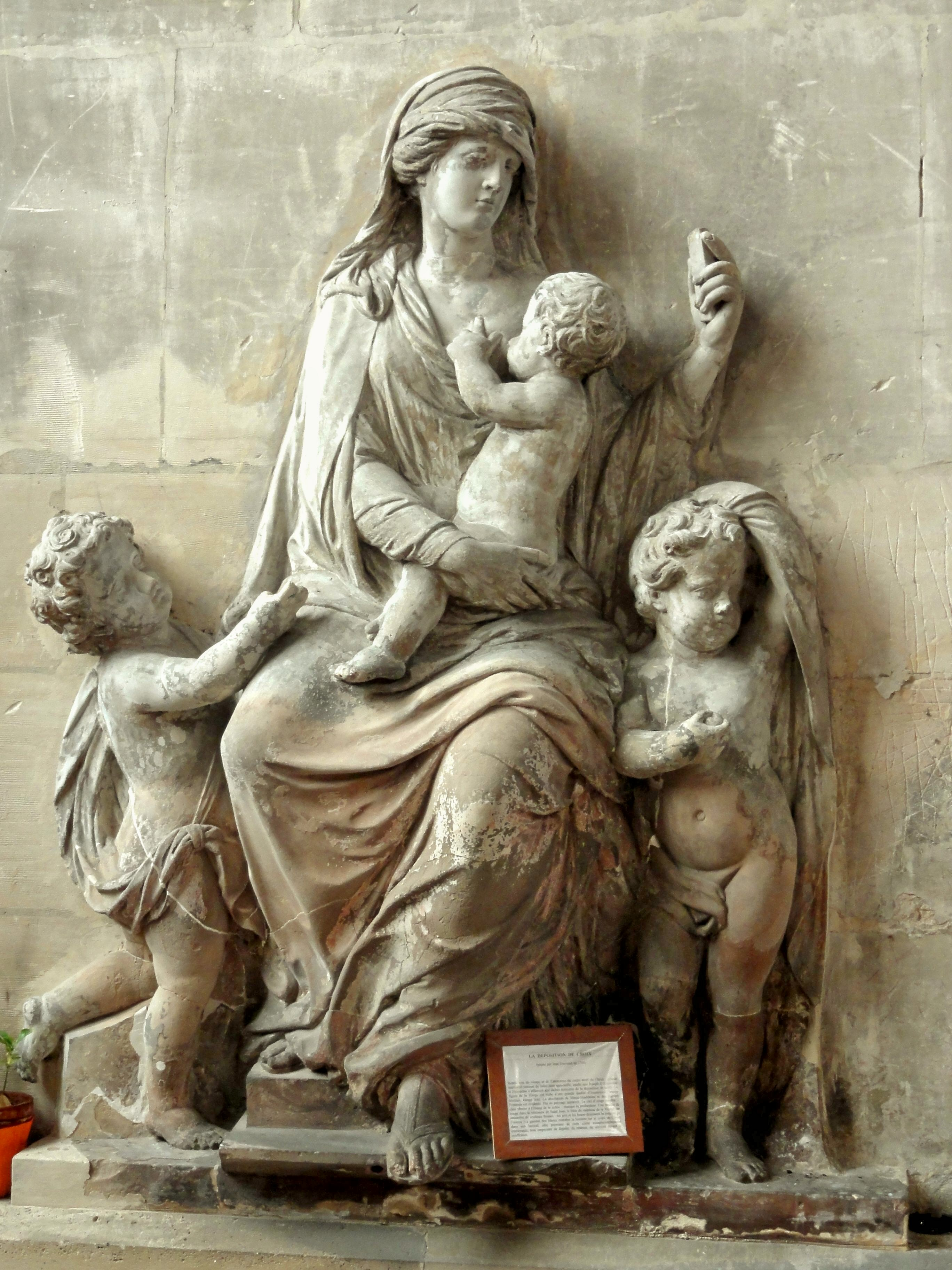
Groupe sculpté - la Charité, vers 1688.

Hormis le groupe sculpté du Saint-Sépulcre, le maître-autel et les éléments du mobilier liturgique entrant dans le domaine de la sculpture, la cathédrale Saint-Maclou ne possède que six sculptures classées au titre des monuments historiques.
- Une statue en bois taillé peint, représentant sainte Marguerite mais généralement connue comme sainte Madeleine du fait d'une confusion, haute de 72 cm et datant du premier quart du XVIe siècle[27] ;
- Une statue en bois taillé représentant la Vierge à l'Enfant assise, haute de 90 cm et datant du XVIIe siècle[28] ;
- Un groupe sculpté en pierre de liais de Chartreux, provenant du tombeau de François de Guénégaud et représentant la Charité, datant du dernier quart du XVIIe siècle. Cette sculpture provient de l'hôtel-Dieu de Pontoise et a encore été déplacée dans le nouvel hospice en 1828, avant d'être transférée en l'église Saint-Maclou[29] ;
- Un buste du Christ en bois taillé, sans bras, avec la tête inclinée sur l'épaule droite, datant du XVe siècle[30] ;
- Une Vierge à l'Enfant en bois taillé du XIVe siècle[31] ;
- Une enseigne de boutique transformée en statue, représentant saint Nicolas, haut de 87 cm, œuvre de style populaire datant du premier quart du XVIe siècle[32].

### Dalles funéraires et plaques commémoratives

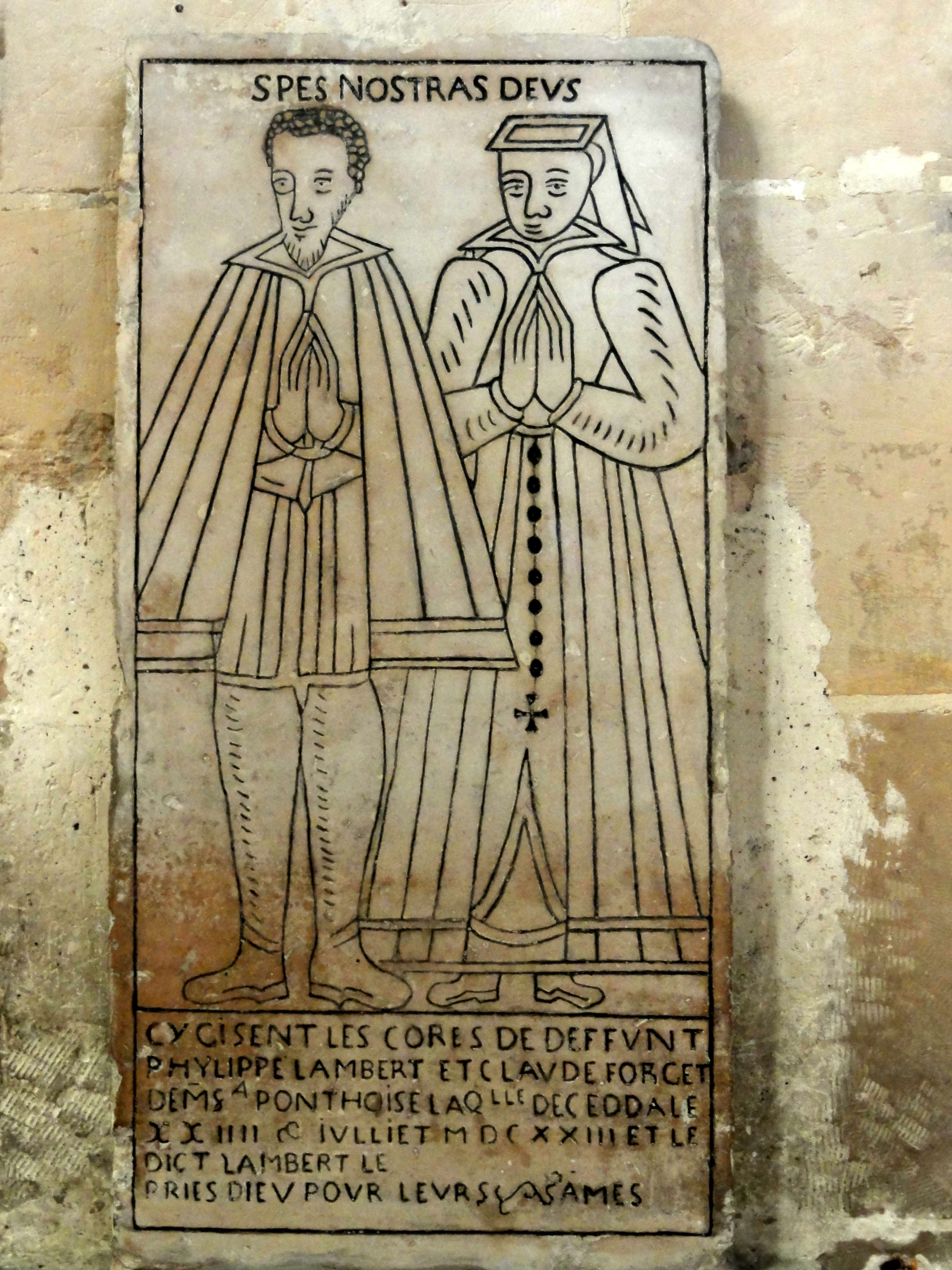
Dalle funéraire de Philippe et Claude Lambert.

Les plaques funéraires faisaient autrefois partie du dallage de l'église. Lors de son renouvellement en 1772 et 1783, la plupart des pierres tombales ont été découpées à la scie et réutilisé pour le pavage des bas-côtés. Les plus remarquables parmi elles ont toutefois été sauvegardées, mais n'ont été relevées et dressées contre les murs que bien ultérieurement. Les plus anciennes remontent au XIVe siècle, et les plus récentes au XVIIIe siècle, et datent des dernières années avant l'interdiction d'enterrer dans les églises. La plupart sont classés au titre immeuble ou au titre objet, mais d'autres exemplaires non moins intéressantes existent dans l'église. S'y ajoutent quelques plaques commémoratives de fondations de messes. Les inscriptions ont été relevées par Eugène Lefèvre-Pontalis (1888), p. 109-131.
- La dalle funéraire de Philippe Lambert et de Claude Forget, sa femme, morte en 1623[33] ;
- La plaque commémorative de fondations faites par Renault Barbier, curé d'Auvers-sur-Oise, en faveur du collège et de la confrérie aux clercs de Pontoise ; datant de 1596. Taillée dans le la pierre, elle est entourée d'un cadre orné de rinceaux, et présente à sa base une tête de mort[34] ;
- La plaque funéraire de Nicolas Lefebvre et de Marie Bourbon, sa femme, datant de 1551 / 1555[35] ;
- La plaque funéraire de Toussaint Le Pelletier et de Jeanne Guiot, sa femme, datant de 1549 / 1565[36] ;
- La dalle funéraire de Nicolas Soret, marchand, mort en 1616[37] ;
- La dalle funéraire de Perrette Ler, femme de Jehan le Dru, morte en 1552[38] ;
- La dalle funéraire de Pierre de Moulins, mort en 1463, et de Martine de la Taille, sa femme, morte en 1465[39] ;
- La dalle funéraire d'un homme et d'une femme, datant de 1587, aux noms devenus illisibles[40] ;
- La dalle funéraire de Jean Desmons, docteur, mort en 1695[41].

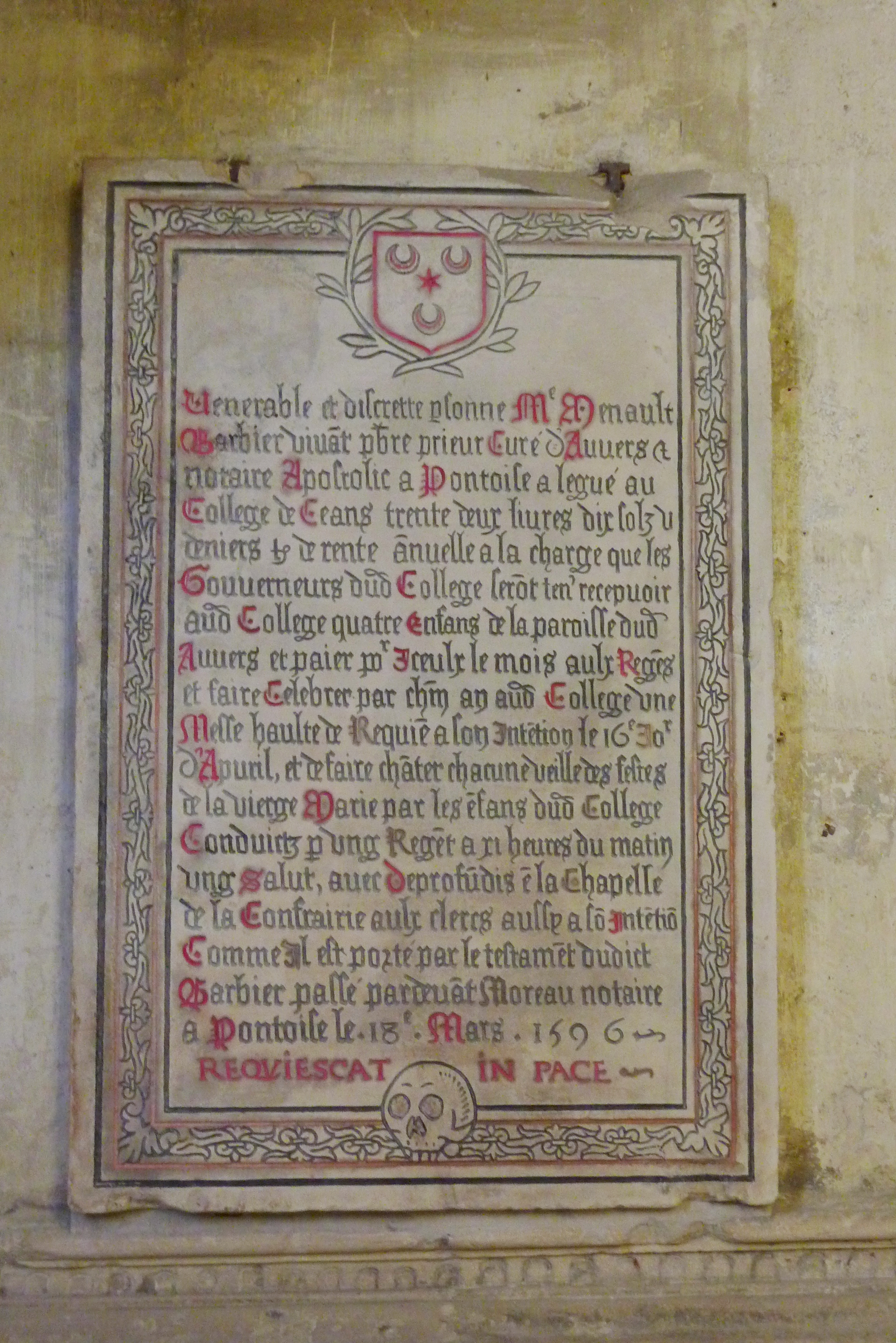
Plaque commémorative de fondations.
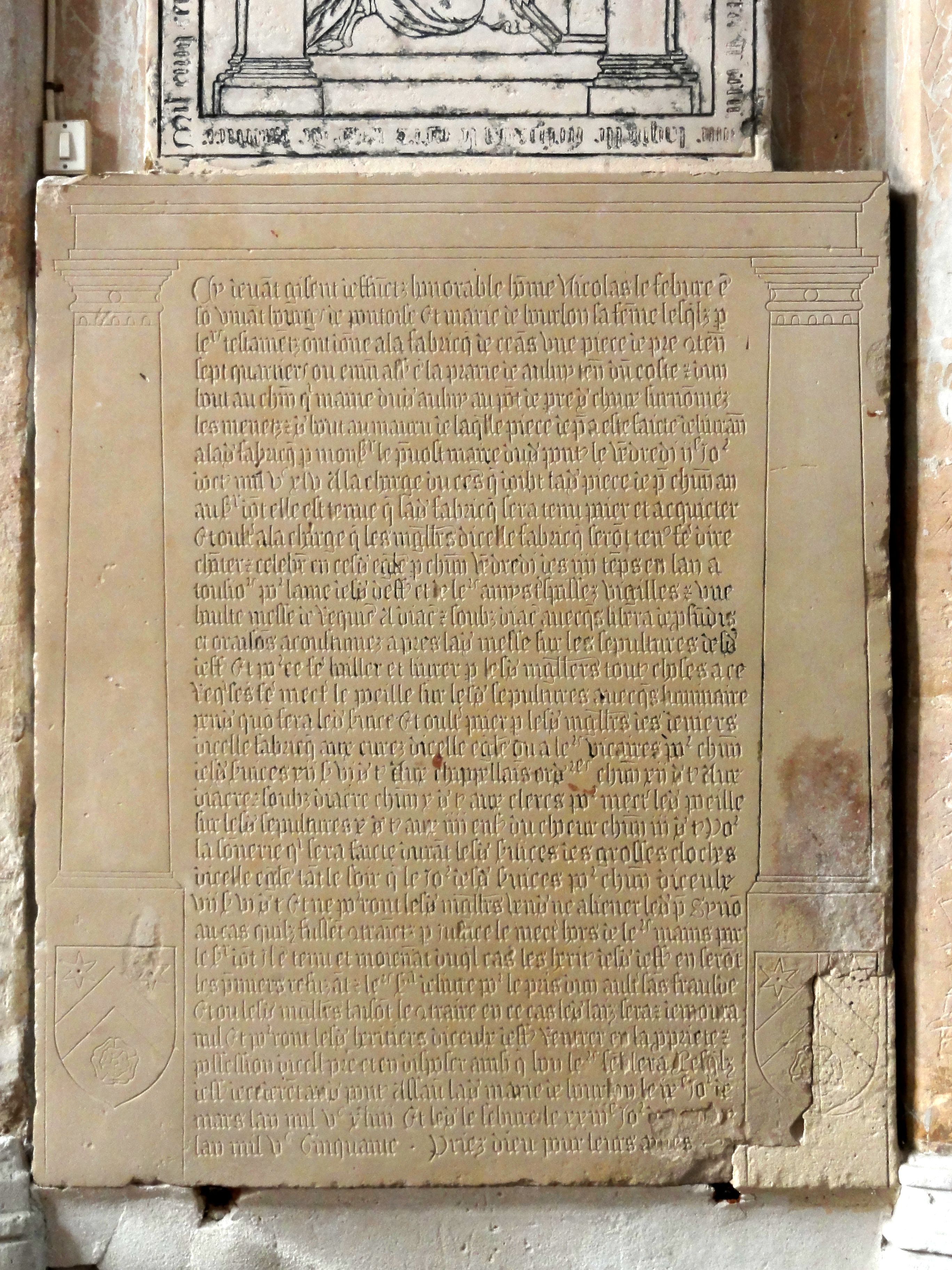
Plaque funéraire de Nicolas Lefebvre et de Marie Bourbon, sa femme.
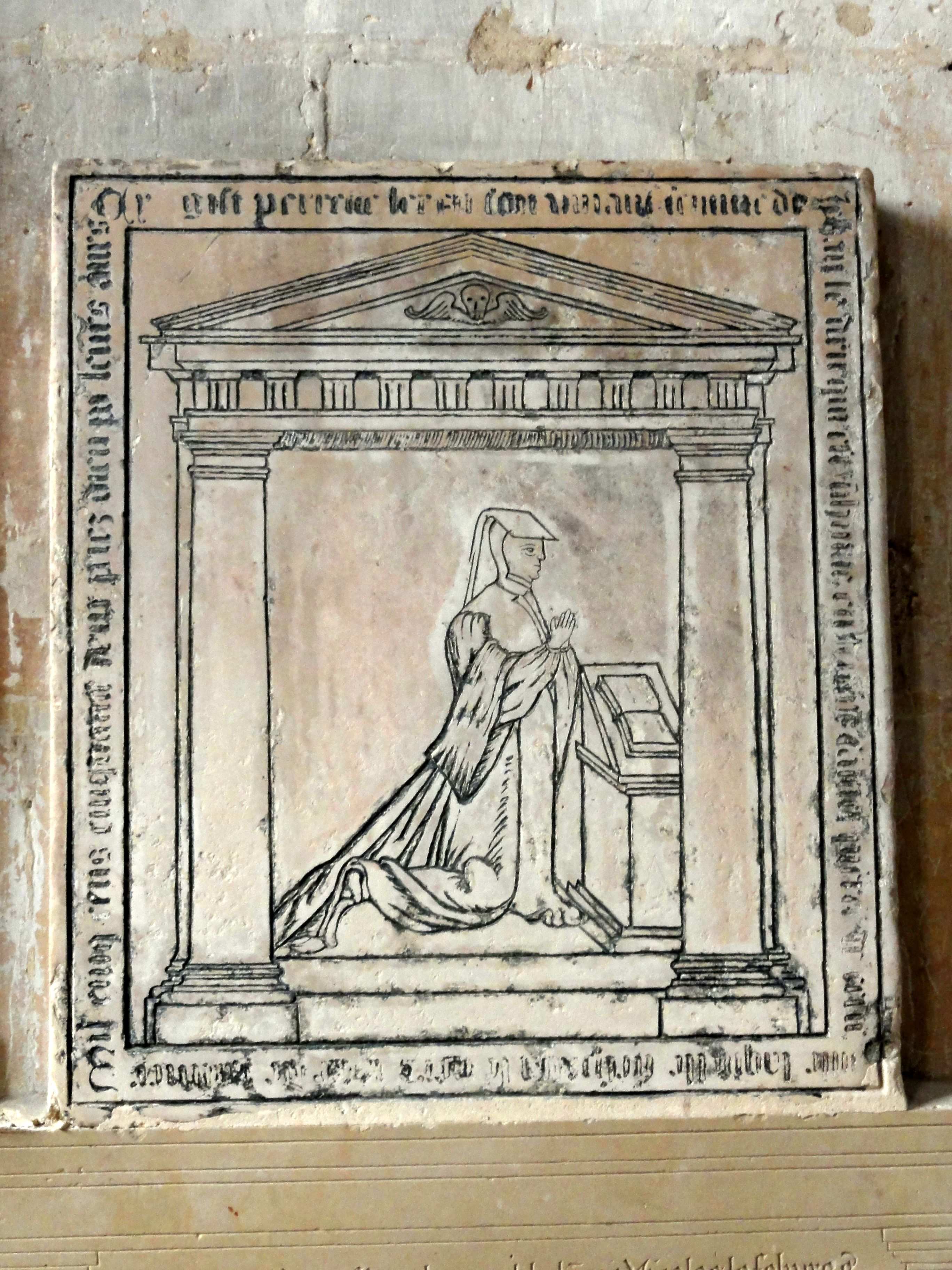
Dalle funéraire de Perrette Ler.
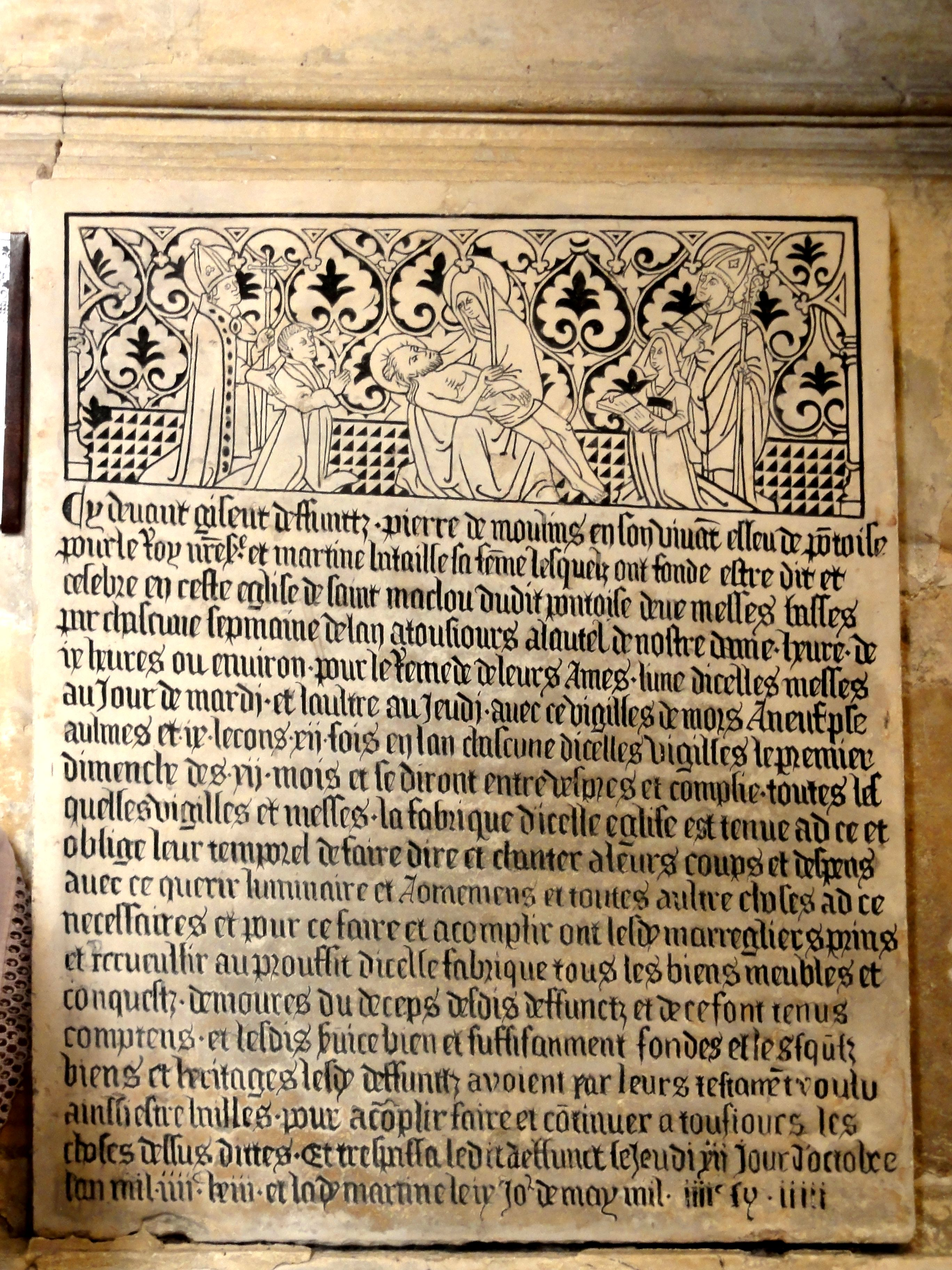
Dalle funéraire de Pierre de Moulins et de Martine de la Taille.
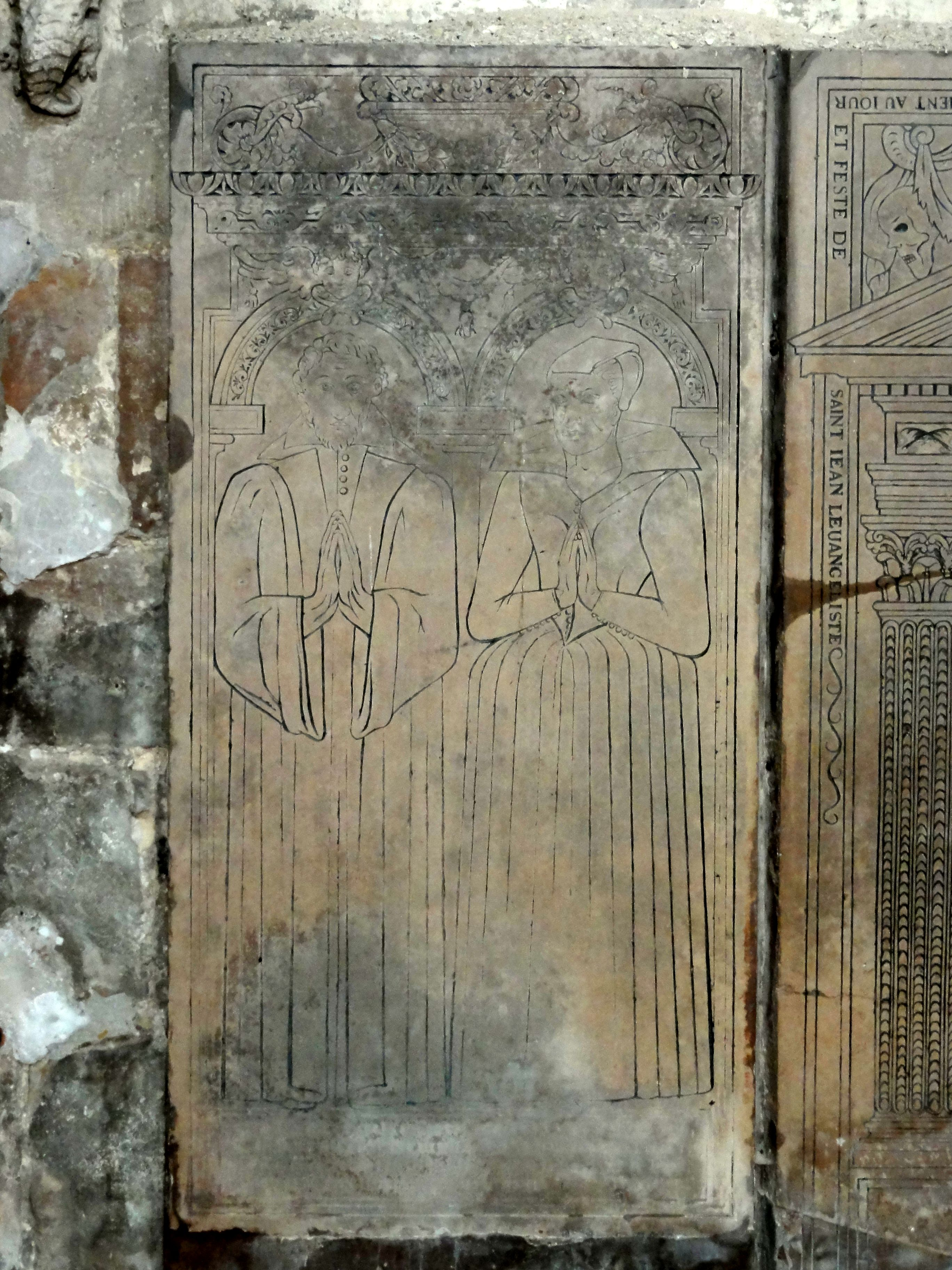
Dalle funéraire d'un homme et d'une femme.
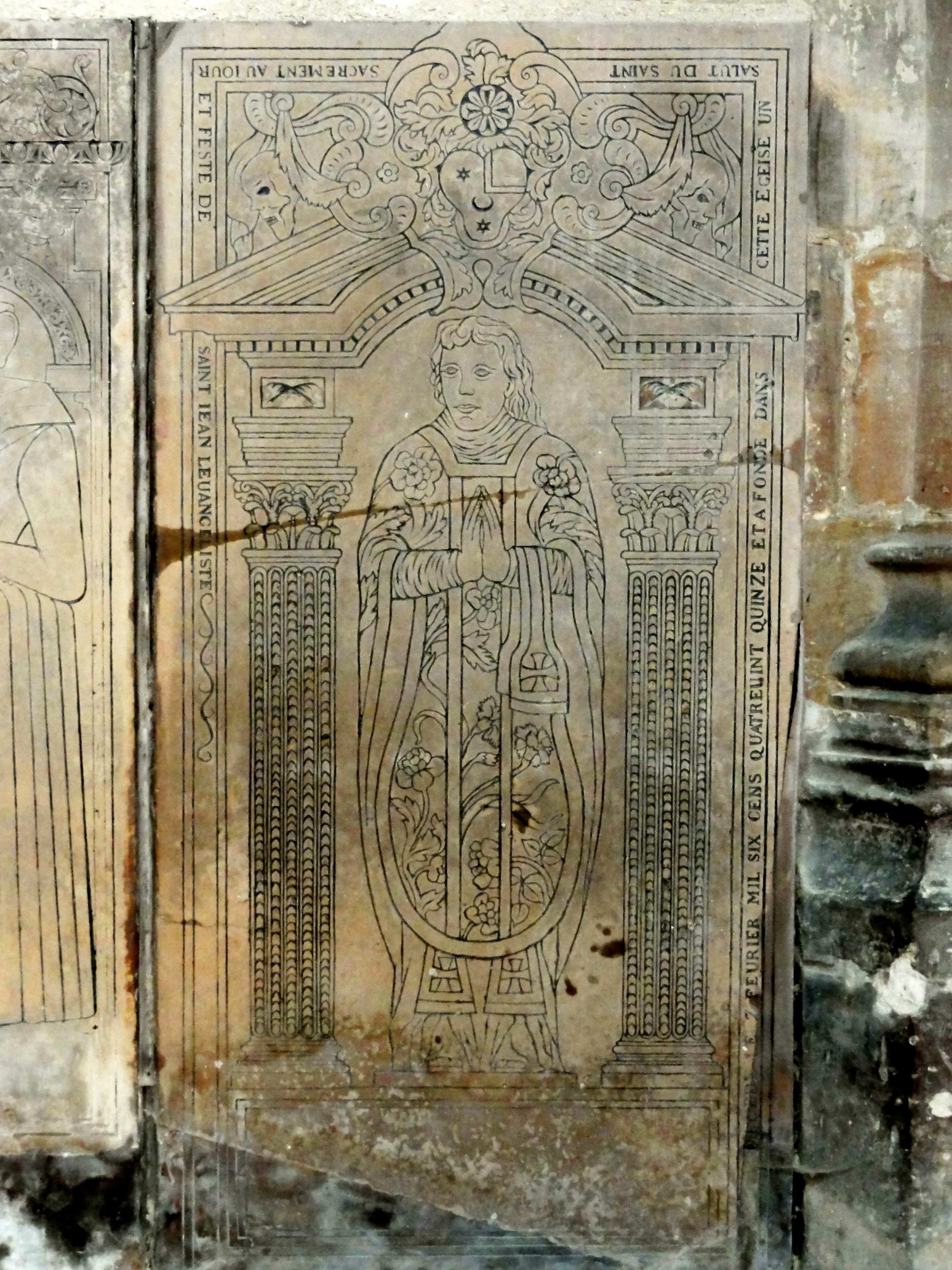
Dalle funéraire de Jean Desmons, docteur.

## Au cinéma
- Des scènes du film Mademoiselle de Joncquières (2018) y ont été tournées[42].